# Église Saint-Côme-Saint-Damien de Luzarches
L'église Saint-Côme-Saint-Damien est une église catholique paroissiale située à Luzarches, dans le Val-d'Oise en France, dédiée aux saints Côme et Damien, saints patrons des médecins et des pharmaciens. 
Ses origines se perdent dans le temps, et l'église porte son vocable actuel au moins depuis le VIIIe siècle. La partie la plus ancienne conservée est le chœur voûté en berceau à l'abside en cul-de-four, qui comporte des éléments de la fin du XIe siècle. Seulement une quarantaine d'années plus tard, le clocher et une absidiole sont bâtis au nord du chœur. Alors que l'extérieur porte tous les caractéristiques de l'architecture romane, les voûtes d'ogives et l'emploi de l'arc brisé à l'intérieur préfigurent l'architecture gothique. 
Si les absides en cul-de-four sont d'une grande rareté dans la région, les églises à posséder une telle abside et une absidiole à la fois sont encore plus rares. La chapelle de la Vierge au sud contraste fortement avec l'ensemble roman par sa luminosité et la légèreté de son architecture gothique rayonnante parvenue à l'apogée. Cette petite chapelle n'est pas d'une grande originalité, mais c'est une œuvre de qualité d'autant plus précieuse que son style n'est pratiquement pas représenté dans le département, et que les bas-côtés se terminant par un chevet à pans coupés y sont l'exception. 
Témoins d'une époque tout à fait différente, la façade occidentale et la première travée de la nef de style Renaissance ne sont pas moins intéressantes, car c'est la première création du maître-maçon luzarchois Nicolas de Saint-Michel, qui marque fortement l'architecture religieuse en pays de France à son époque, sans jamais se contenter de recopier l'architecture antique. La nef sans caractère bâtie à titre provisoire au XVIIe siècle réunit tous ces éléments sans les mettre en valeur. Son esthétique s'est trouvée améliorée par la transformation des bas-côtés selon les idées de Nicolas de Saint-Michel à la fin du XIXe siècle. Située au milieu du dernier secteur rural de l'est du Val-d'Oise, l'église Saint-Côme-Saint-Damien est aujourd'hui au centre d'une grande paroisse qui regroupe dix autres villages.

## Localisation
L'église est située dans le département français du Val-d'Oise, sur la commune de Luzarches, rue François-de-Ganay, en marge de la ville et face aux champs. Cette implantation s'explique par l’antériorité de l'église primitive de la fin de l'Antiquité à l'agglomération actuelle. Le cimetière côtoie l'église au nord et à l'est, alors que l'élévation sud donne sur le jardin du presbytère. Elle est cependant bien visible en prenant du recul.

## Historique

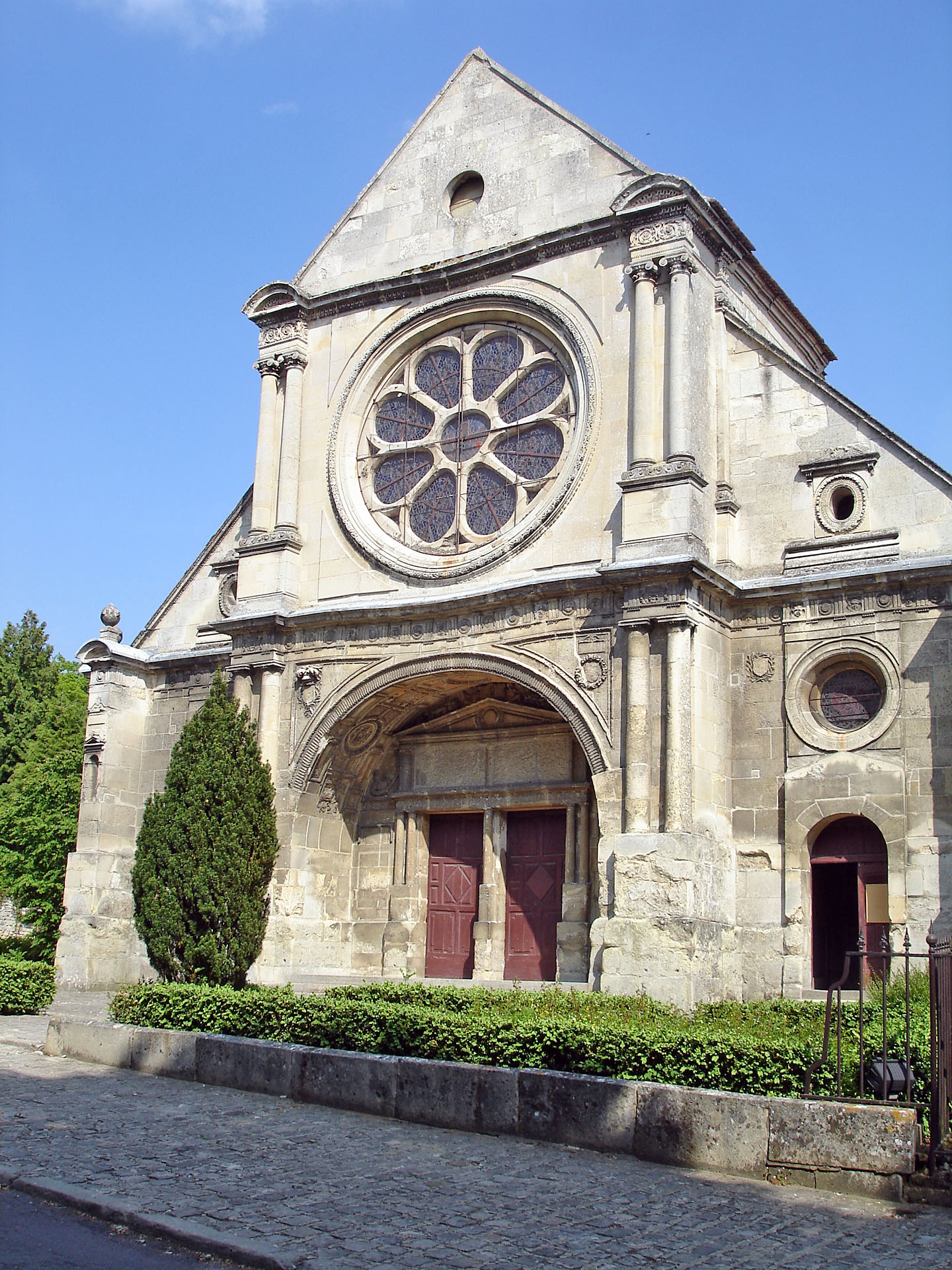
Façade occidentale.

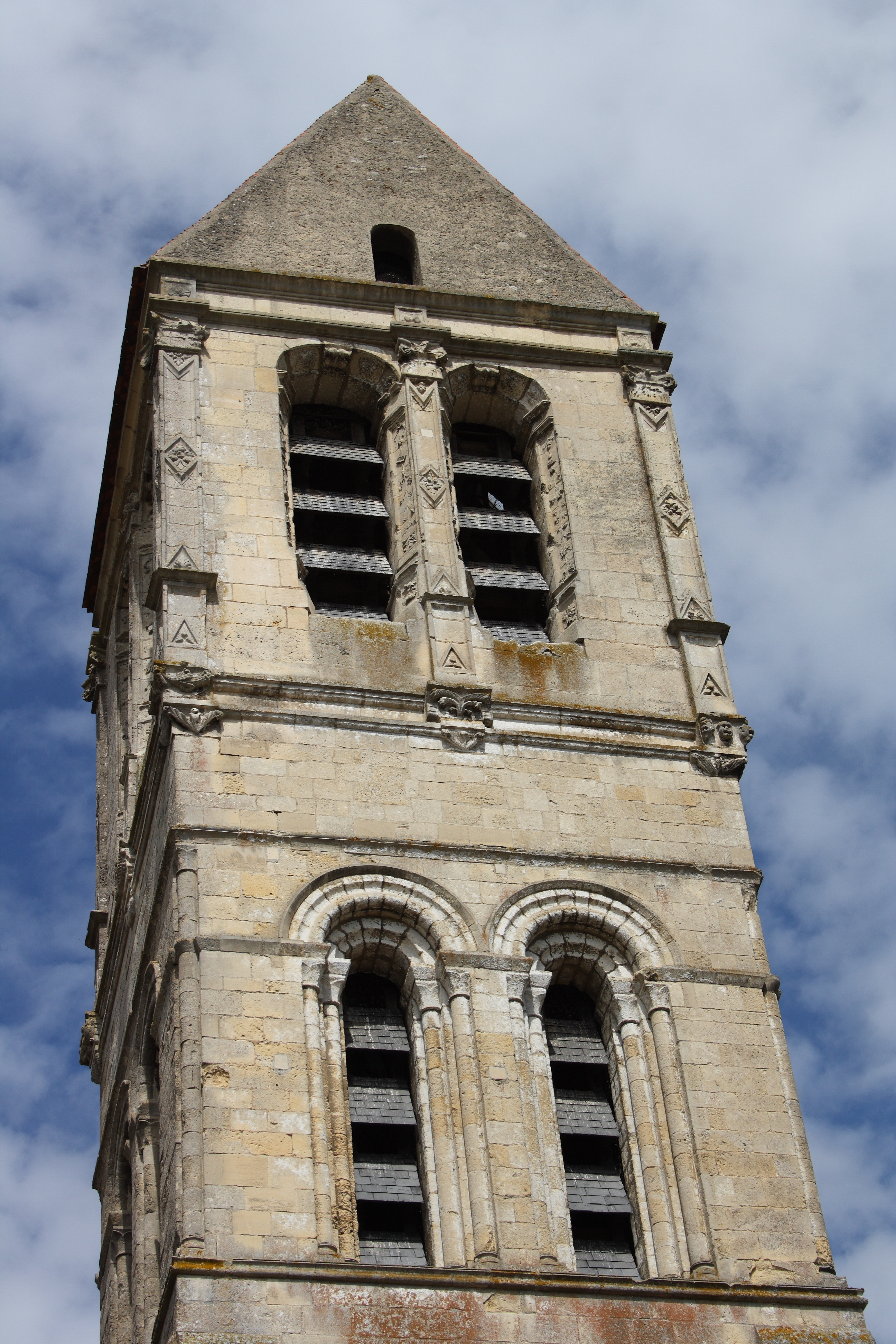
Étages du clocher.

Une église s'élève à l'emplacement actuel dès la fin de l'Antiquité, comme l'ont fait apparaître des fouilles archéologiques effectuées sous le chœur. L'édifice primitif gallo-romain est reconstruit à l'époque carolingienne selon un plan comportant une abside principale et deux absidioles, dont les contours sont matérialisés sur le sol de l'église actuelle. Il paraît que l'église de Luzarches est initialement dédiée à saint Barthélemy, mais dans un diplôme de Charlemagne de 775, il en est déjà fait mention comme église Saint-Côme-et-Saint-Damien.
La construction de l'église actuelle commence à la fin du XIe siècle avec l'abside romane en hémicycle, qui subsiste toujours. Le clocher et l'absidiole nord sont bâtis vers 1140 environ. Vers 1170, le seigneur local Jean de Beaumont ramène de Terre sainte des reliques des saints Côme et Damien. Dans l'enceinte du château dit d'En-haut, une collégiale Saint-Côme est édifiée entre 1180 et 1220 environ. Du temps de son existence, jusqu'à la Révolution française, l'église paroissiale est appelée église Saint-Damien par commodité, mais elle reste pourtant placée sous le double vocable des saints jumeaux. Ce sont les chanoines de la collégiale qui nomment à la cure. — Vers l'an 1300, l'absidiole sud est démolie et remplacée par une chapelle gothique,.
La nef romane, vraisemblablement non voûtée et de la forme d'une grange, ne suffit plus à la paroisse au XVIe siècle. Un ambitieux projet de transformation de l'église est lancé en 1537 et confié au maître-maçon Jean Guillot. Bien que le contrat porte aussi sur la reconstruction de la nef, Guillot ne s'occupe que du rehaussement du clocher par adjonction d'un second étage, coiffé d'un toit en bâtière. L'on ignore pourquoi les travaux s'arrêtent là. En 1548, la fabrique passe en tout cas un nouveau marché avec le maître-maçon luzarchois Nicolas de Saint-Michel. Le document stipule que le règlement s'effectuera au moment de la livraison de la première tranche. Pour Saint-Michel, il s'agit de sa première intervention sur une église, mais il fait d'emblée preuve d'une grande maîtrise du vocabulaire architectural antique. Ses connaissances sont vraisemblablement tirées du traité sur l'architecture de Sebastiano Serlio, qui se fonde directement sur l'œuvre de Vitruve. Le maître-maçon touche son règlement le 22 juin 1551, date de l'achèvement de la travée supplémentaire de la nef et de la nouvelle façade occidentale. Faute de moyens, les travaux s'arrêtent là.
La nef est finalement reconstruite au XVIIe siècle, mais très pauvrement avec un appareil en moellons, et des pierres de taille réservées uniquement aux chainages. La nef est recouverte d'une voûte en berceau de bois enduit de plâtre, et les bas-côtés sont simplement plafonnés. Les arcades reliant la nef aux bas-côtés sont de simples piliers carrés sans aucune ornementation. Au XIXe siècle, cette construction sommaire ne donne plus satisfaction, et la fabrique charge l'architecte Franz Boulogne, de Gonesse, d'une reconstruction avec embellissement. Boulogne habille les piliers dans un style néo-Renaissance en imitant les deux piliers de la travée occidentale conçus par Nicolas de Saint-Michel plus de trois siècles auparavant. Les piliers et les arcades correspondent également à ceux réalisés par le même architecte dans l'église Notre-Dame du Plessis-Gassot. Ensuite, Boulogne fait couvrir les bas-côtés de voûtes sur croisées d'ogives et repercer les fenêtres du bas-côté sud, qui se présentent ainsi également dans le style de la Renaissance. Finalement, il applique des contreforts à chaperons devant les deux bas-côtés, en suivant cette fois-ci le modèle fourni par l'église Saint-Martin de Mareil-en-France. En somme, le pastiche est si bien réussi que certains auteurs ne se sont pas rendu compte qu'il s'agit de réalisations créées de toutes pièces au XIXe siècle. Seule la fausse voûte en berceau de la nef et les murs latéraux nus subsistent du XVIIe siècle. L'édifice est classé au titre des monuments historiques par arrêté du 13 juillet 1912.
Après la Révolution française et la création du département de Seine-et-Oise, la paroisse est rattachée au nouveau diocèse de Versailles qui correspond exactement au territoire du département. Dans le contexte de la refonte des départements d'Île-de-France, le nouveau diocèse de Pontoise est érigé en 1966, et Luzarches en fait partie à l'instar de toutes les autres paroisses du département. Le diocèse de Paris se limite désormais à la seule ville de Paris. La « Paroisse des onze clochers » de Luzarches inclut aujourd'hui les anciennes paroisses indépendantes et petits villages de Bellefontaine, Châtenay-en-France, Chaumontel, Épinay-Champlâtreux, Jagny-sous-Bois, Lassy, Mareil-en-France, Le Mesnil-Aubry, Le Plessis-Luzarches et Seugy. Des messes dominicales sont célébrées dans l'église Saint-Côme-Saint-Damien tous les dimanches à 11h.

## Description

### Aperçu général

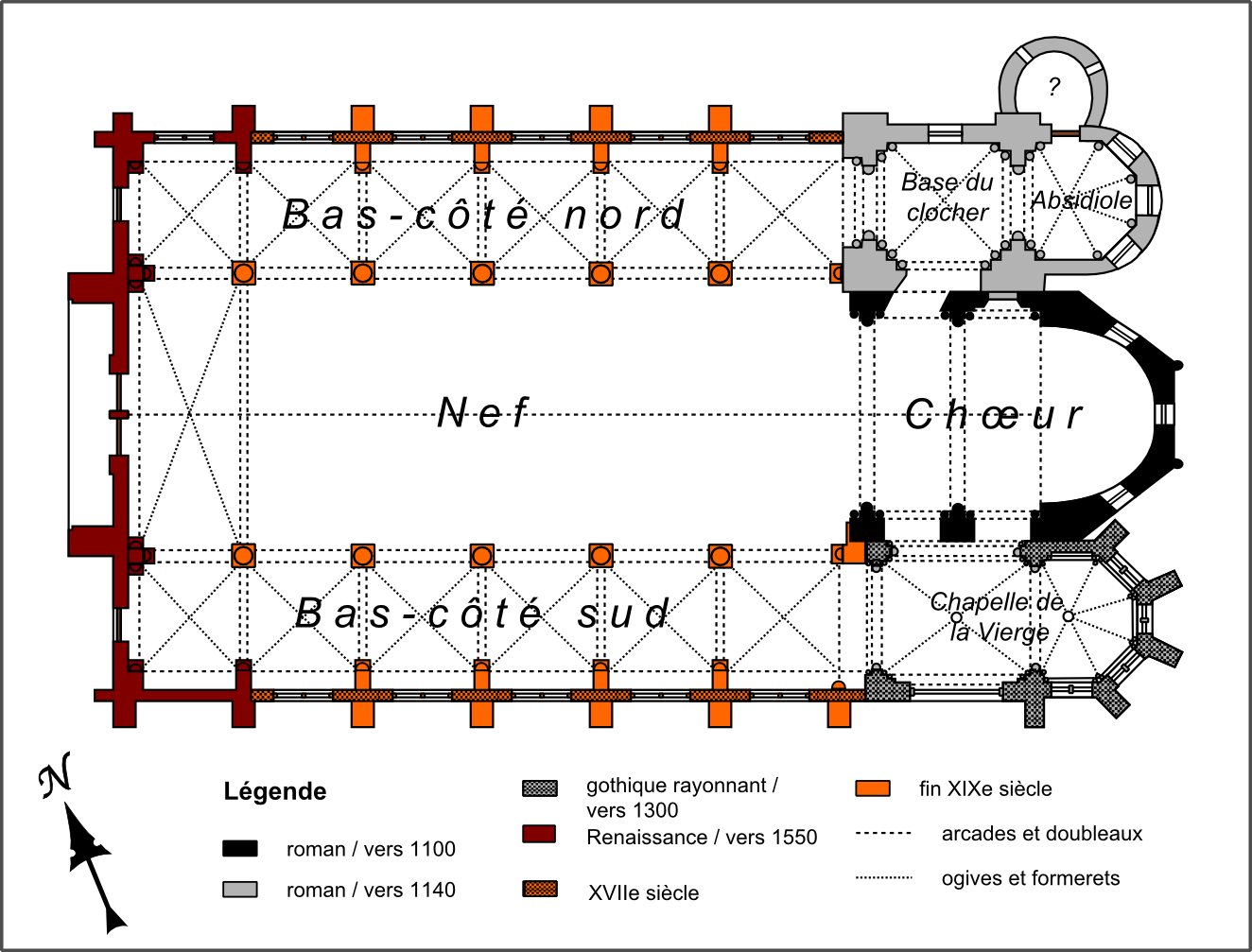
Plan schématique.

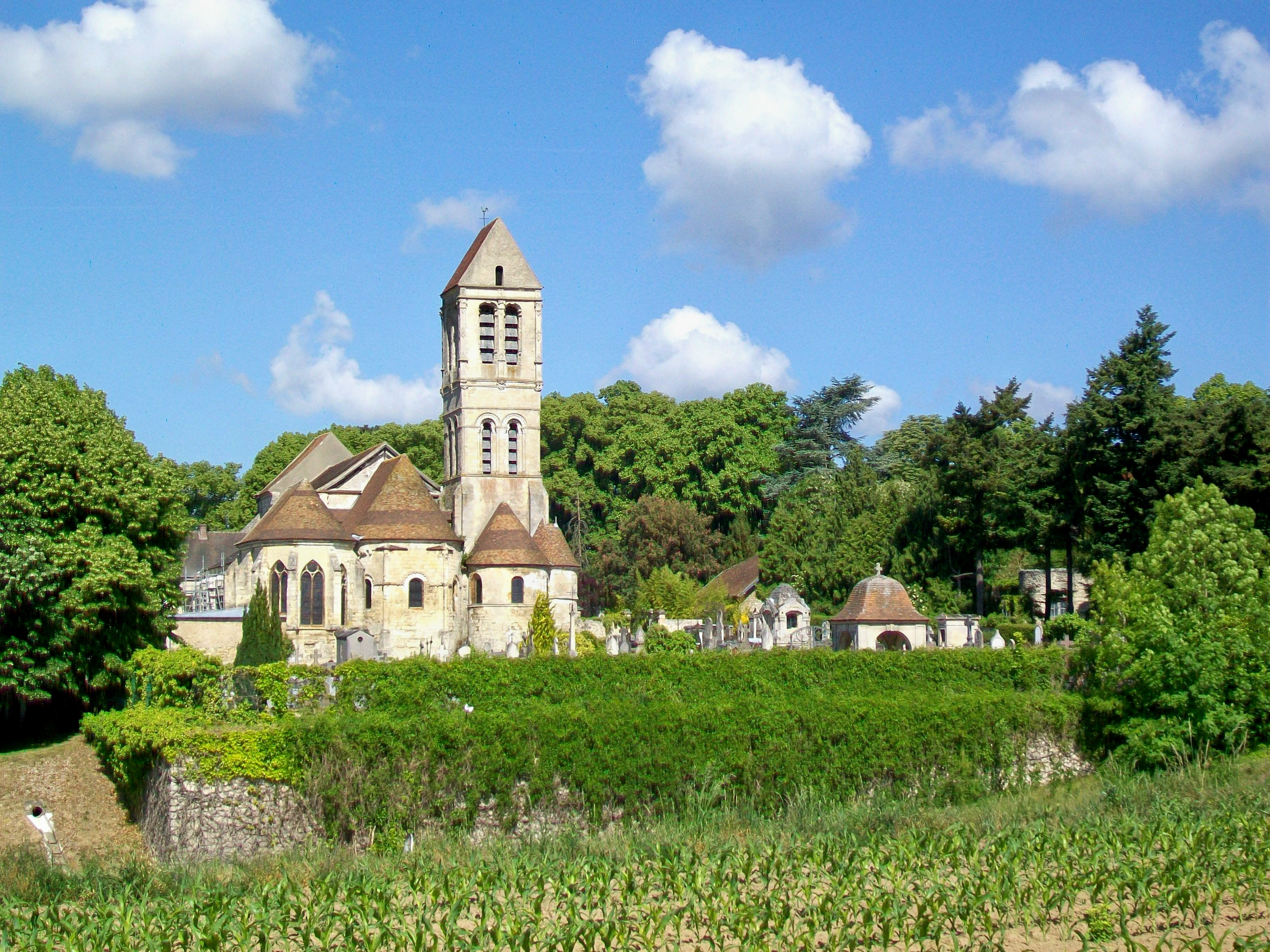
Vue depuis l'est.

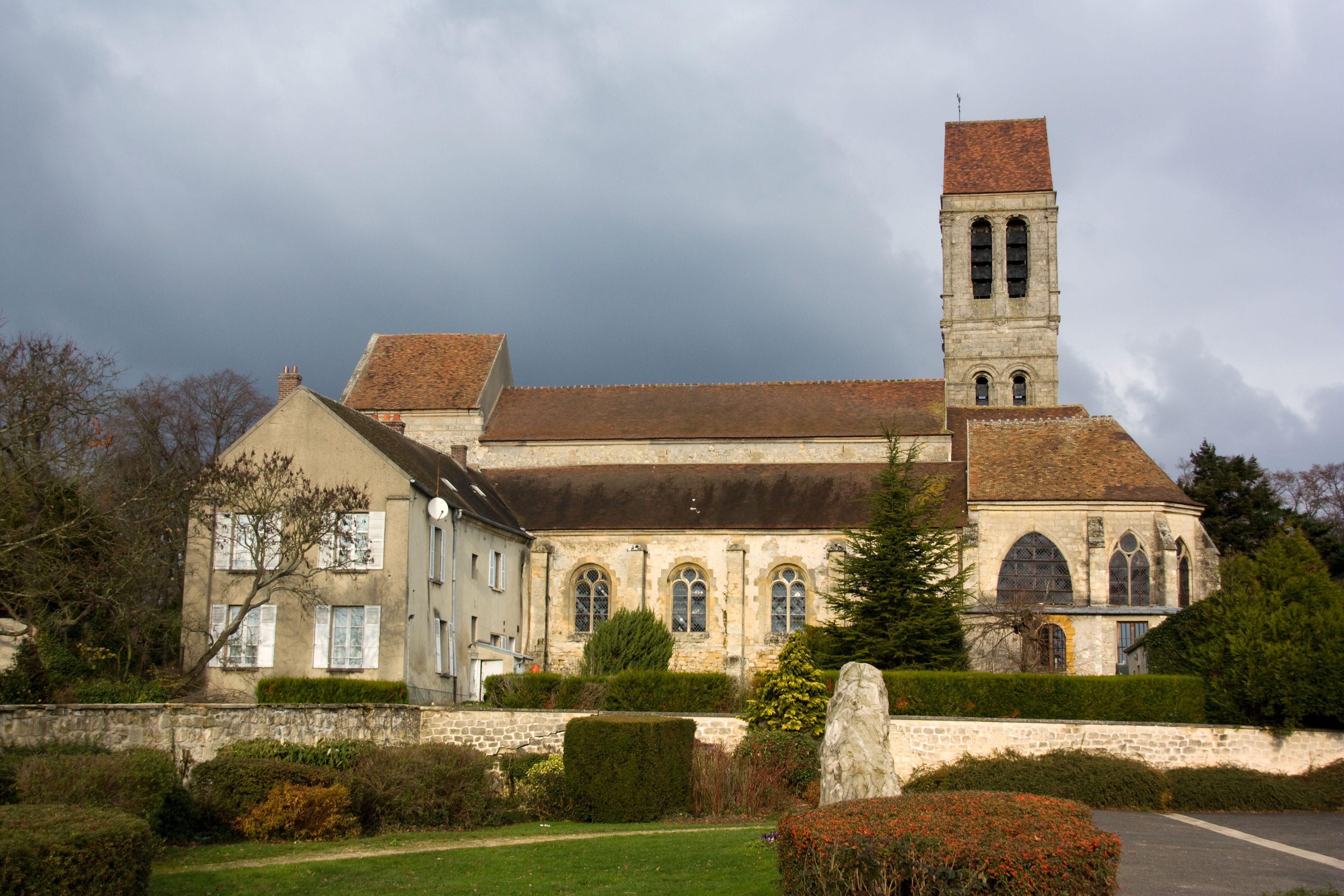
Élévation méridionale.

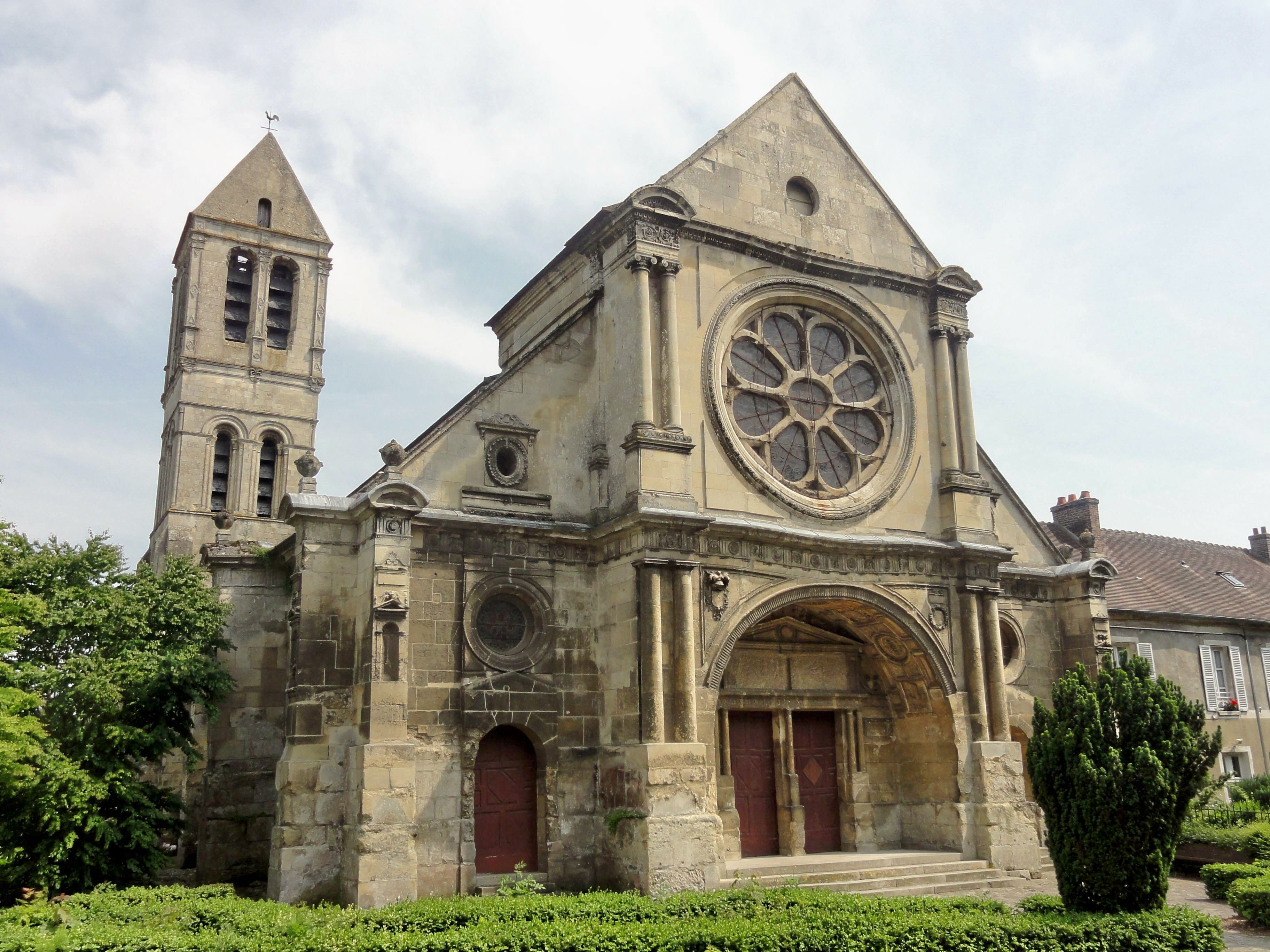
Vue depuis le nord-ouest.

Orientée légèrement vers le nord-ouest du côté de la façade, l'église se compose d'une nef de six travées accompagnée de bas-côtés ; d'un chœur de trois travées se terminant par une abside en hémicycle ; d'un clocher en bâtière au nord du chœur se prolongeant à l'est par une absidiole, et au nord-est par une seconde absidiole plus petite ; ainsi que d'une chapelle de deux travées au chevet à pans coupés dans le prolongement du bas-côté sud. Cette chapelle est dédiée à la Vierge, et l'absidiole est dédiée à saint Côme, mais elle ne contient plus aucune représentation du saint patron. Les auteurs ne mentionnent pas la finalité de la petite absidiole adjacente, mais il pourrait s'agir d'un local destiné à abriter les reliques des saints Côme et Damien. Il est à noter la présence d'une sacristie à l'angle sud-est de l'église, et le presbytère est mitoyen des deux premières travées au sud. La première travée de la nef, l'ensemble des bas-côtés, la base du clocher, l'absidiole et la chapelle de la Vierge sont voûtés d'ogives. Les autres travées de la nef sont voûtées en berceau. Les deux travées droites sont également voûtées en berceau, et l'abside est voûtée en cul-de-four. L'église possède trois accès : le portail occidental sous le porche et deux portails secondaires à sa gauche et à sa droite, dans les murs occidentaux des bas-côtés. C'est la petite porte du bas-côté sud qui est habituellement utilisée.
Les différentes campagnes de construction se révèlent en regardant le chevet depuis l'est : l'abside centrale date du tournant des XIe et XIIe siècle ; le premier étage du clocher ainsi que la chapelle Saint-Côme datent des années 1140 et sont romanes ; la chapelle de la Vierge d'autour de 1300 est de style gothique rayonnant ; l'étage supérieur du clocher de 1537 est de style Renaissance. La façade occidentale, de la même époque (1548-1551) est considérée comme un exemple particulièrement remarquable de la Renaissance classique. Les parties romanes et gothiques sont bâties en pierre de taille, ainsi que l'étage supérieur du clocher et la façade occidentale. En revanche, de simples moellons ont été utilisés pour les élévations latérales de la nef et des bas-côtés, y compris pour la première travée de la nef bâtie entre 1548 et 1551. L'on note que les bas-côtés sont recouverts par des toits en appentis prenant appui contre les murs hauts de la nef, dont la partie supérieure est visible. Malgré tout, les murs hauts de la nef sont entièrement dépourvus de fenêtres.

### Extérieur
L'abside centrale à la particularité d'être en hémicycle à l'intérieur et pentagonale à l'extérieur, sauf pour les deux dernières rangées de pierres et la toiture. De ce fait, les angles du mur du chevet font saillie par rapport à la toiture et sont couverts de quelques tuiles ; d'autre part, les dernières pierres des pans latéraux du chevet sont posées en encorbellement et supportées par quelques corbeaux. Des colonnes reposant sur des bases attiques et couronnés par des modillons devenus illisibles et des chapiteaux coniques sont par ailleurs disposés aux angles du chevet. Ce sont des contreforts-colonnes, qui dans la région cessent d'être employé au début du XIIe siècle. Fréquents en Normandie, en Languedoc et en Poitou, l'on en trouve aussi sur l'église Saint-Étienne de Beauvais (croisillons), la chapelle Saint-Aubin de Chambly, ou sur la chapelle des Templiers de Laon. Les trois baies subsistantes du chœur sont plein cintre et surmontées par un cordon de billettes qui se poursuit au niveau des impostes. L'absidiole au nord ne présente pas ces particularités et dispose comme seule ornementation d'un larmier courant autour en dessous des fenêtres. Sans doute par souci d'harmonie, la chapelle de la Vierge avec ses fenêtres en tiers-point et son chevet à pans coupés est recouvert d'un toit en hémicycle également, mais ici la transformation ne s'opère pas au niveau de la maçonnerie, mais au niveau de la charpente,,.
Seule la partie inférieure du clocher est flanquée de contreforts. Le premier étage roman présente à chaque angle une colonne engagée, appareillée comme celles du chevet, mais dotée d'un chapiteau de grands feuillages. Les deux baies abat-son par face, cantonnées de colonnes aux chapiteaux du même type, s'inscrivent dans des archivoltes également cantonnés de colonnes. Le second étage Renaissance est d'un diamètre légèrement plus important et ajouré de deux baies abat-son en cintre surbaissé par face. Leurs ébrasements sont pourvus d'une ornementation de motifs végétaux, et les murs sont décorés de pilastres également richement sculptés. Quant aux façades latérales de l'église, elles sont très sobres et consolidés par des contreforts verticaux recouverts de chaperons, provenant des remaniements du XIXe siècle tout comme les baies plein cintre des bas-côtés. Les murs gouttereaux de la nef dépassent les toits en appentis des bas-côtés en hauteur, mais pas assez pour laisser place à des fenêtres hautes. La première travée de la nef a été ajoutée pendant la première moitié du XVIe siècle et est encore plus élevé.
Cette hauteur est rendue nécessaire par l'agencement de la façade occidentale, dont la partie centrale correspondant à la nef s'organise sur deux niveaux. Au niveau inférieur, la façade est encadrée de deux paires de colonnes doriques, supportant un entablement dont la métope arbore une alternance de biglyphes et de roses, motif qui se poursuit par des frises sur toute la façade. Le niveau supérieur est cantonné de deux paires de colonnes ioniques aux entablements décorés de rinceaux. Au milieu du mur, une grande rosace éclaire la tribune aménagée en dessus du porche, formé par l'intrados très profond de l'arcade plein cintre surmontant le portail. Il est pourvu d'un plafond à caissons avec des médaillons ornés de fruits, de silènes ou de mascarons pour entourer des motifs très variés. Cette iconographie est celle utilisé généralement pour décorer les tympans. À la base de l'intrados, l'on peut voir des scènes de la vie des deux saints patrons, à commencer par leur naissance et leur apprentissage de la médecine, puis le miracle de la guérison du sacristain de Saint-Pierre de Rome. Au centre, la sainte Trinité est représentée, et sur d'autres médaillons, les Arma Christi ainsi qu'un pélican. Curieusement, à l'intérieur du porche, le portail proprement dit est surmonté d'un fronton arborant des chutes de fruits et des anges, mais s'interposent deux panneaux rectangulaires. Les deux petites portes rectangulaires sont séparées par une seule colonne au milieu, mais encadrées par deux paires de colonnes aux extrémités.

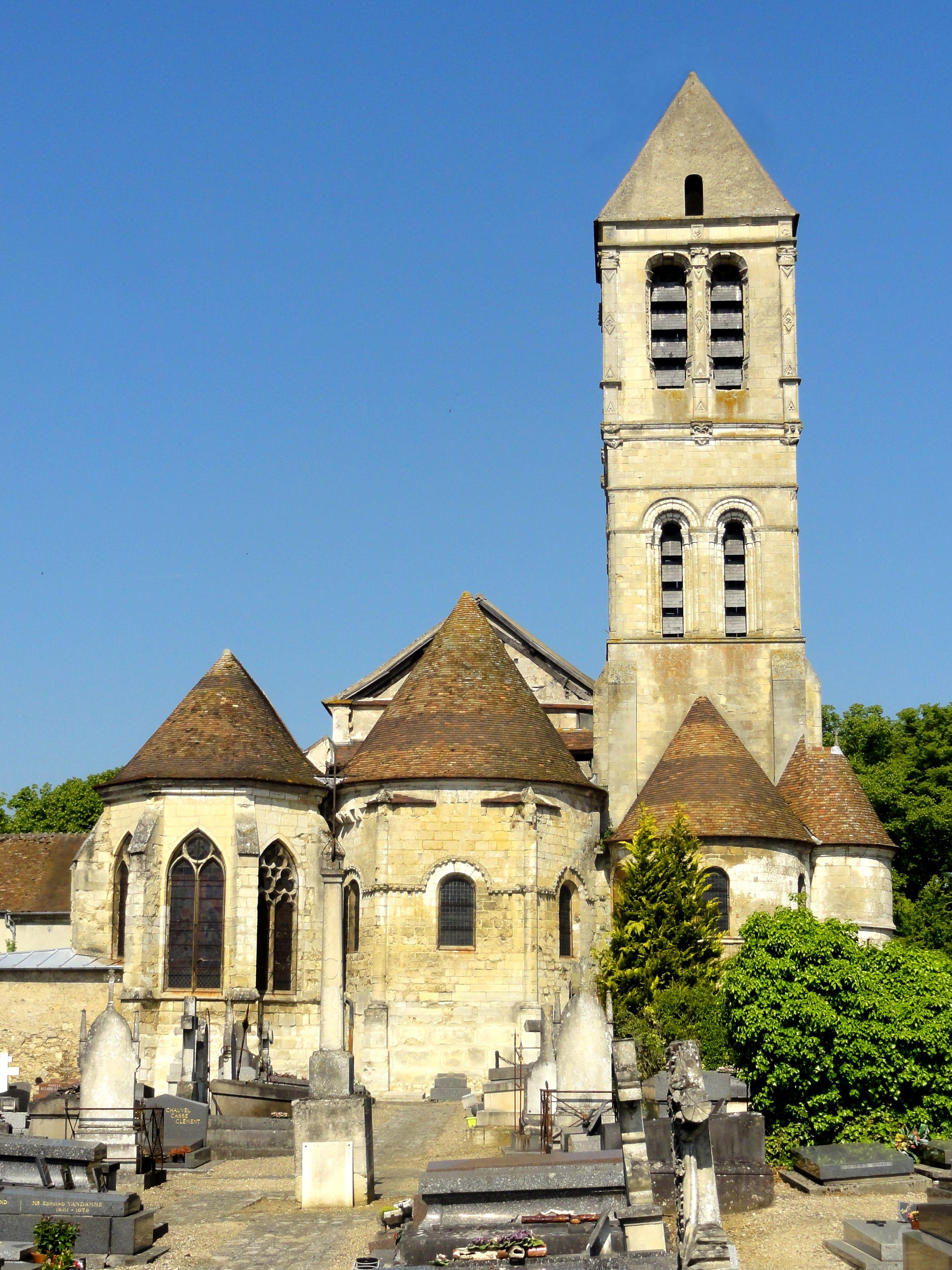
Vue du chevet.
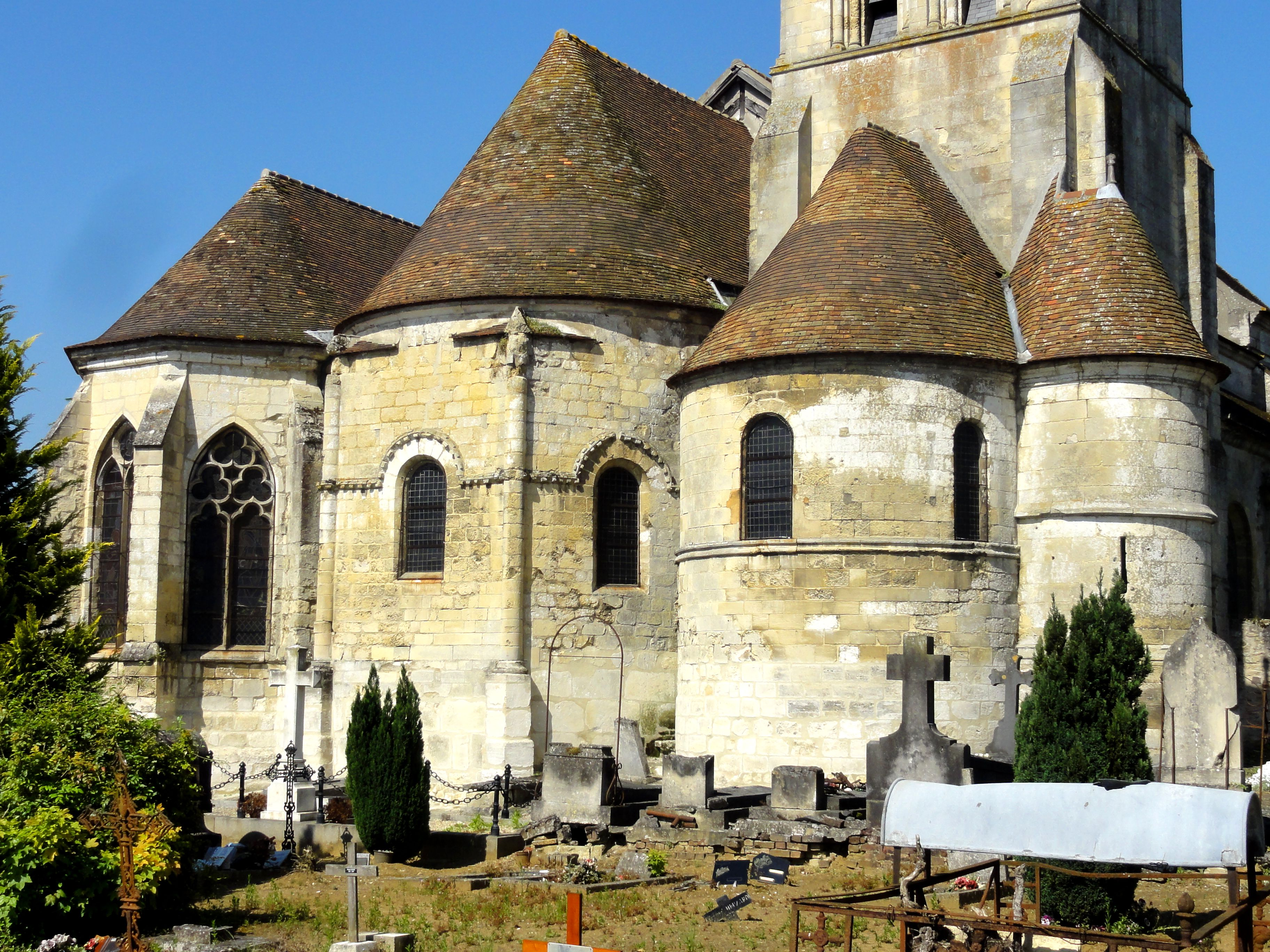
Vue rapprochée du chevet.
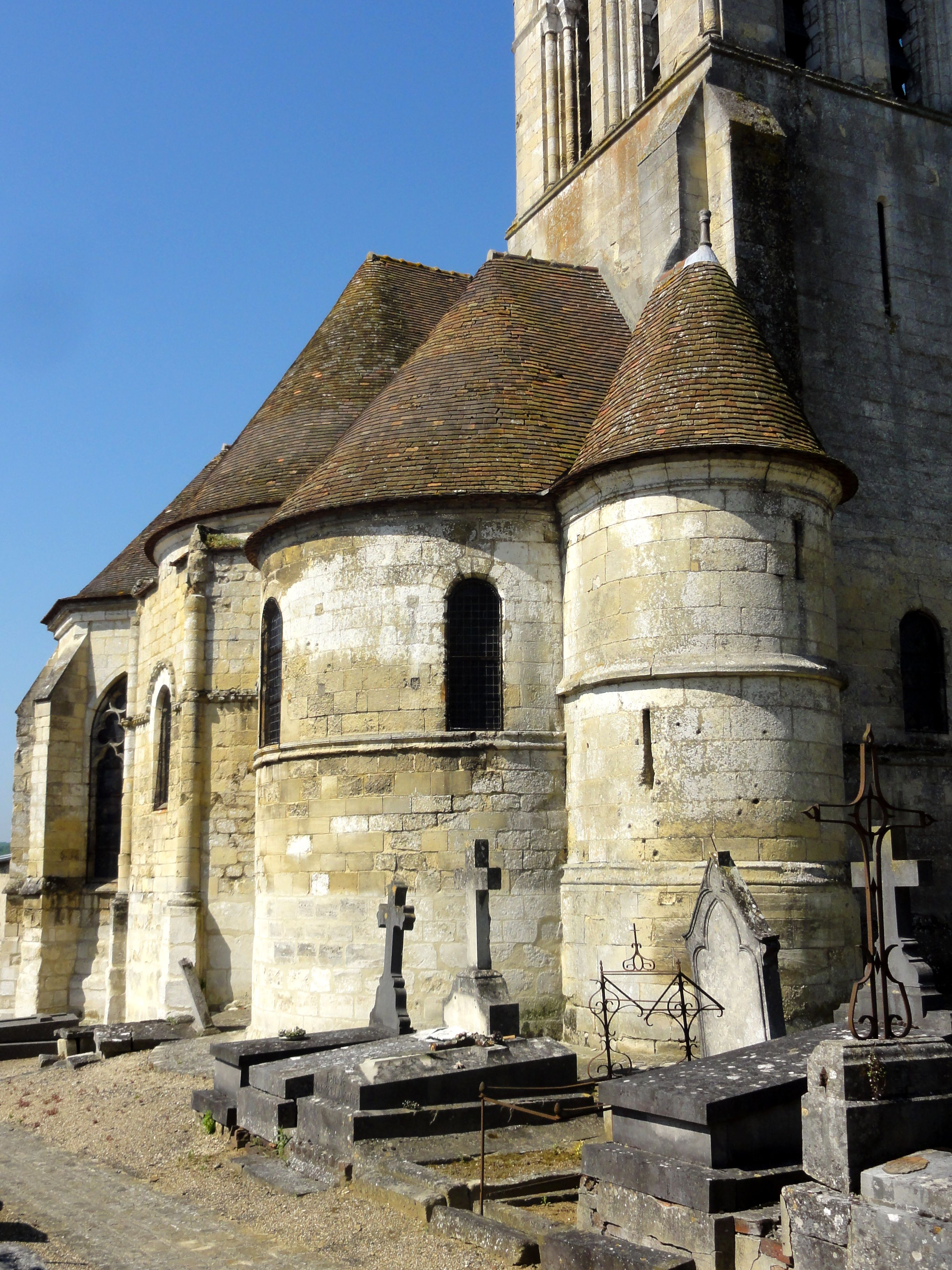
Absidioles nord.
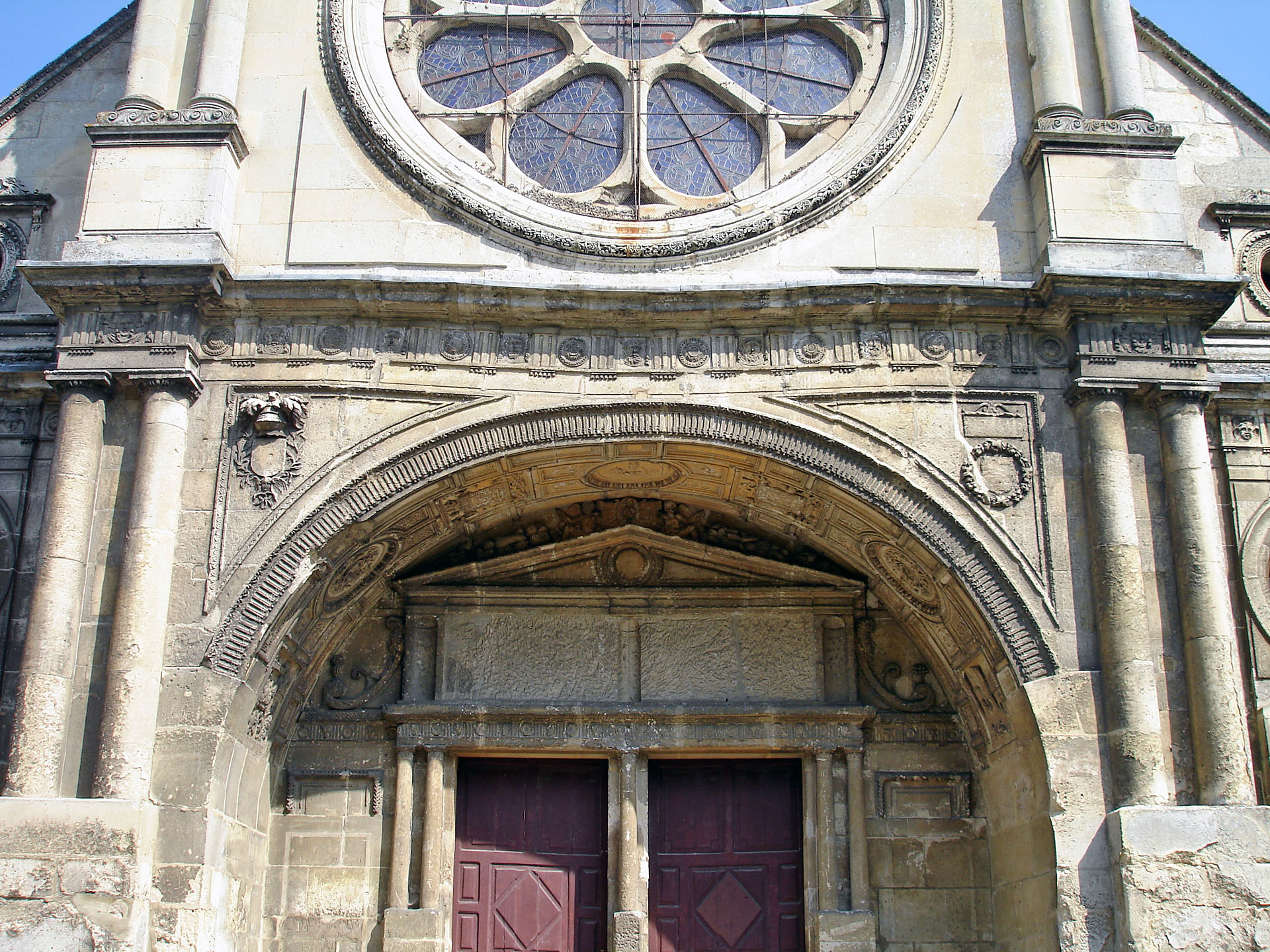
Détail de la façade.
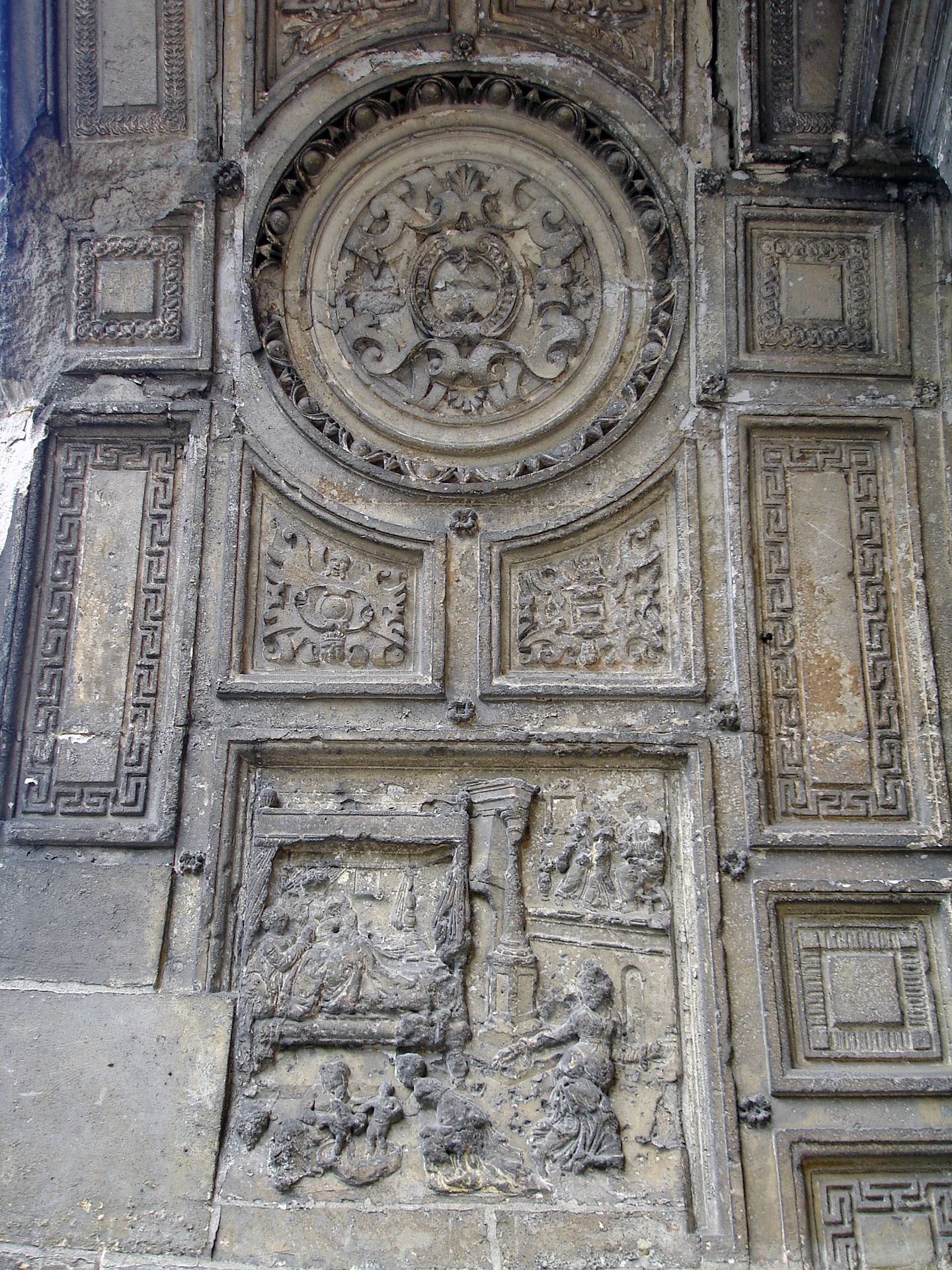
Décor de l'intrados du portail.
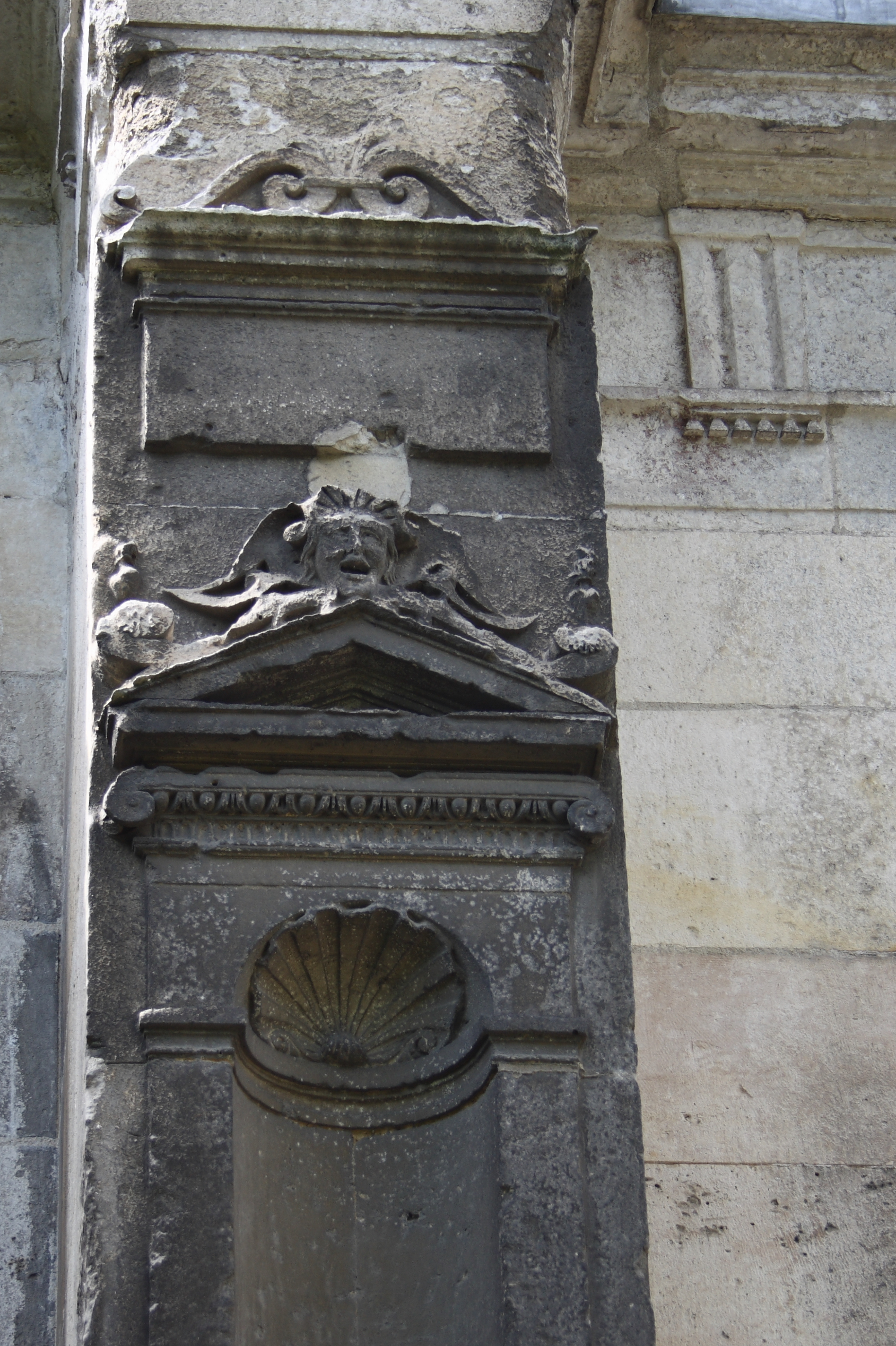
Détail d'un contrefort.

### Intérieur

#### Nef et bas-côtés

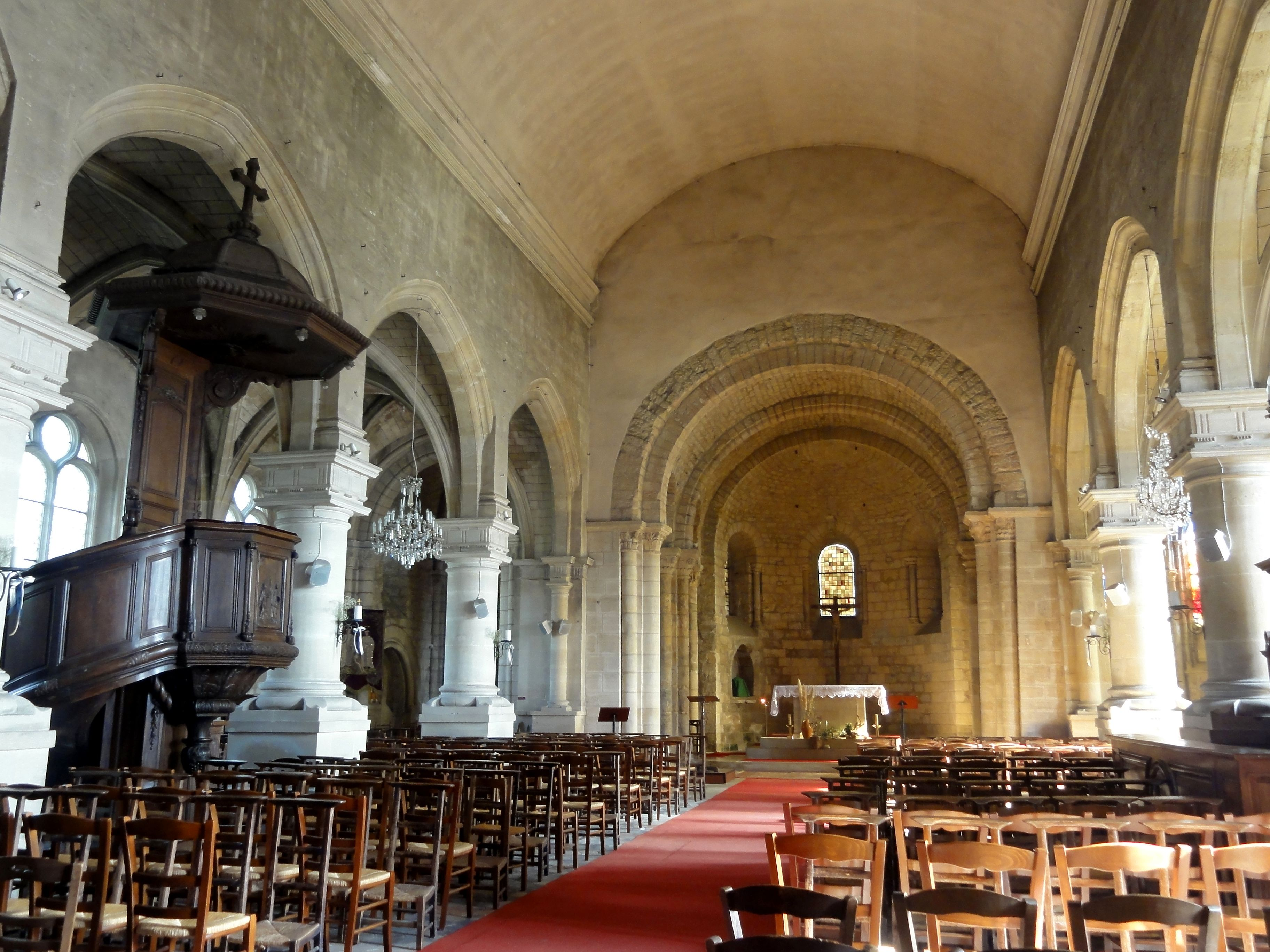
Nef, vue vers l'ouest.

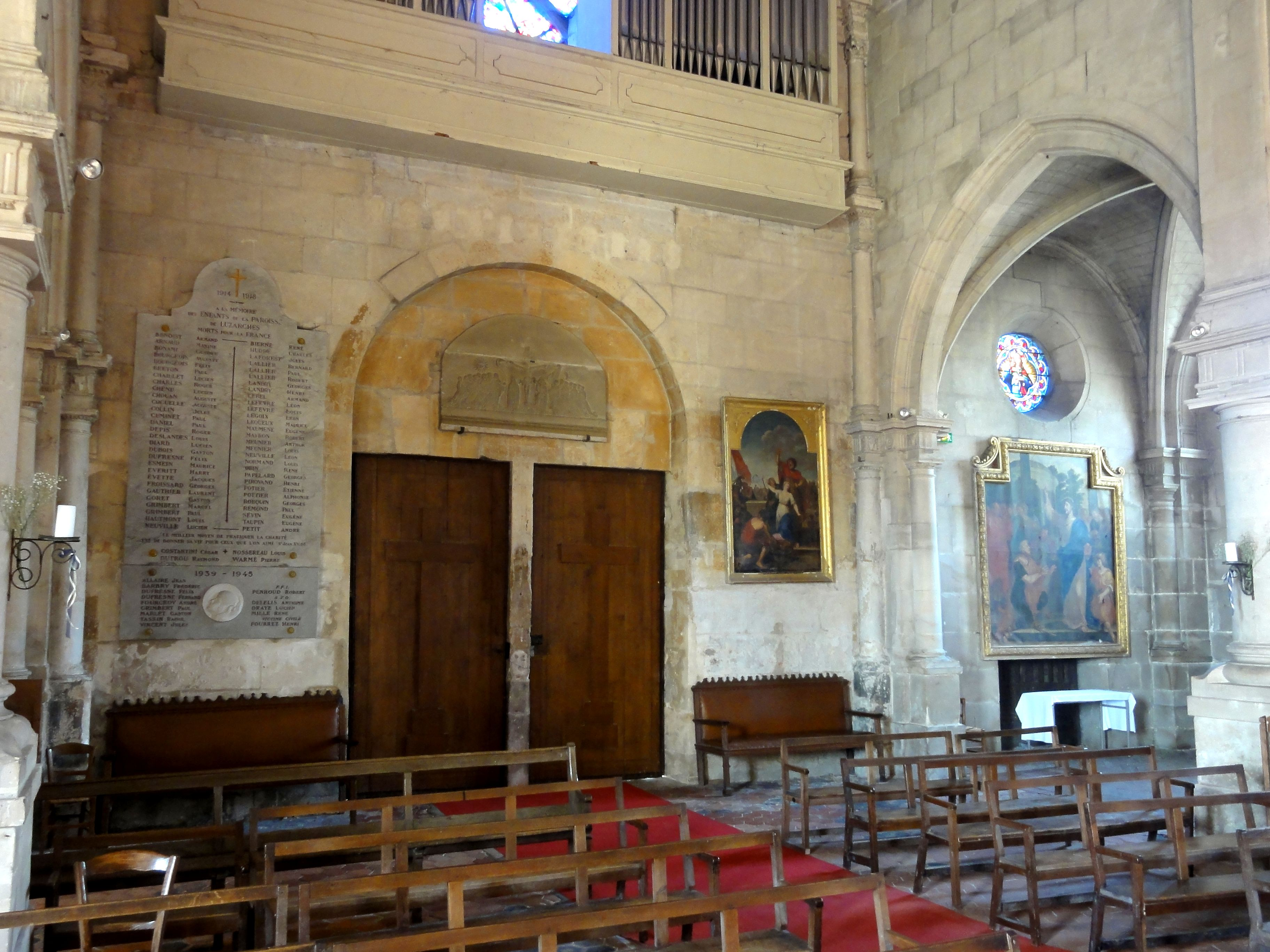
Vue sur l'entrée.

Presque sans éclairage direct avec l'absence totale de fenêtres hautes et la quasi-obturation de la baie occidentale par l'orgue, et sans éclairage indirect par le chœur dont les baies absidiales suffisent à peine à l'éclairer lui-même, la nef est plongée dans une ambiance sombre même les jours de beau temps. La longue voûte en berceau de la nef est grise et monotone ; elle n'a pas été redécorée comme celle de Valmondois. La première travée de la nef est voûtée d'ogives depuis sa construction au milieu du XVIe siècle, mais l'on n'aperçoit cette voûte qu'en inclinant la tête, et elle est invisible depuis le milieu de la nef car plus élevée que la voûte en berceau. Au revers de la façade occidentale, les deux piliers carrés du début des grandes arcades sont flanqués de trois colonnes doriques. Pourvues de bases attiques à l'instar des contreforts-colonnes de l'abside, elles sont montées sur de hauts socles carrées. Une frise d'oves se dégage dans l'échine de la corbeille des chapiteaux. Chaque chapiteau supporte une section d'entablement, dont le motif se poursuit sur les portions libres du pilier. Il s'agit d'une frise de diglyphes à gouttes alternant avec des médaillons. La corniche se présente comme une tablette moulurée largement saillante. Vers les bas-côtés, cette tablette supporte l'une des ogives ; vers l'est, elle reçoit la retombée des grandes arcades, et vers la nef, une colonnette ionique s'y superpose, dont l'entablement est surmonté d'une frise à denticules. Cet entablement supporte à son tour une colonne corinthienne pour respecter la succession des trois ordres classiques. Du coup les colonnes supérieures sont assez brèves, et les colonnettes corinthiennes passent presque inaperçues, coincées comme elles le sont entre les murs hauts et l'orgue. Étant donné que cette élévation sur trois niveaux ne correspond pas à celle de la nef qui n'en compte que deux niveaux (à l'instar des autres réalisations de la Renaissance dans la région), Nicolas de Saint-Michel ne la reproduit plus dans les autres églises dans lesquelles il intervient jusqu'en 1580 environ.
Pour poursuivre les grandes arcades, l'architecte a retenu des piliers cylindriques isolés et non des piliers cantonnés comme au revers de la façade, moins adéquates pour une voûte en berceau à l'aspect massif où il n'y en a en plus pas besoin de supports du second ordre. Plus qu'au revers de la façade, les hauts socles sautent aux yeux. Les piliers répondent à l'ordre dorique, mais le rang d'oves sur leurs chapiteaux fait défaut. La frise de diglyphes à gouttes des entablements ne comportent plus de médaillons. Des simplifications ont donc eu lieu. Le long des murs des bas-côtés, François Boulogne a opté pour des piliers cantonnés d'une seule colonne dorique, dont les dimensions correspondent aux spécimens dessinés par Nicolas de Saint-Michel. Les piliers eux-mêmes supportent de courtes sections de voûtes en berceau le long des murs, et l'effet obtenu est celui de petites chapelles peu profondes flanquant les bas-côtés. Les doubleaux et ogives s'interpénètrent avant de retomber sur les entablements. Comme dans la première travée dans la nef et conformément au parti retenu par Nicolas de Saint-Michel tout au cours de sa carrière, comme dans l'église Saint-Martin d'Attainville bâtie entre 1572 et 1575 après la fin définitive de la période gothique, les arcades et doubleaux sont toujours en tiers-point. Les profils présentent toujours un méplat en face. Dans leur ensemble, les bas-côté présentent des ensembles cohérents qui ne trahissent pas au premier regard qu'ils sont le fruit des travaux des années 1880. Seulement les murs proprement dits et les noyaux des piliers sont encore du XVIIe siècle.

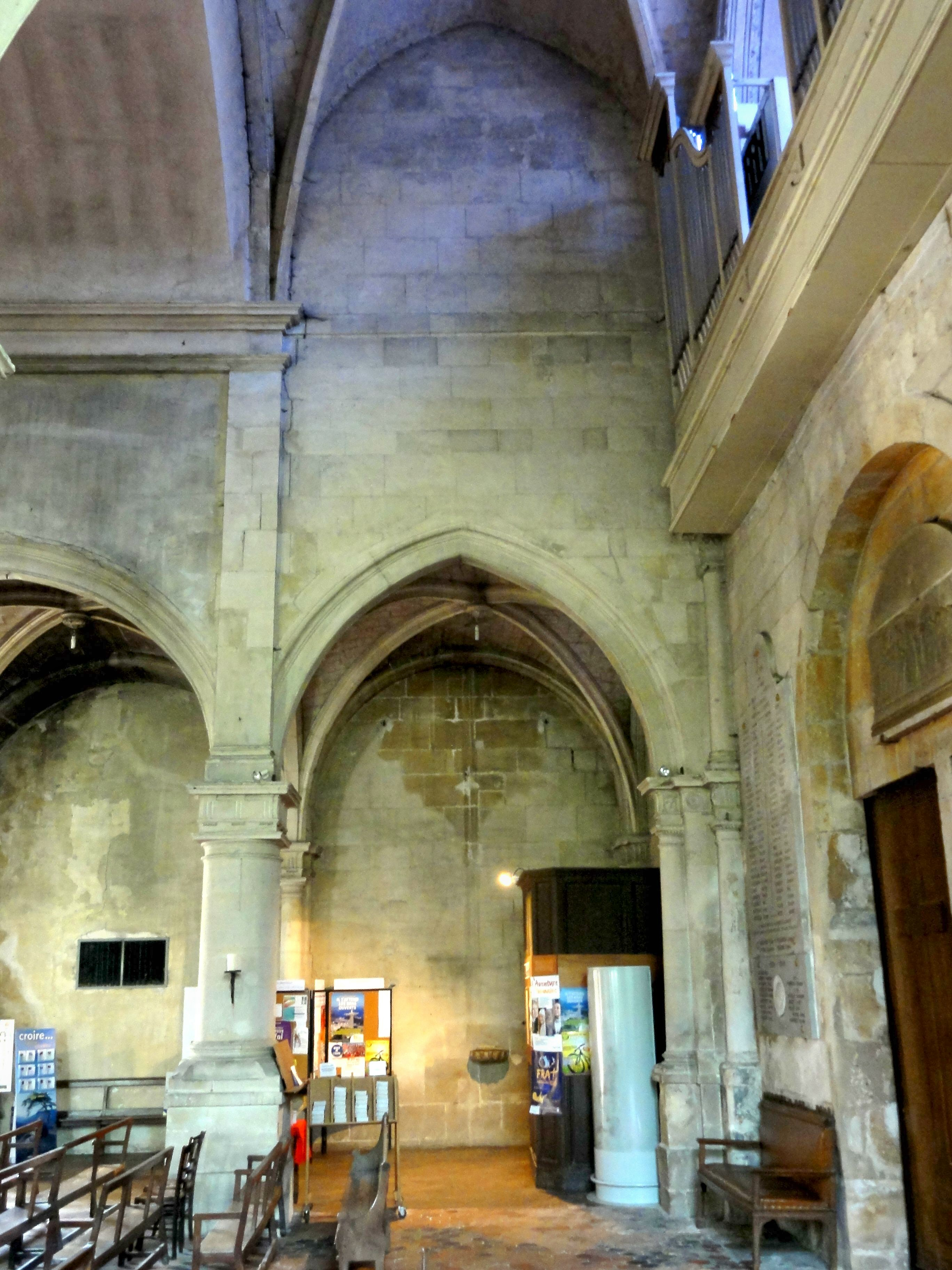
Nef, 1re travée, côté sud.
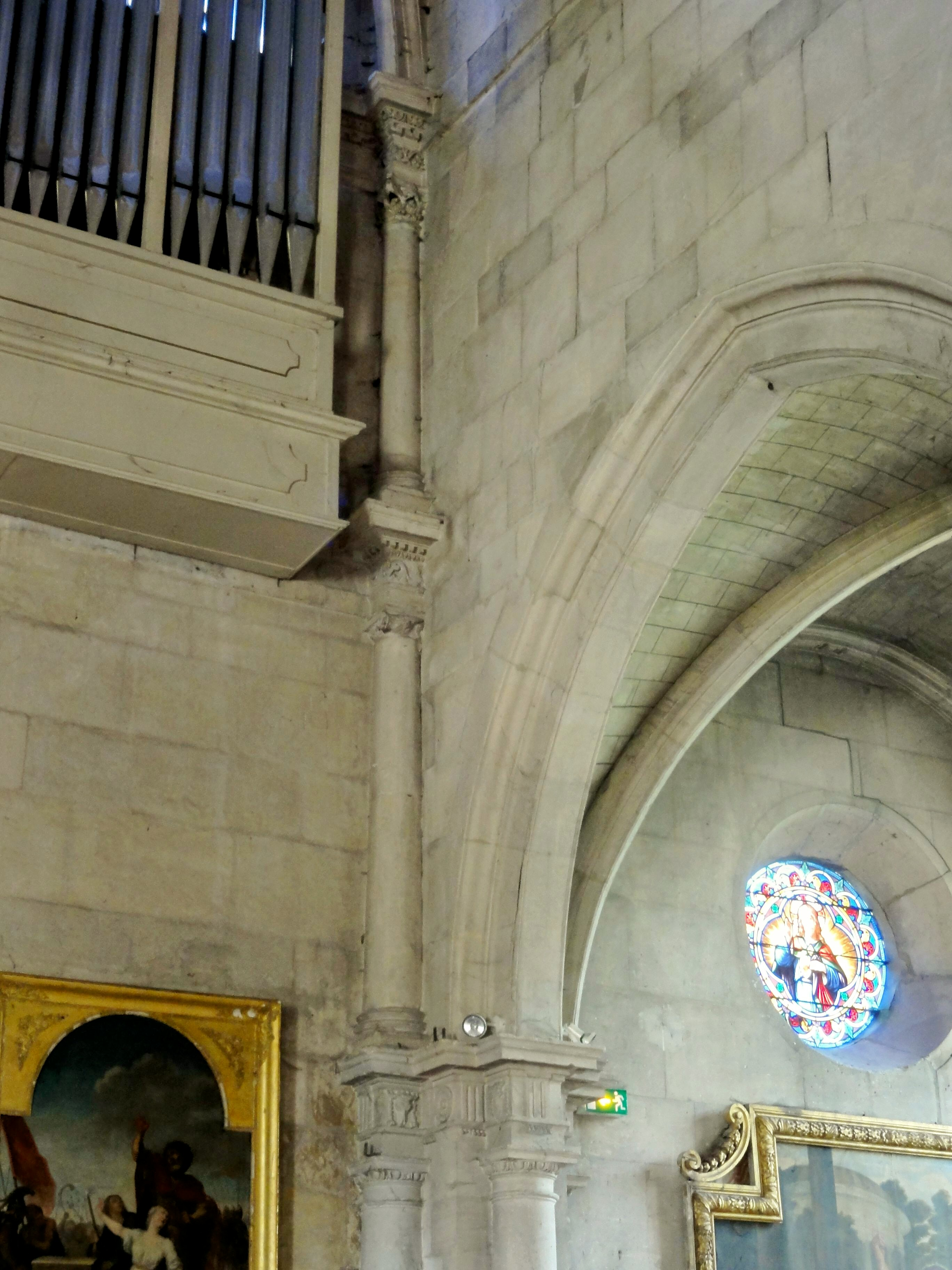
Nef, 1re travée, supports au revers de la façade.
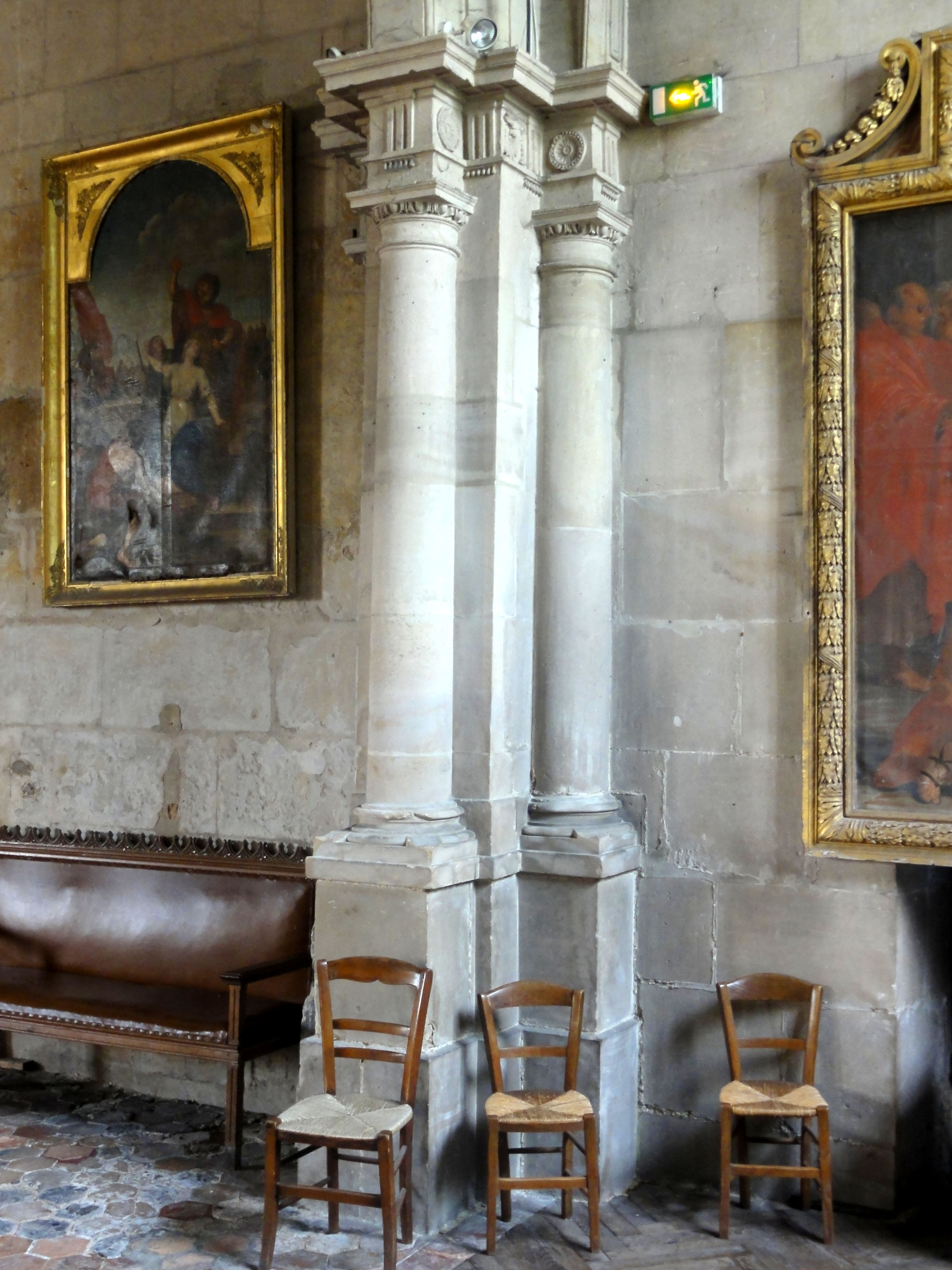
Nef, 1re travée, supports au revers de la façade.
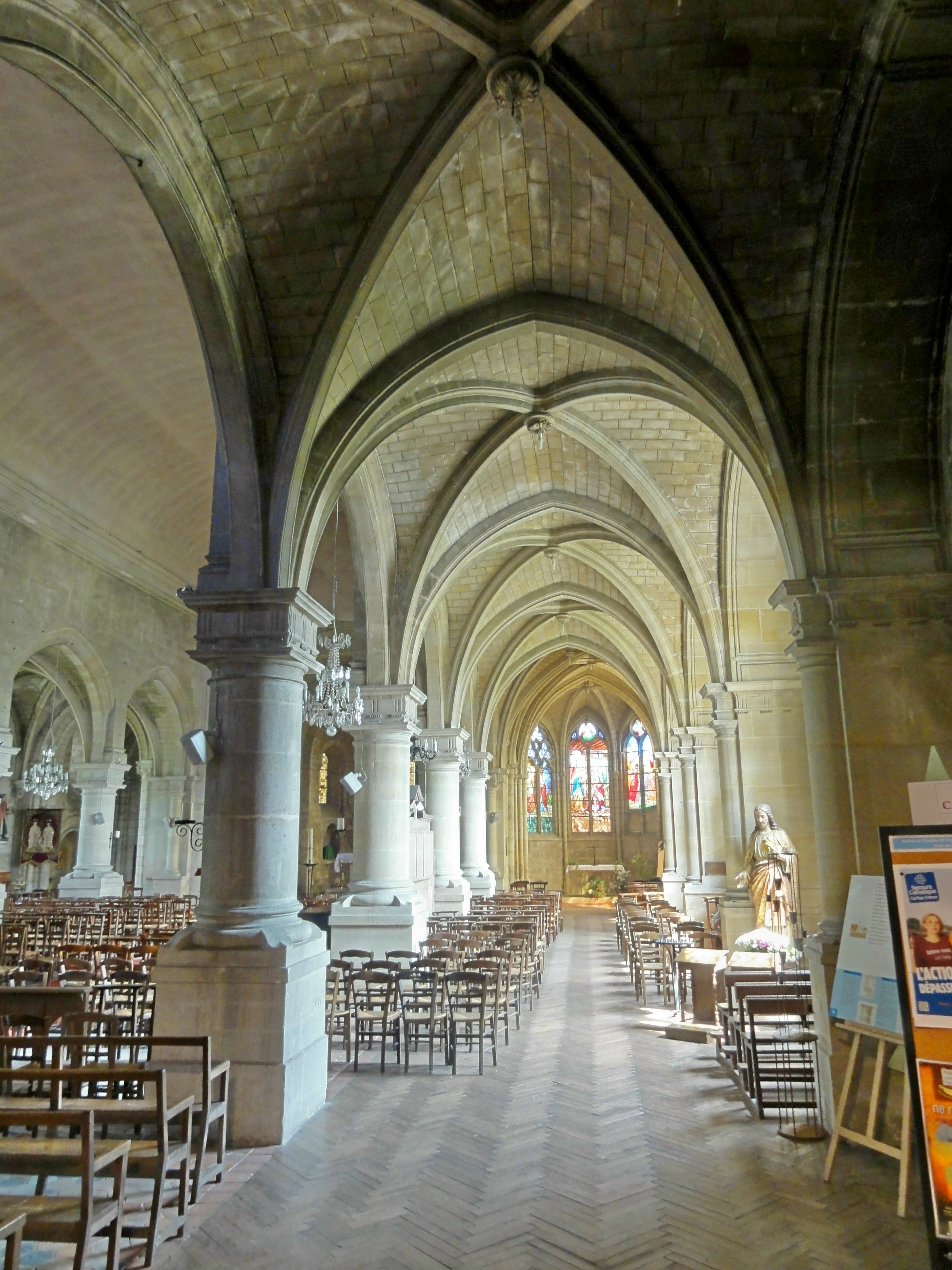
Bas-côté sud, vue vers l'est.
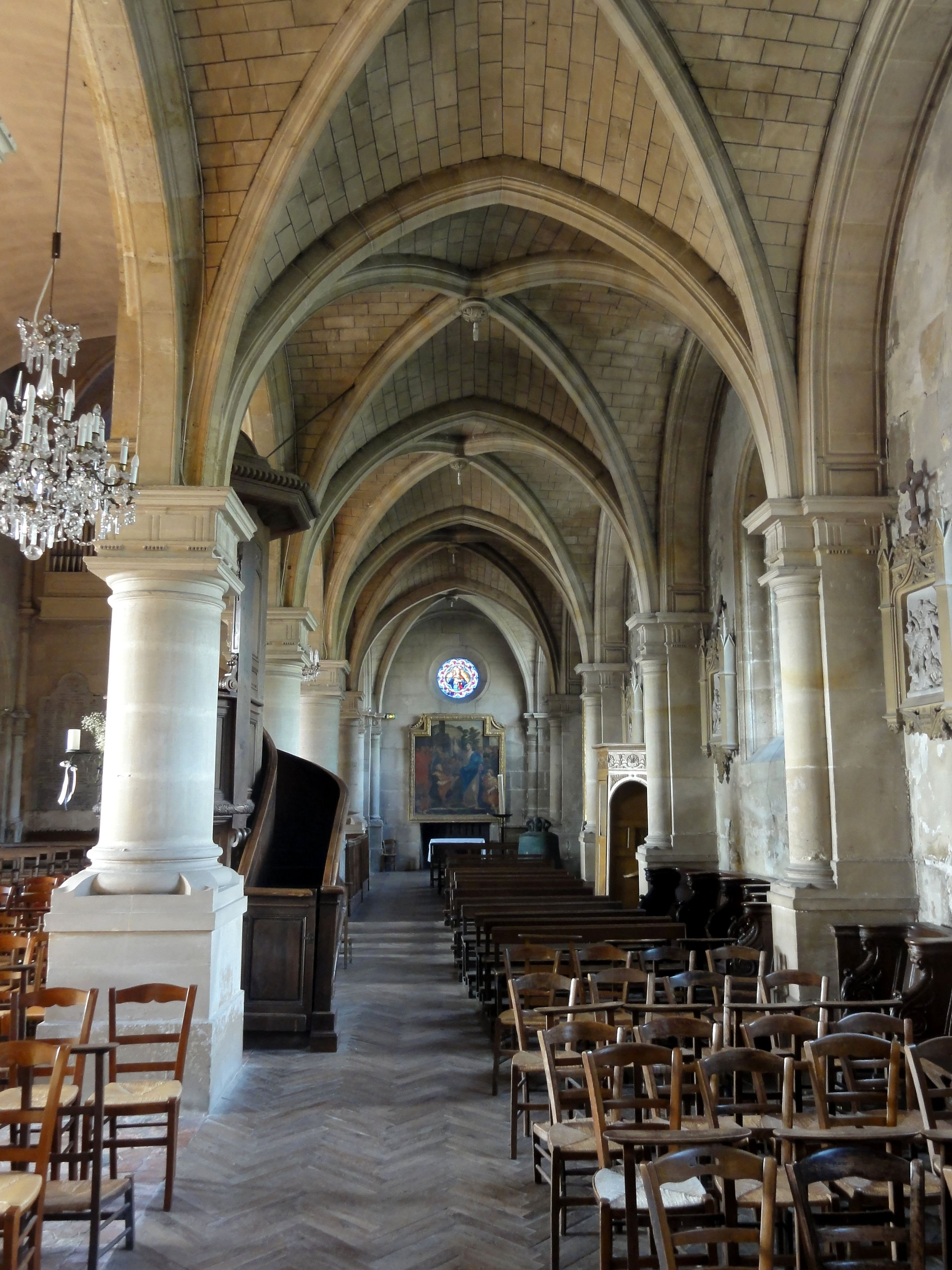
Bas-côté nord, vue vers l'ouest.
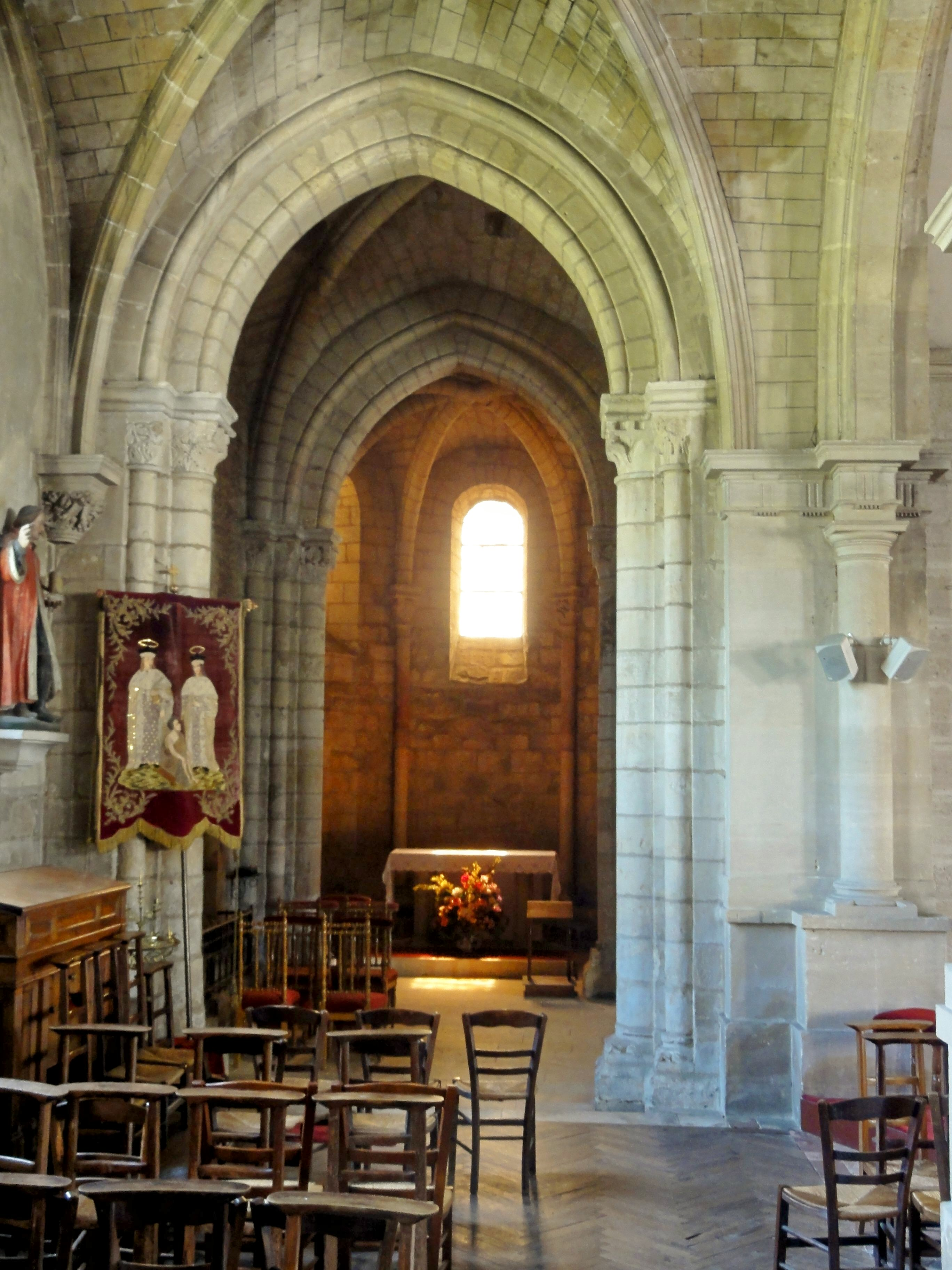
Bas-côté nord, vue vers l'absidiole.

#### Chœur

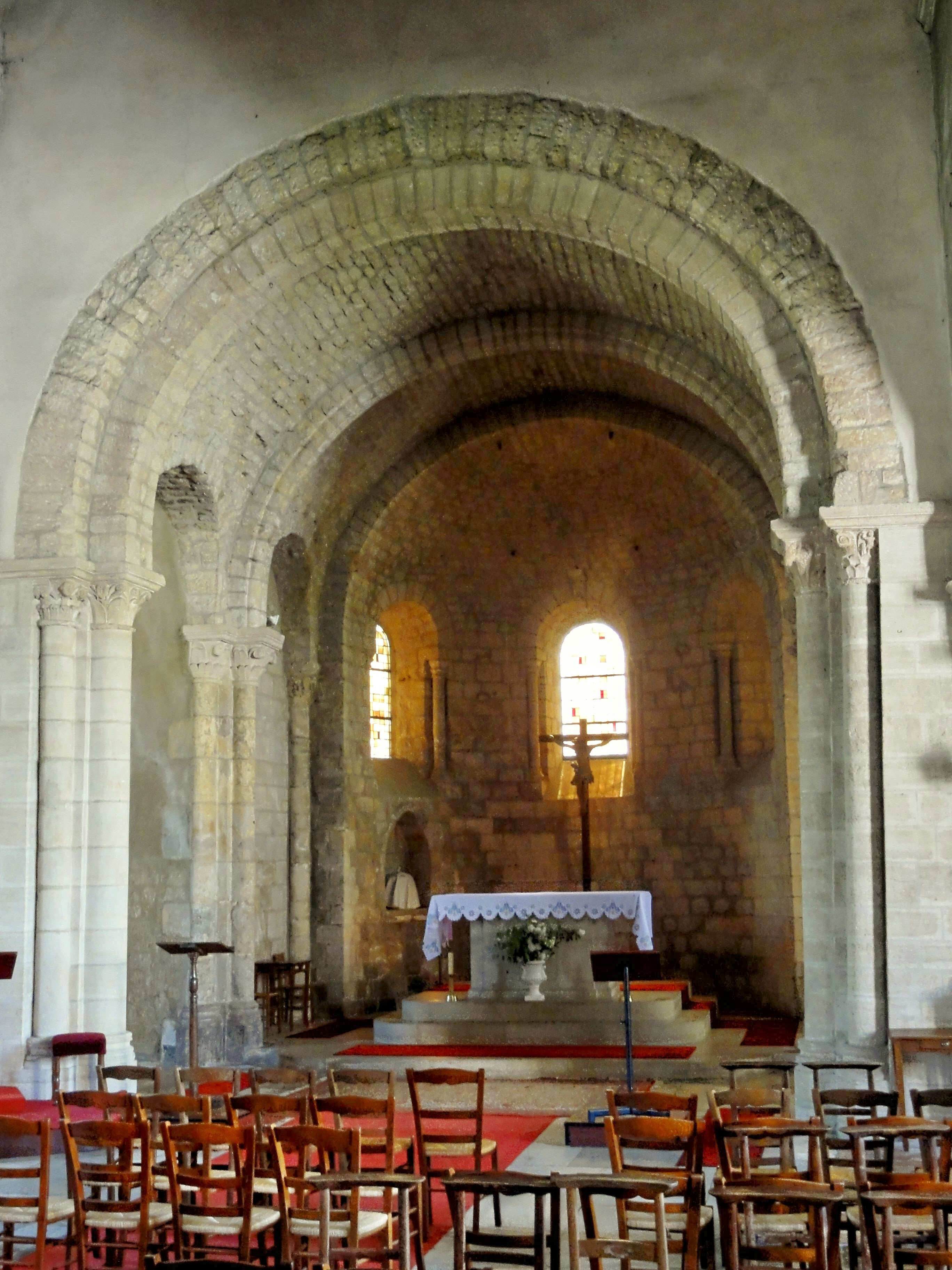
Nef, vue dans le chœur.

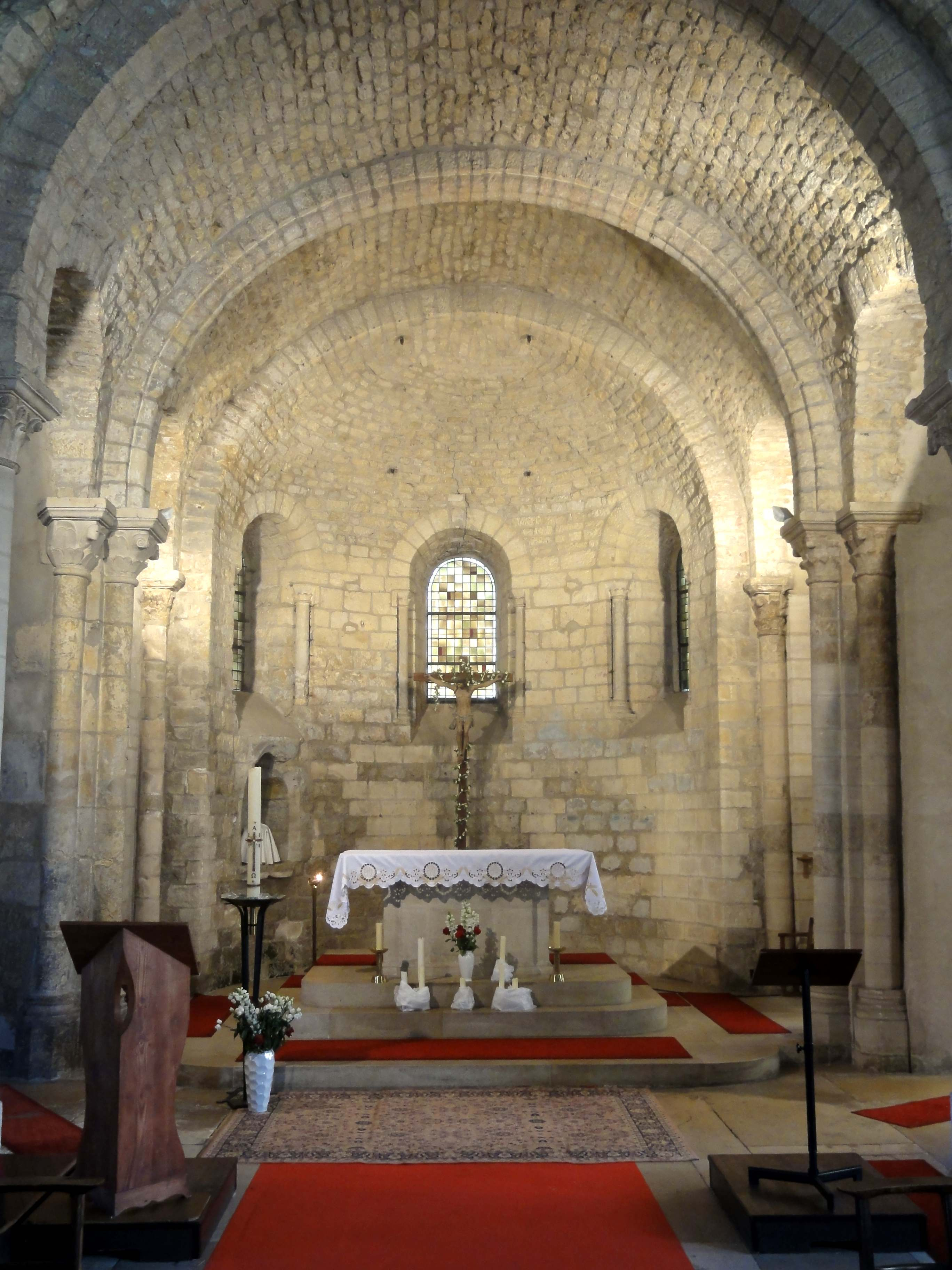
Chœur.

L'église est dépourvue de transept, et le chœur s'ouvre donc directement sur la nef par un arc triomphal en plein cintre, qui est à double rouleau côté ouest et non moulurée. Il a été bâti en moellons assez régulièrement taillés, alors que l'appareil du chœur consiste essentiellement de moellons de taille moyenne voire de simple blocage, y compris pour les voûtes. Ce type d'appareil était destiné à être enduit, fait qui a souvent été oublié par les restaurateurs qui avaient le plus souvent affaire à des églises bâties en pierre de taille qui avaient été badigeonnées ou enduites abusivement au XVIIIe ou XIXe siècle. La petite dimension des fenêtres et l'absence d'enduit rendent le chœur très sombre, comme celui de Saint-Clair-sur-Epte ou comme la nef de Deuil-la-Barre, où la même erreur a été commise, alors qu'à Asnières-sur-Oise, l'on a laissé le chœur roman voûté en berceau enduit. L'arc triomphal repose sur la tablette soigneusement moulurée d'un gros chapiteau et de deux chapiteaux plus petits. Au nord, ces derniers sont sculptés d'un personnage avec une grande tête d'angle, flanqué de chaque côté de deux petites têtes, le registre inférieur étant occupé par une collerette de feuillage. Le chapiteau central présente des volutes d'angle, des feuilles d'eau, des palmettes très stylisées et encore des têtes qui se détachent au-dessus des feuilles. Au sud, Dominique Foussard a identifié des têtes de boucs épousant la forme des volutes d'un ordre composite, flanquant un personnage assis portant un écusson. Il émet l'intéressante hypothèse que les volutes d'angle seraient dérivées de l'ordre corinthien et établit ainsi un pont vers les chapiteaux Renaissance sculptés selon les idées de Nicolas de Saint-Michel. La faible hauteur des tailloirs, leurs moulures soignées et le rapprochement des volutes d'angle avec les crochets gothiques à venir parlent en faveur d'une date déjà avancée dans le XIIe siècle. L'arc triomphal doit être postérieur à l'abside, qui semble remonter au début du siècle. Les demi-colonnes et colonnettes engagées ont été refaites lors d'une restauration.
Par son plan comportant deux travées droites voûtées en berceau et une abside voûtée en cul-de-four, le chœur roman de Luzarches s'apparente à celui, plus grand, de Saint-Clair-sur-Epte. Les deux premières travées sont séparées par un arc doubleau au profil de deux tores, ce qui est une autre analogie avec Saint-Clair-sur-Epte. Il n'y a pas de doubleau côté abside, à l'entrée de laquelle l'on observe un décrochement : sa voûte est légèrement plus basse et moins large que celles des premières travées. Les travées droites comportent de chaque côté une haute arcade en plein cintre (la première au nord étant légèrement brisée), qui s'inscrit entièrement dans le berceau. Ces arcades retombent sur les tailloirs des chapiteaux de colonnettes engagées, qui à l'entrée du chœur flanquent l'arc triomphal dont les chapiteaux ont déjà été décrits, et qui à l'intersection entre les travées droites cantonnent les colonnes à chapiteaux du doubleau intermédiaire. Tout comme l'arc triomphal, le doubleau présente donc un faisceau d'une colonne et de deux colonnettes tant au nord qu'au sud. Si les tailloirs des chapiteaux sont toujours les mêmes, la sculpture est plus schématisée, et les têtes humaines sont absentes. La seconde arcade du nord comporte un second rang de claveaux qui s'inscrit dans le premier, et l'ébrasement d'une petite fenêtre romane s'inscrit dans l'intrados de cette arcade plus réduite. Tant la fenêtre que l'arcade inférieure ont été remplacées par un mur dont la régularité de l'appareil détonne dans le chœur ; il devrait s'agir de la marque d'une reprise en sous-œuvre. L'abside elle-même se résume à peu de chose ; elle ne comporte pas d'arcatures plaquées à titre décoratif, contrairement aux chœurs romans de Louvres (tour Saint-Rieul), Parnes et Saint-Clair-sur-Epte. Le cul-de-four n'est pas non plus nervuré. Les trois baies plein cintre fortement ébrasées ne procurent qu'un éclairage parcimonieux. Elles sont cantonnées de colonnes à chapiteaux aux tailloirs non moulurés et aux bases attiques. Malgré son austérité, le chœur roman de Luzarches est d'une immense valeur dans une région où le rapide essor de l'architecture gothique a fait disparaître la plupart des chœurs romans dès la fin du XIIe ou le XIIIe siècle. Il peut se comparer avec ceux de Parnes et de Saint-Clair-sur-Epte, Santeuil possédant un chœur voûté en berceau plus tardif et au chevet plat.

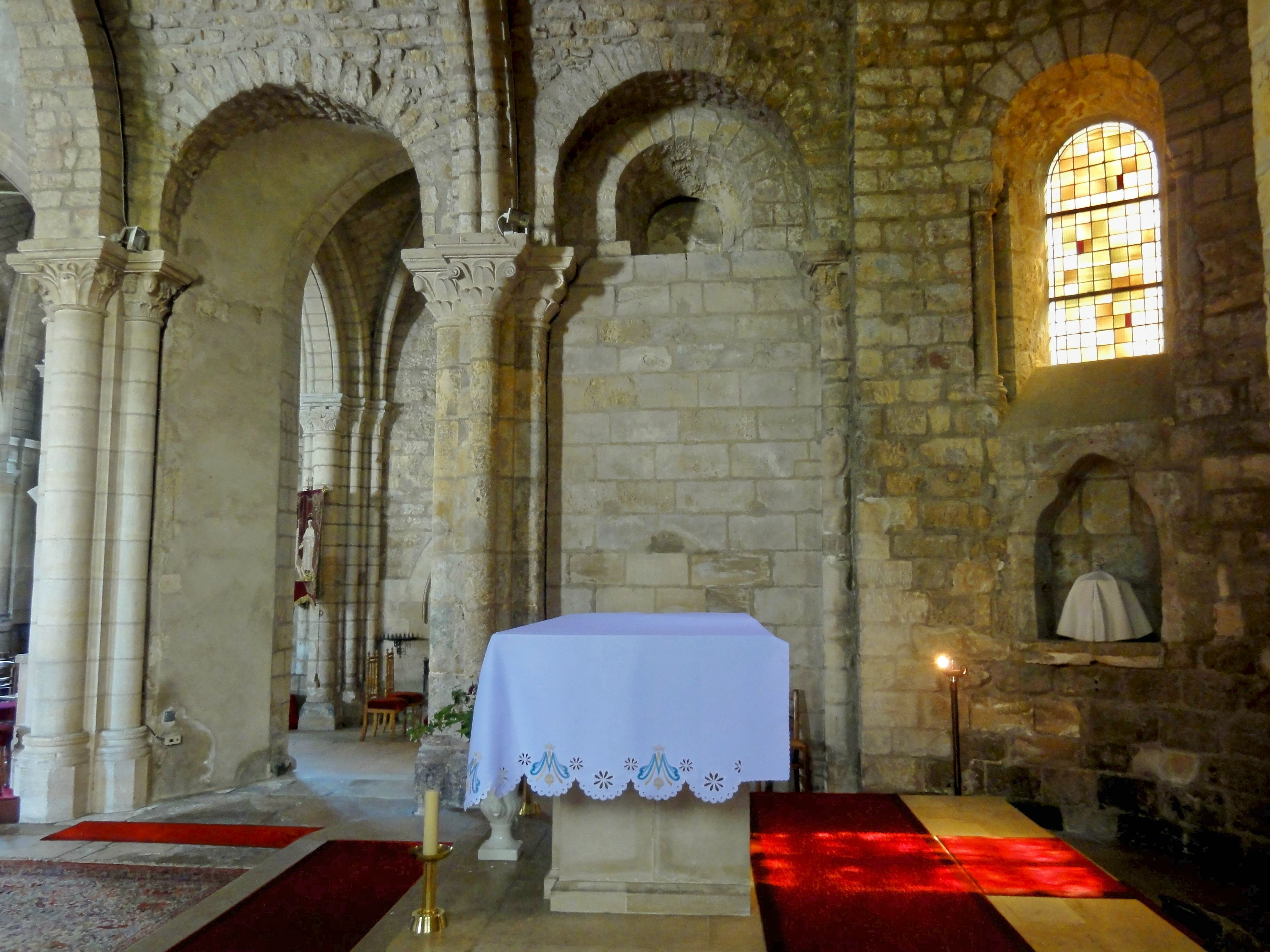
Chœur, côté nord.
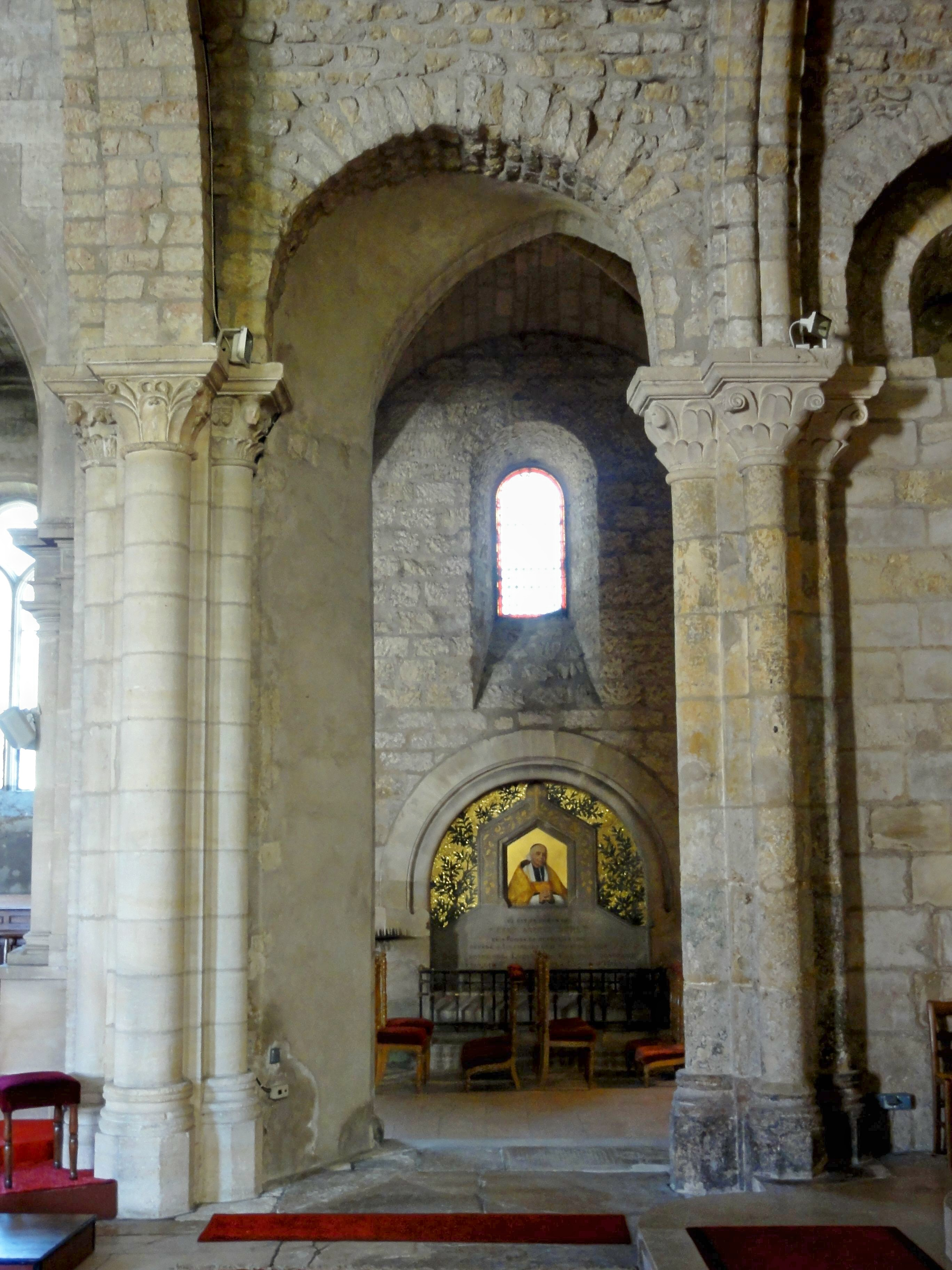
Arcade vers la base du clocher, côté nord.
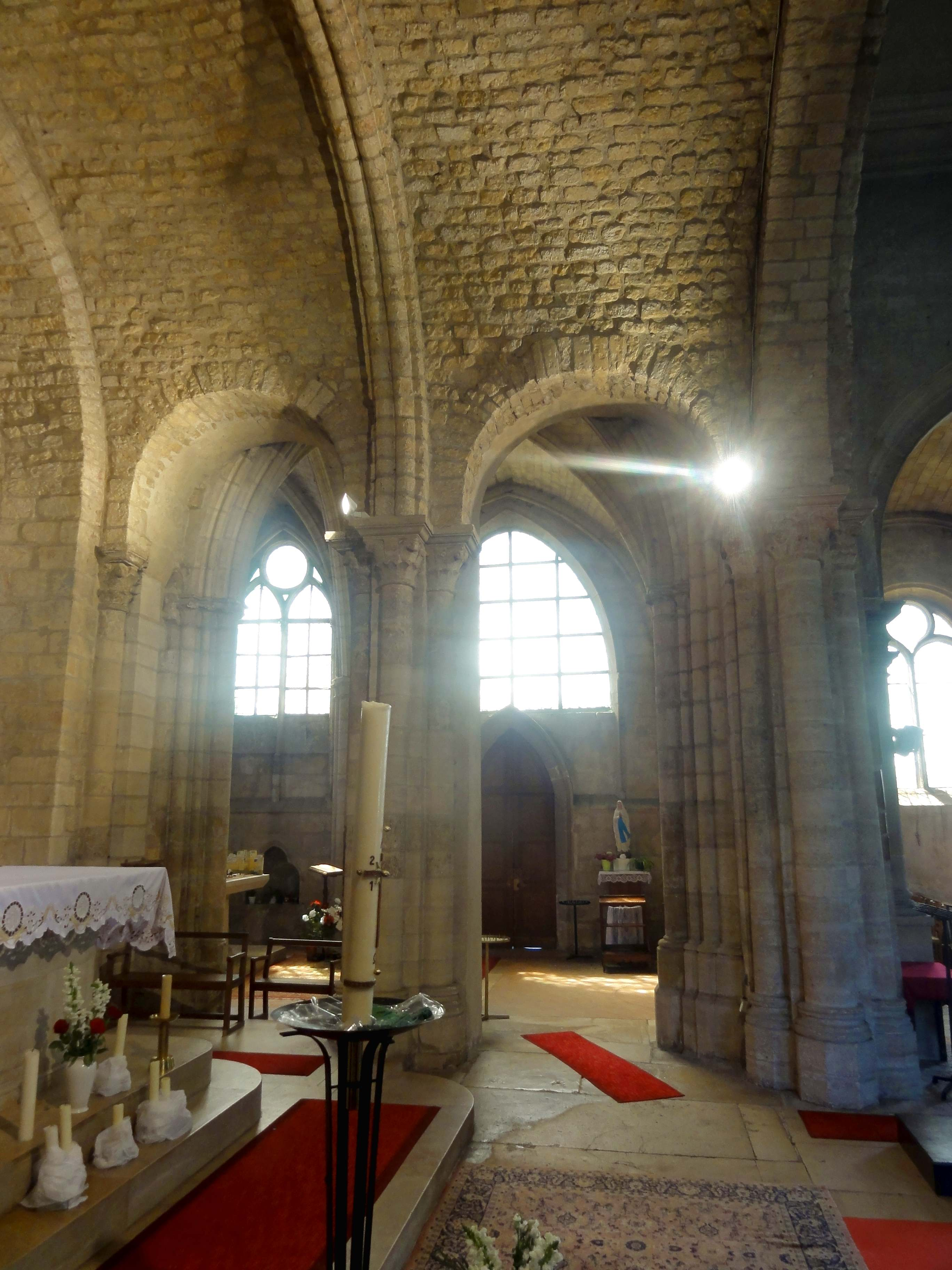
Arcades vers la chapelle de la Vierge, côté sud.
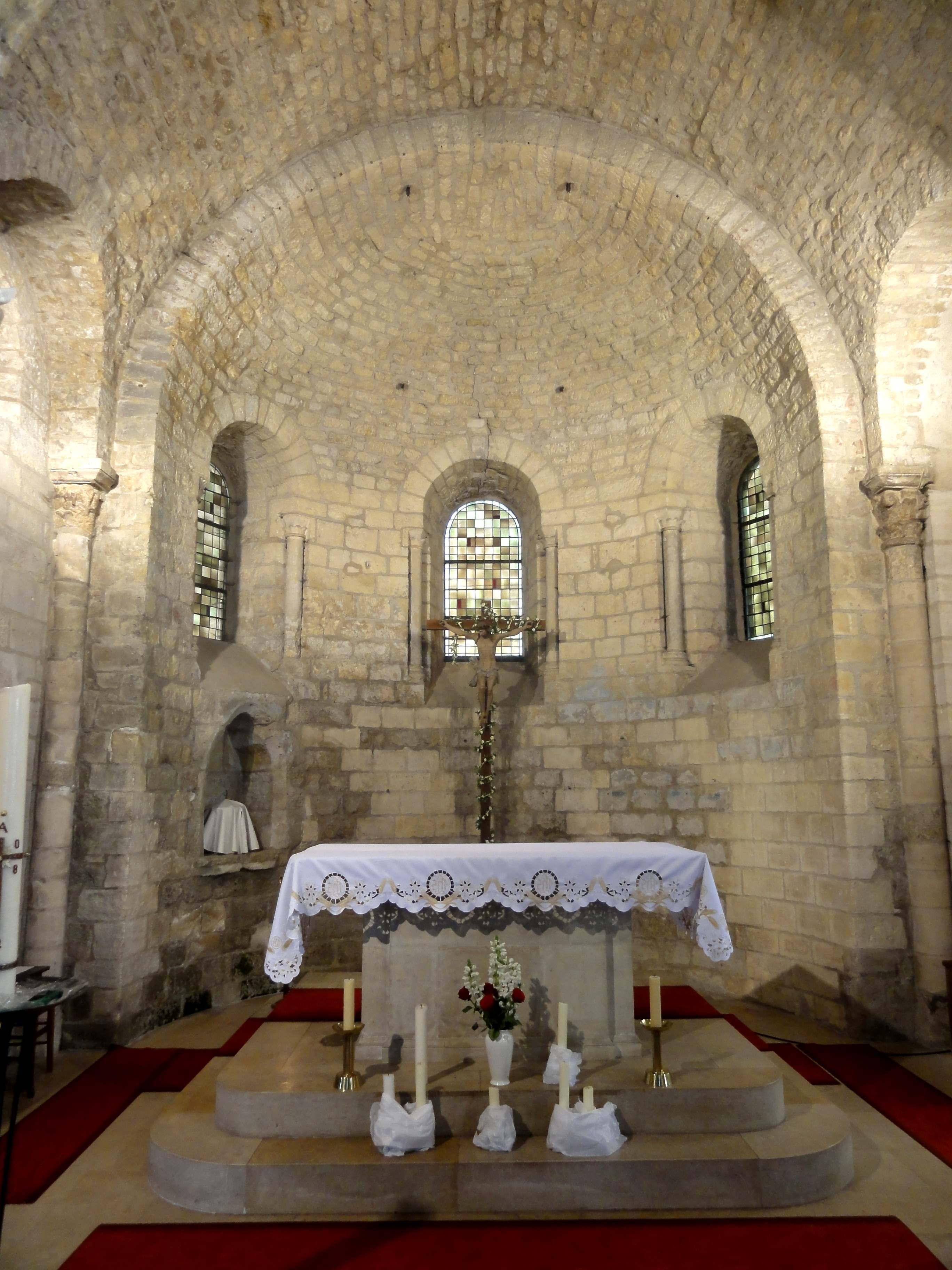
Abside du chœur.
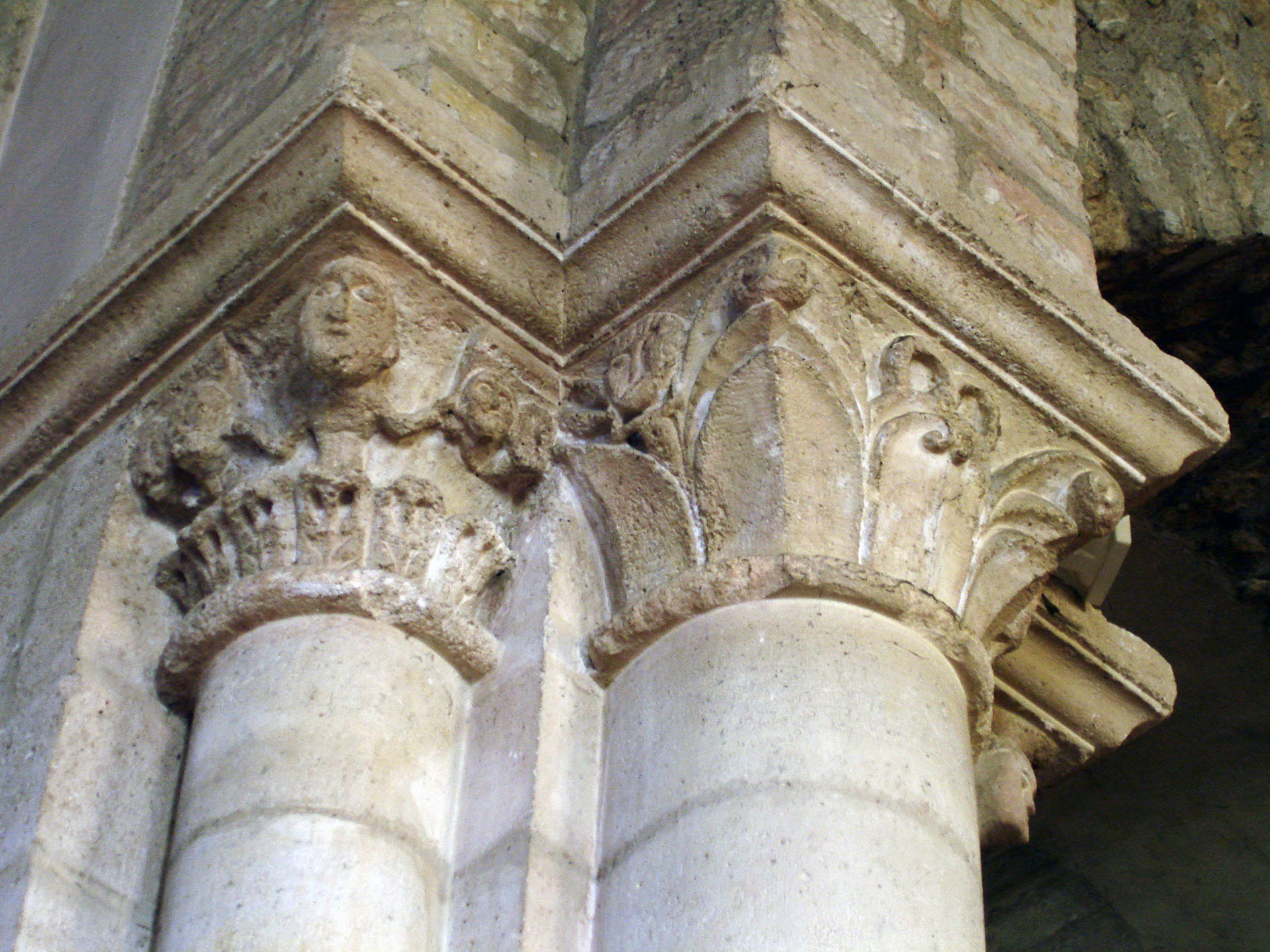
Chapiteaux de l'arc triomphal, côté nord.
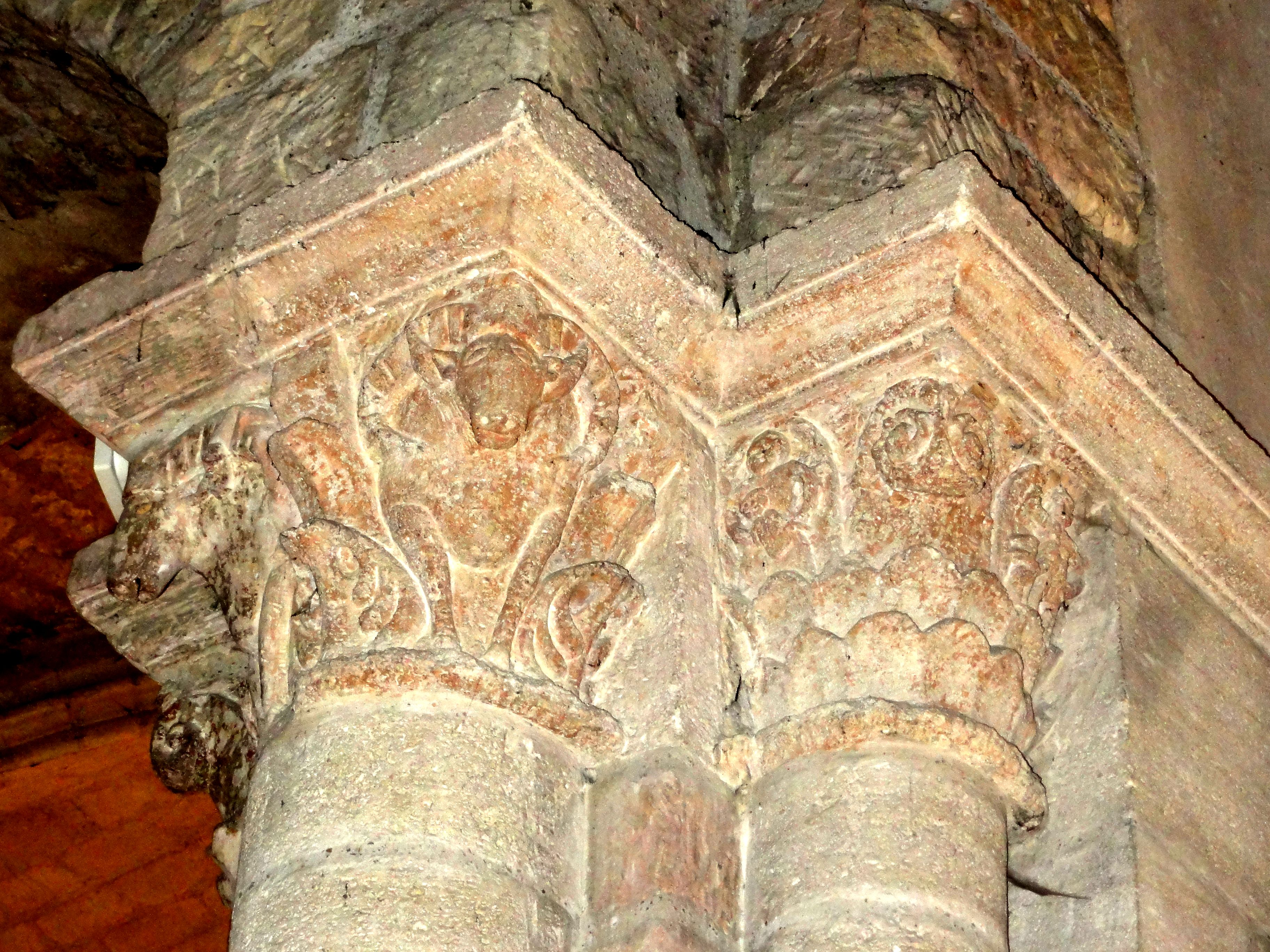
Chapiteaux de l'arc triomphal, côté sud.

#### Base du clocher et absidiole nord

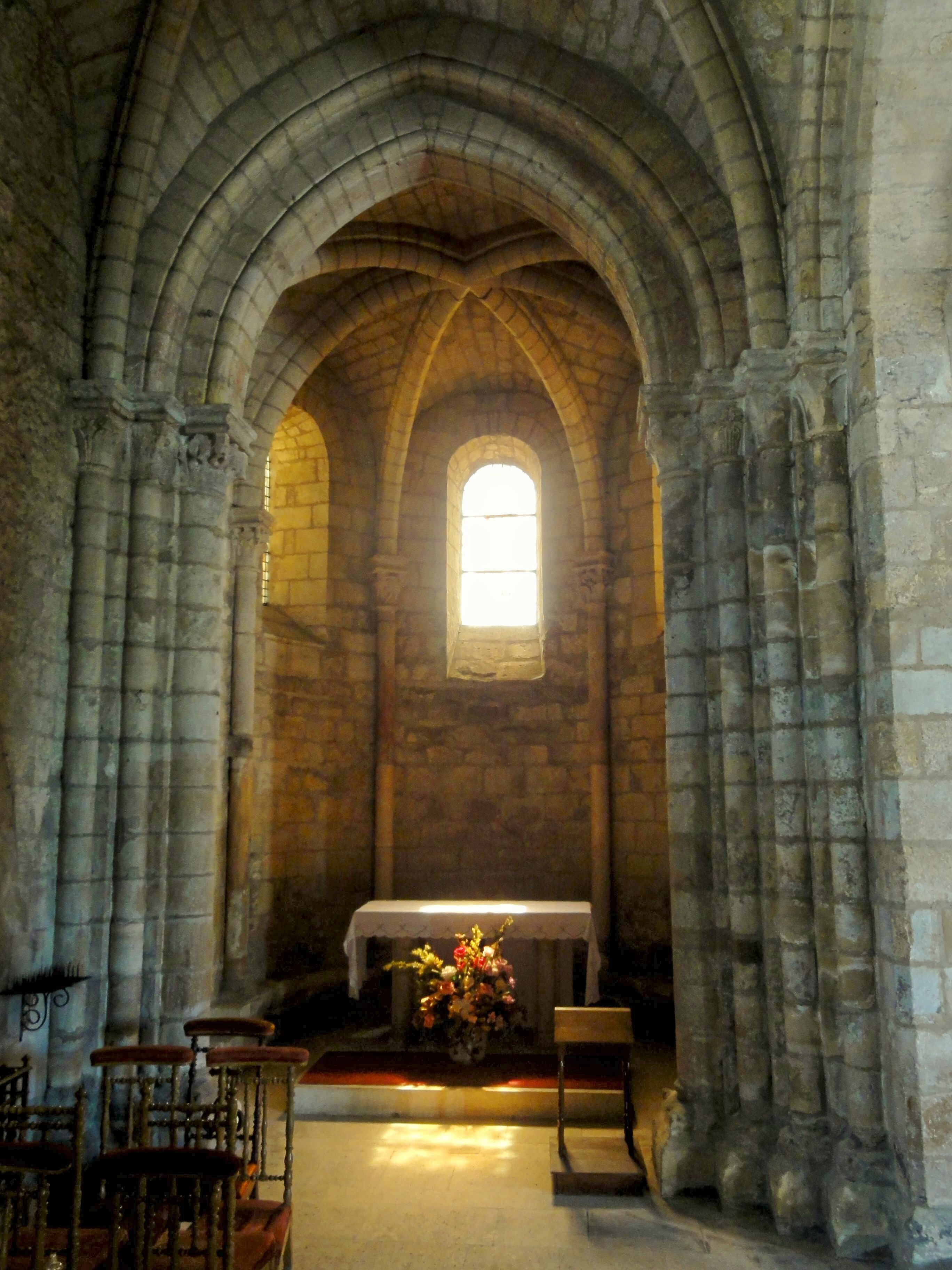
Vue dans l'absidiole.

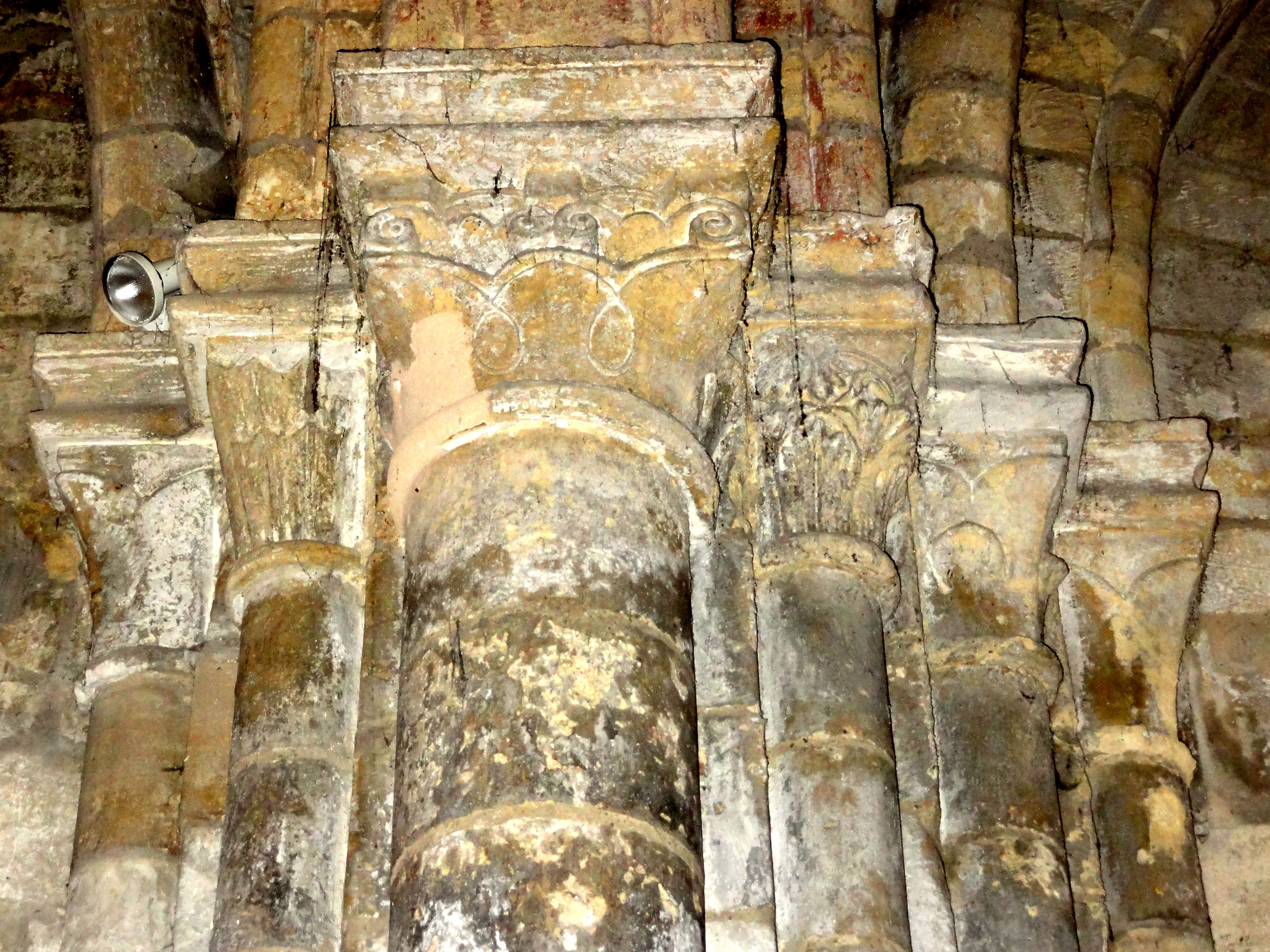
Doubleau entre clocher et absidiole, chapiteaux côté sud.

Établie dans le prolongement du bas-côté nord de la nef, la base du clocher forme une chapelle latérale de la première travée du chœur, qui se poursuit vers l'est par une absidiole. L'ensemble formé par ces deux travées est recouvert de voûtes d'ogives dès l'origine, et ces voûtes des années 1140 sont parmi les plus anciennes du département, après celles du bas-côté nord de Saint-Clair-sur-Epte et des bases de clocher de Beaumont-sur-Oise (ancien clocher), de Cergy et de Nesles-la-Vallée, qui remontent jusqu'à 1130 environ. Les voûtes sont encore très bombées, c'est-à-dire que le sommet de la voûte est situé plus haut que les sommets des arcs d'inscription. Des lignes de faîte horizontales deviennent la règle à la période gothique, et s'observent parfois déjà sous des voûtes plus anciennes. Il n'y a pas de clés de voûte apparentes ni de formerets, qui ne sont pas encore d'usage à l'époque et se résument, s'ils existent, le plus souvent à un simple rang de claveaux. Les ogives sont au profil d'un gros tore en forme d'amande. Dans l'absidiole, qui comporte une partie droite et un chevet à trois pans, six branches d'ogives rayonnent autour du point central. Il est favorable à l'esthétique de cet espace sobre que le diamètre des ogives et des colonnettes les supportant est identique. Des colonnettes supplémentaires supportent les doubleau secondaires des arcades vers le bas-côté, vers le chœur et entre base du clocher et absidiole.
Les arcades vers le bas-côté et entre base du clocher et absidiole reposent sur des demi-colonnes engagées dans les piles et les murs. Ces colonnes manquent dans l'arcade vers le chœur, et cette arcade ne fait pas directement face à celle de l'autre côté, à l'intérieur du chœur, signes qu'elle n'a pas dû exister à l'origine. Entre la base du clocher et l'absidiole, l'on trouve de chaque côté un faisceau d'une colonne et de deux colonnettes. Les arcades et doubleaux sont en tiers-point, mais les lunettes de la voûte dans l'absidiole sont encore en plein cintre. La sculpture est plus avancée que dans le chœur, du fait d'une date de réalisation postérieure, et les motifs sont davantage stylisés. Les corbeilles des petits chapiteaux ont en grande partie des faces presque plats et sont décorés de feuilles d'eau, de feuilles d'acanthe ou de godrons. Les corbeilles des grands chapiteaux sont séparés des tailloirs par des dés, dont les interstices sont creux. La base du clocher est éclairée par une unique fenêtre plein cintre largement ébrasée côté nord, et le chevet de l'absidiole possède trois fenêtres identiques. Au nord de l'absidiole, une petite porte donne dans un tout petit annexe de plan rond, éclairé seulement par des meurtrières. S'il évoque une tourelle d'escalier, il ne monte pas plus haut que le chœur et l'abside.
Les absidioles en hémicycle ne sont déjà plus la règle à la fin de la période romane, et seulement un très petit nombre s'est conservé dans le département. L'église Notre-Dame-de-la-Nativité d'Us et l'église Notre-Dame-de-l'Assomption d'Auvers-sur-Oise en possèdent une, et l'abbatiale de Morienval en compte deux plus anciennes. L'absidole de l'église Saint-Côme-Saint-Damien appartient déjà presque au style gothique primitif et si on la rattache encore à l'architecture romane, c'est davantage pour l'élévation extérieure du clocher. L'on n'est pas loin du style du massif occidental de la basilique Saint-Denis, qui est contemporain. Un peu plus tard, une absidiole presque identique est encore construite au nord du chœur de l'église Saint-Étienne de Fosses et au sud de l'abside de l'église Saint-Ouen de Saint-Ouen-l'Aumône, et l'église Notre-Dame-de-l'Assomption de Champagne-sur-Oise en obtient deux, au décor plus élaboré. Autour de 1230, l'église Notre-Dame de Taverny est pourvue de deux chapelles orientées résolument gothiques.

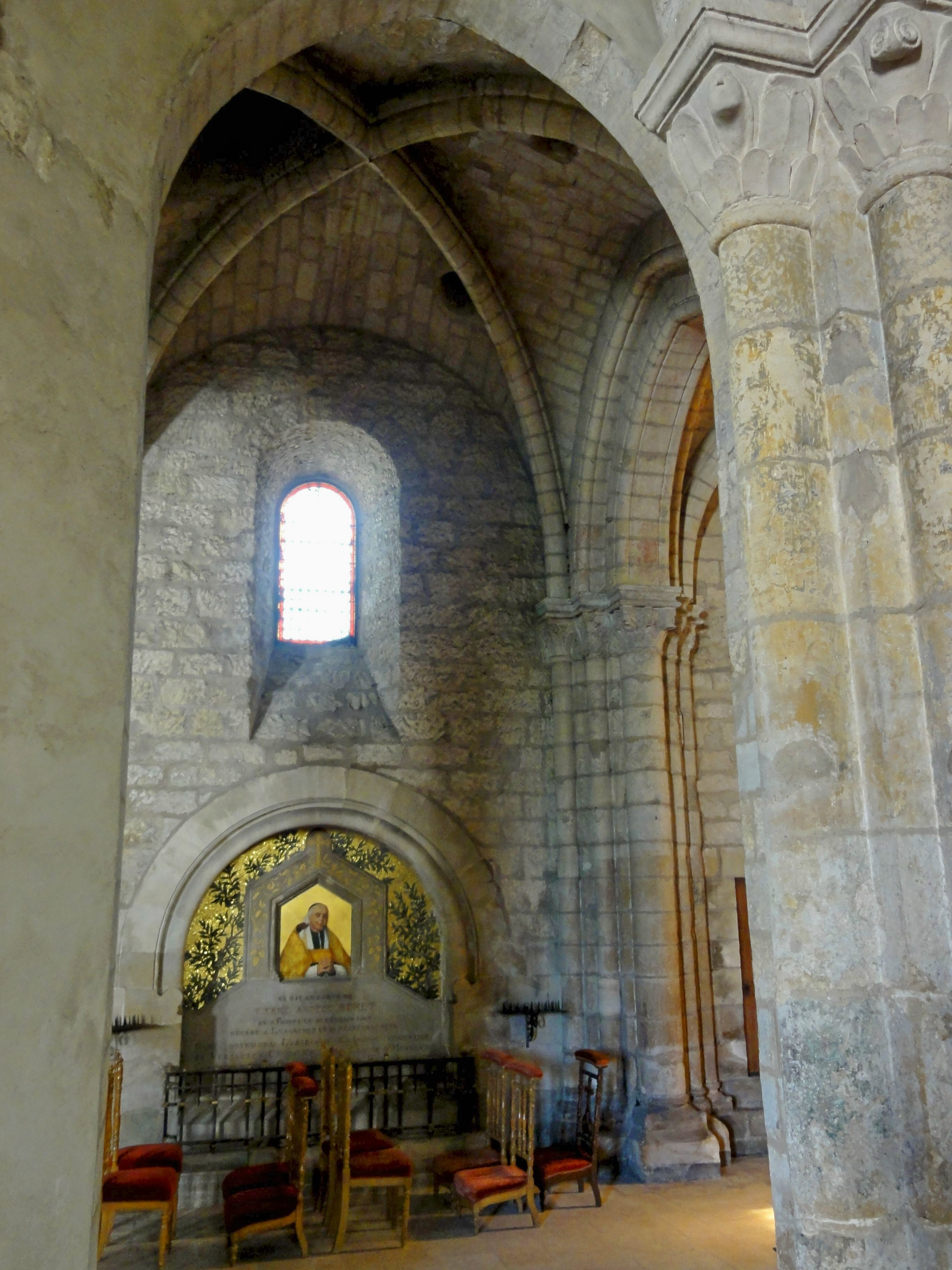
Base du clocher, vue vers le nord (depuis le chœur).
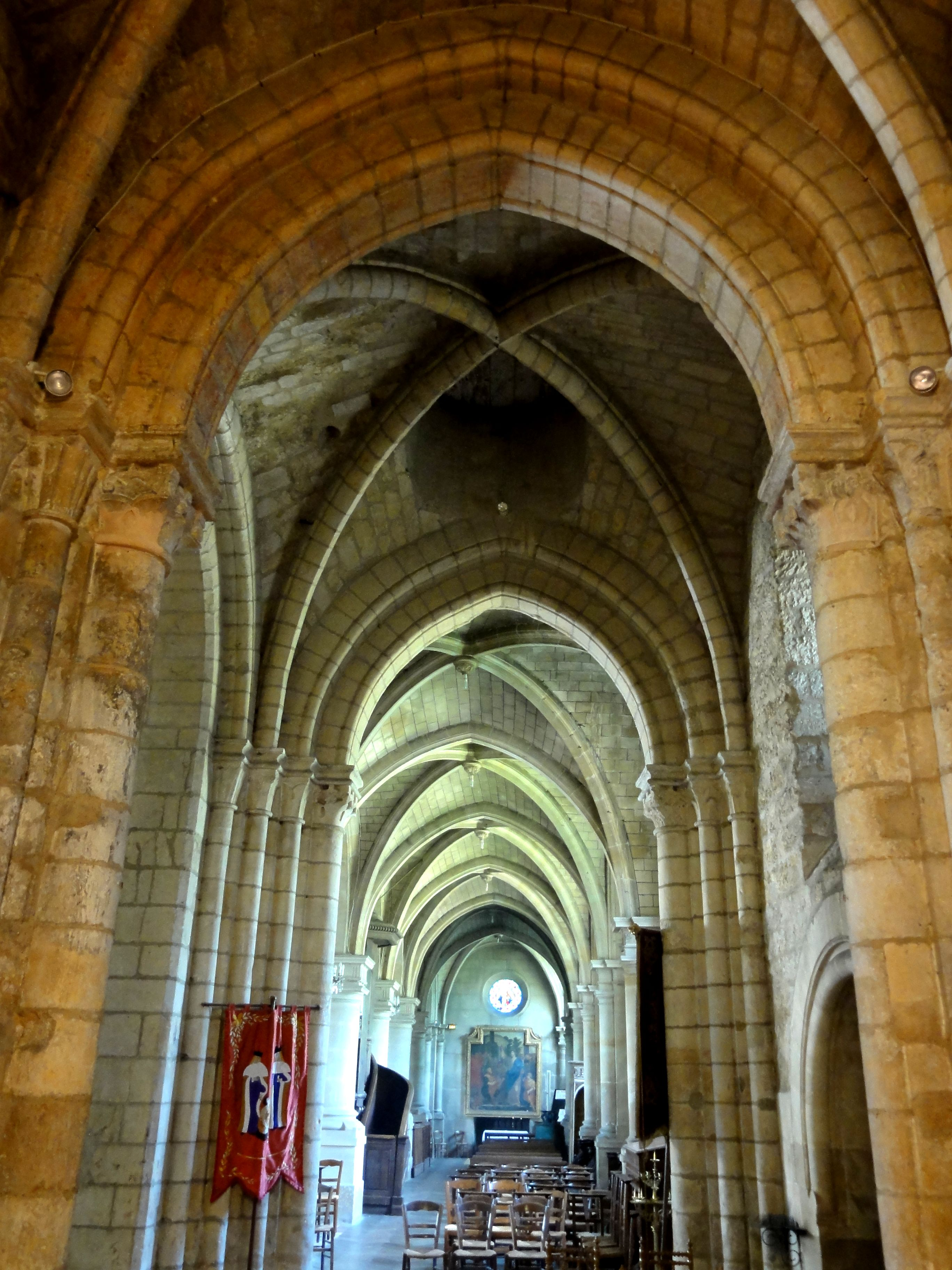
Base du clocher, vue vers l'ouest.
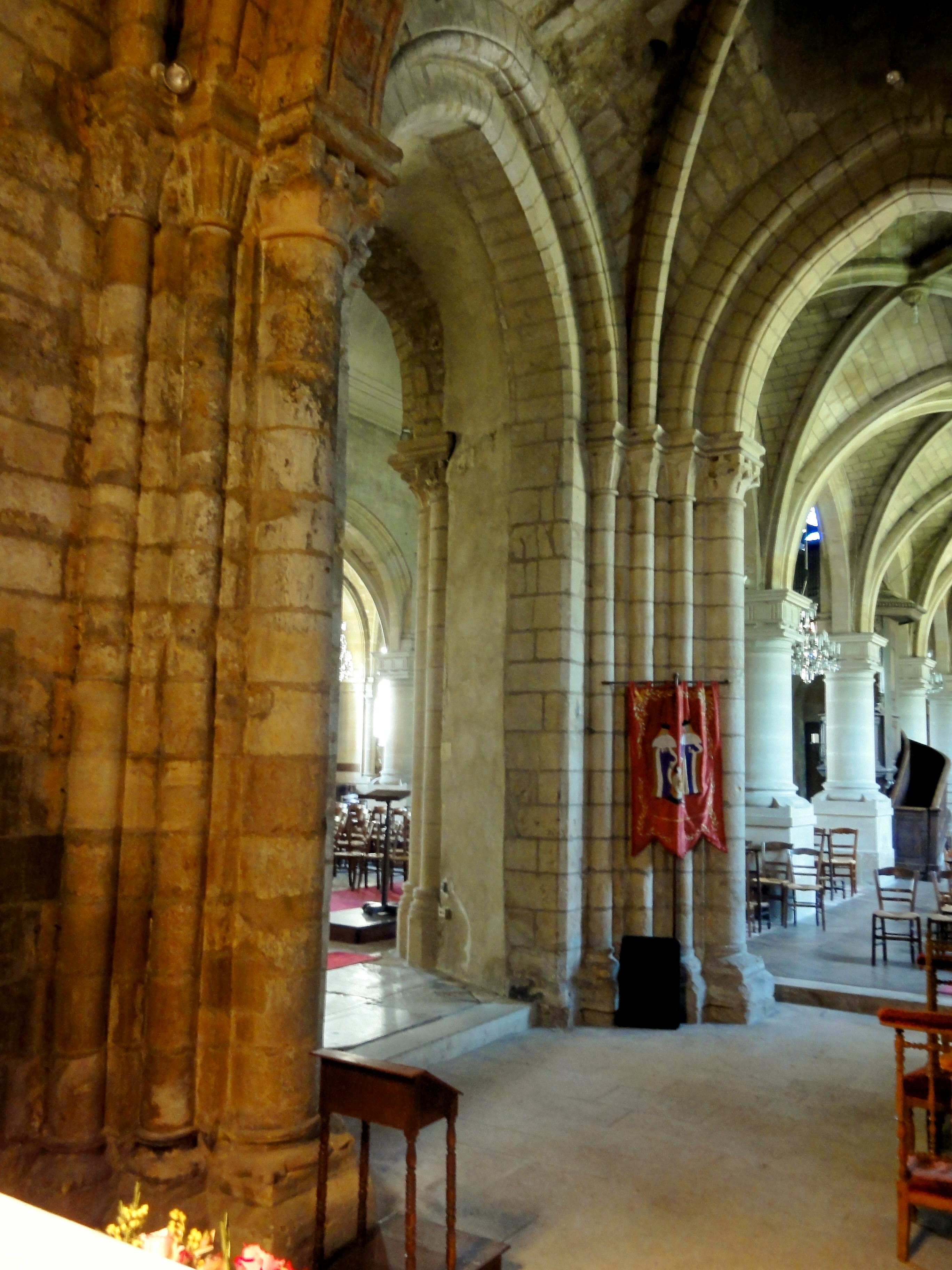
Base du clocher, vue vers le sud-ouest.
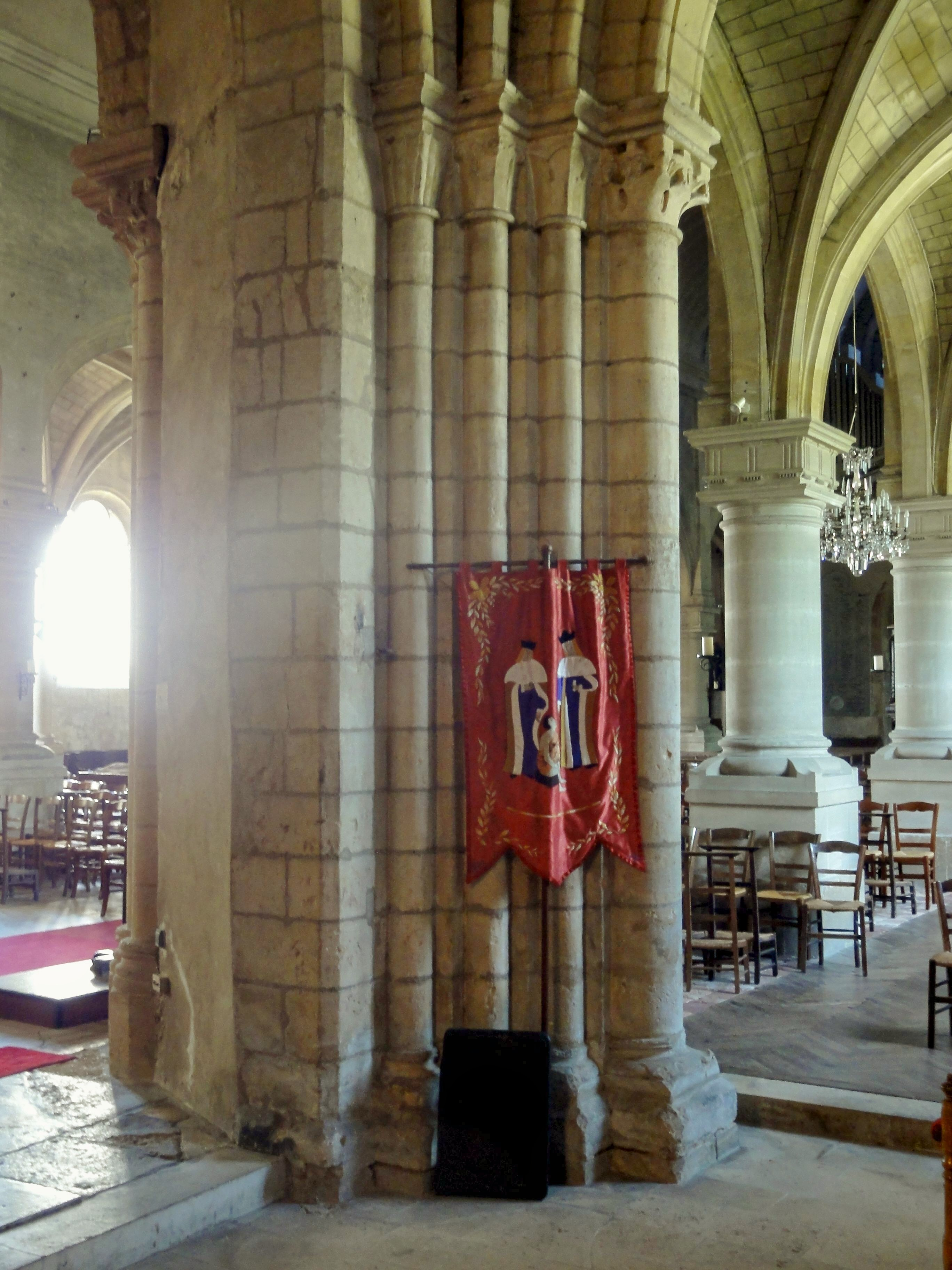
Base du clocher, pile sud-ouest.
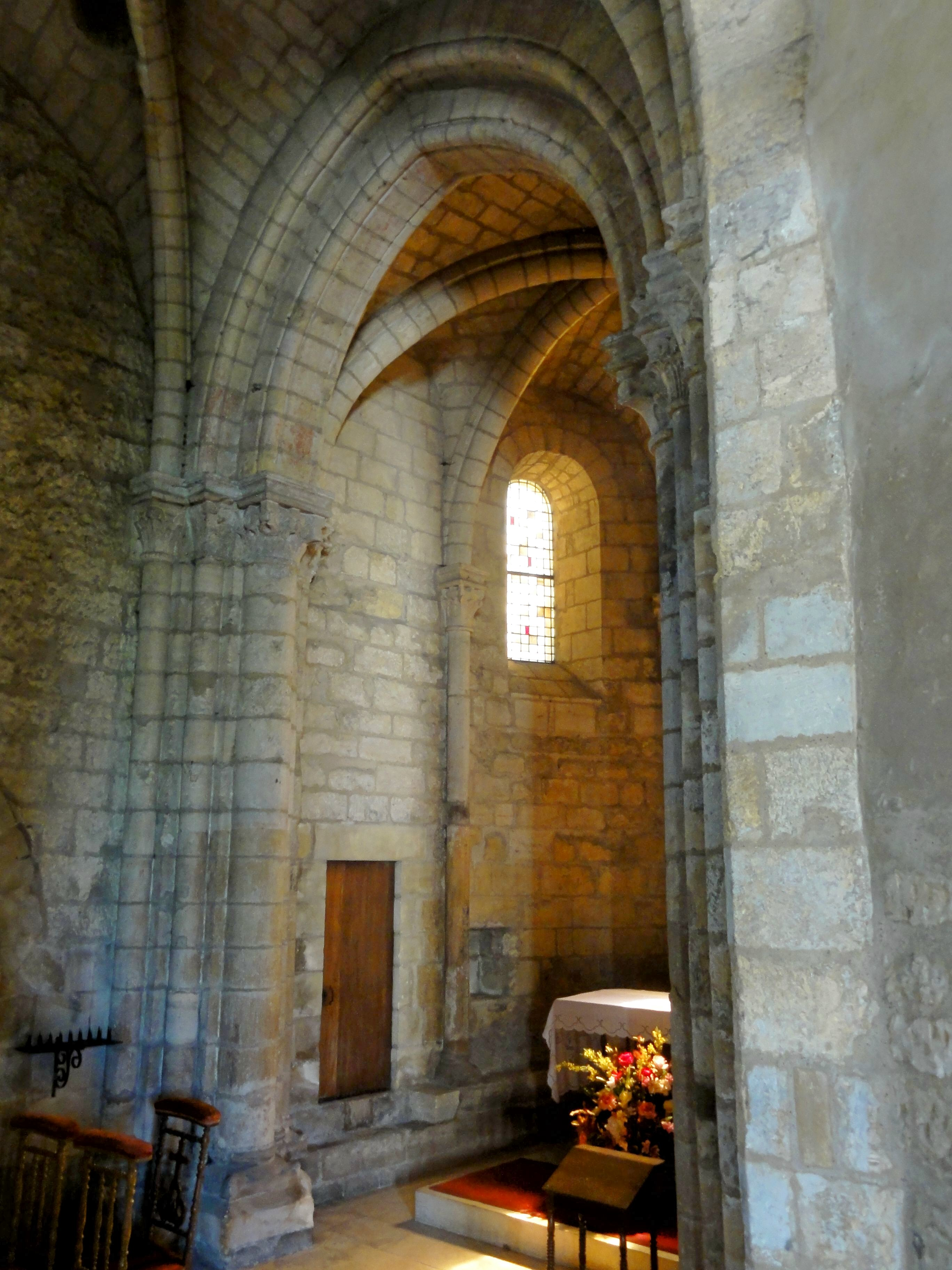
Absidiole.
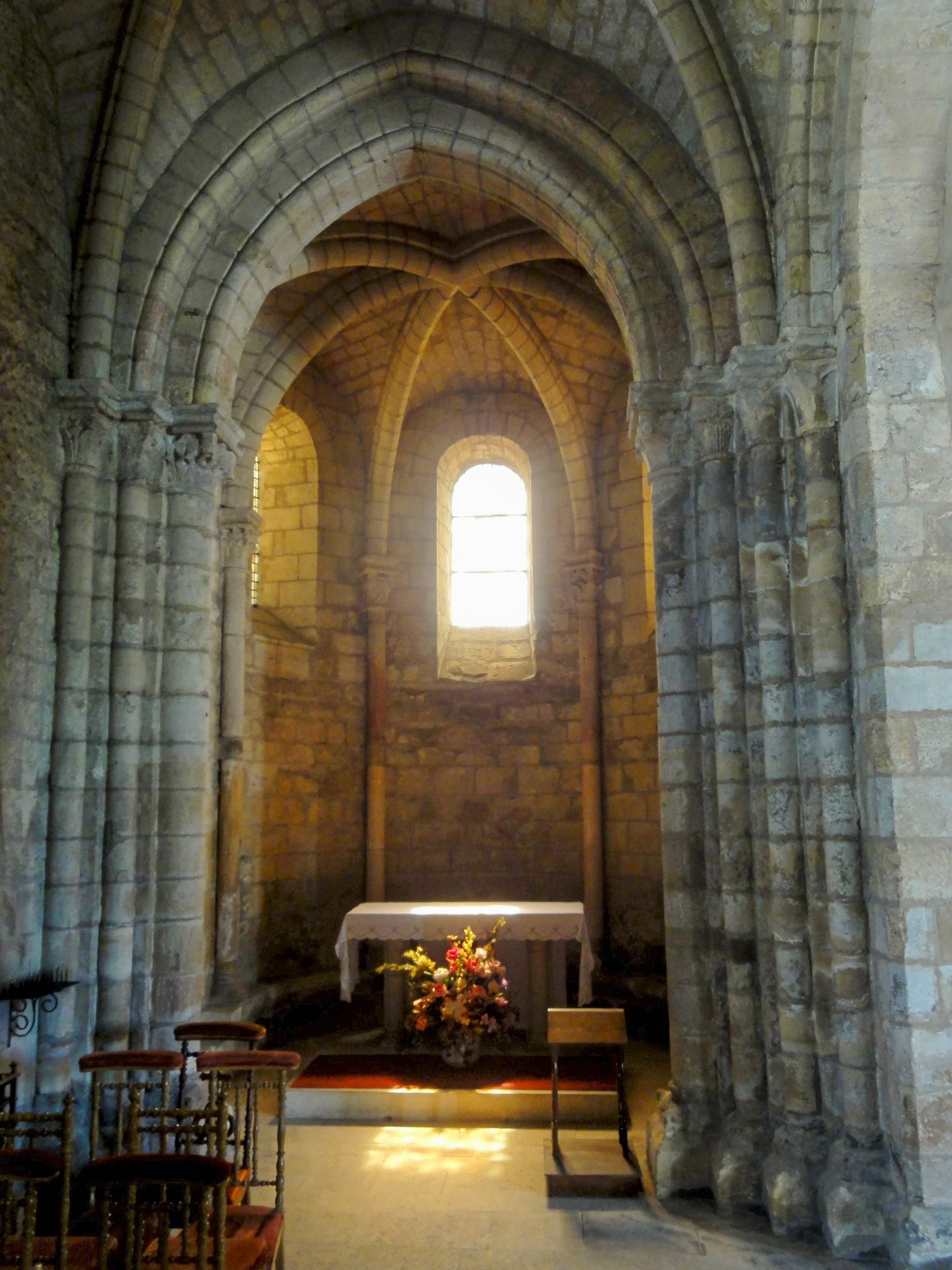
Absidiole.

#### Chapelle de la Vierge

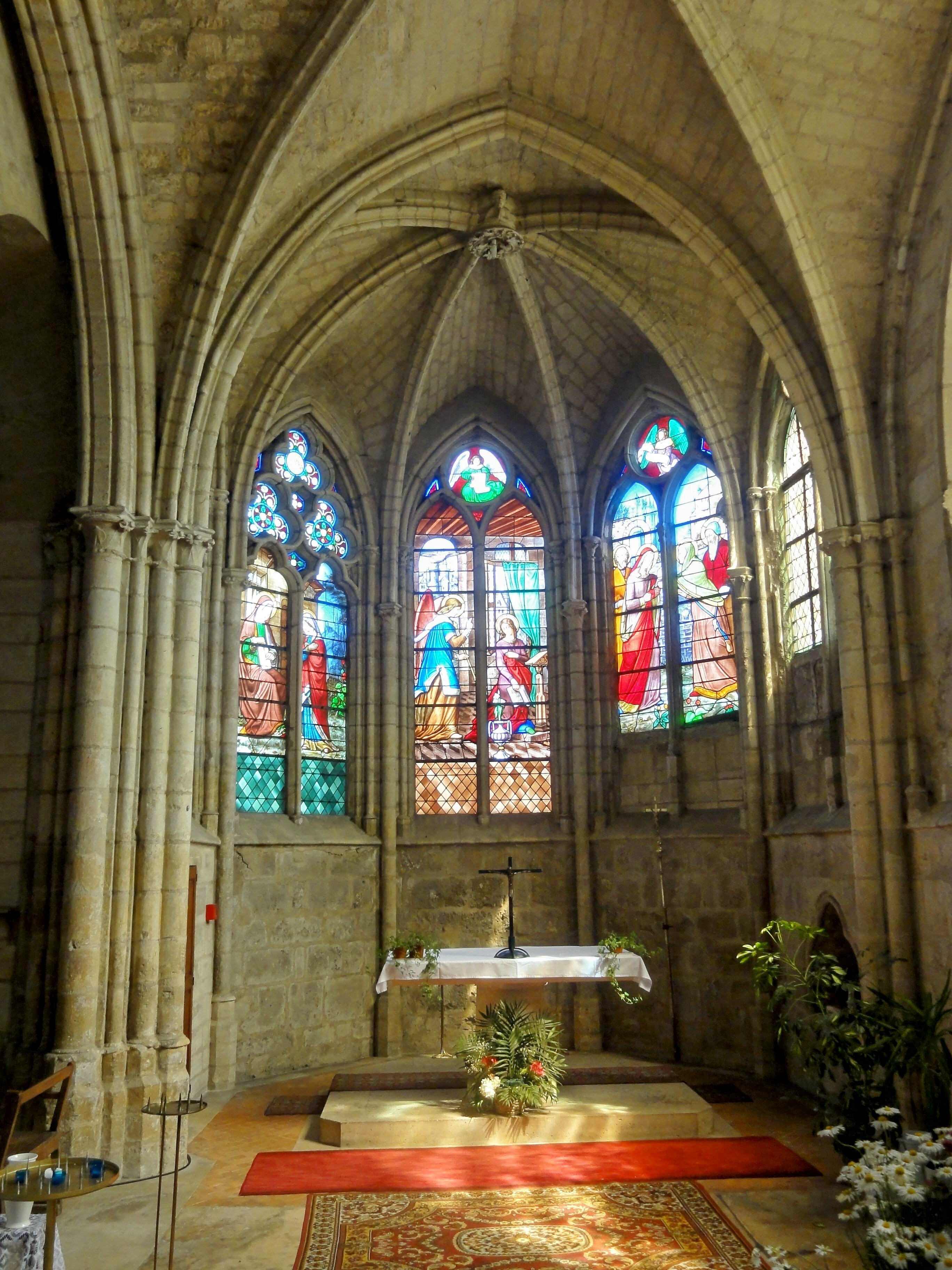
Abside de la chapelle.

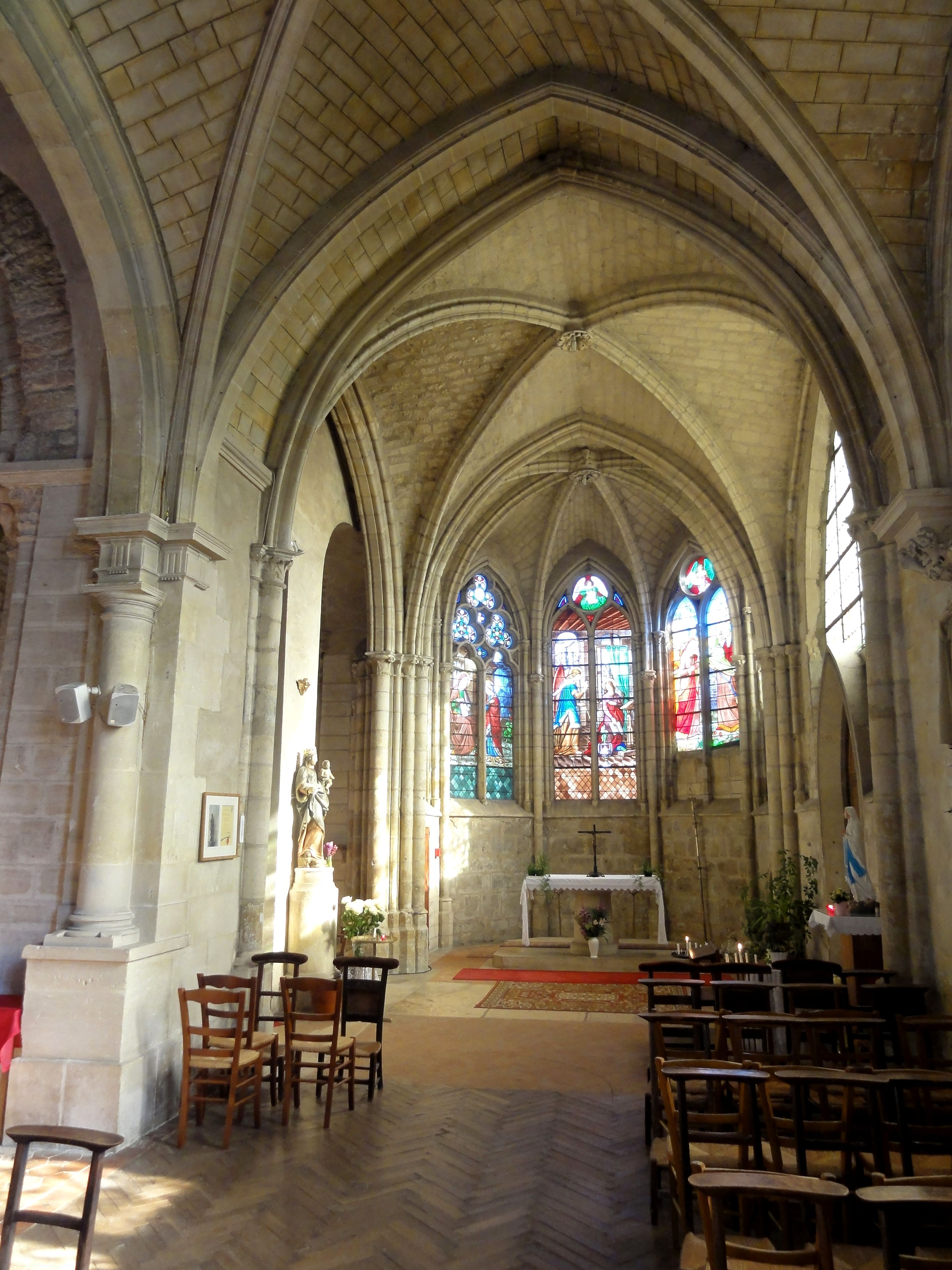
Vue depuis le bas-côté.

Le contraste entre l'ambiance sombre des parties romanes et la luminosité de la chapelle de la Vierge au sud ne pourrait être plus saisissant. La chapelle est caractéristique de l'apogée du gothique rayonnant, qui n'a sinon guère laissé de traces à l'est du département, où le style gothique primitif et la première phase de l'architecture rayonnante sont fortement représentés. Les chapelles aux absides à pans coupés à la fin des bas-côtés sont également d'une grande rareté dans la région, qui affectionne les chevets plats, encore à plus forte raison pour les collatéraux que pour les chœurs. On peut citer comme autres exemples, les églises de Belloy-en-France, Chambly et Ully-Saint-Georges. Pour établir le raccordement avec le bas-côté sud, une courte section voûtée en berceau brisé a été construite ; les fines colonnettes du doubleau secondaire de l'arcade ouvrant dans la chapelle ont malheureusement été noyées dans l'appareil. Toutefois, afin de ne pas encombrer l'ouverture de la chapelle, l'on a fait retomber le dernier doubleau du bas-côté sur un cul-de-lampe côté sud. Les doubleaux du bas-côté suivent par ailleurs la même courbe que les doubleaux de la chapelle. L'architecte de la fin du XIIIe siècle s'est lui aussi efforcé d'éviter des marques de rupture avec une partie adjacente, en l'occurrence le chœur roman. Il a donc habillé l'arcade, qui avait sans doute déjà été percée pour une absidiole, d'un doubleau accompagné de deux doubleaux secondaires, qui repose sur une colonne et deux colonnettes de chaque côté. Curieusement, il n'a pas retenu les mêmes dispositions pour cette arcade et pour les doubleaux à l'intérieur de la chapelle. Leurs chapiteaux sont à bec, il n'y a pas de doubleaux secondaires, et le profil est plus élégant, à savoir un fin tore en forme d'amande entre deux baguettes dégagées par des cavets. Le profil du doubleau est tout au contraire d'un méplat entre deux baguettes, dégagées par des cavets. Une autre particularité est la définition de quatre diamètres de colonnettes différents pour les doubleaux, pour les ogives, pour les doubleaux secondaires et formerets et pour les réseaux secondaires des fenêtres. Toutes les colonnettes sont appareillées, aucune n'est en délit. Les clés de voûte sont ornées de couronnes de feuillages, et celle de l'abside comporte la représentation d'un roi en prière.
Dans la première travée de la chapelle, la large baie a malheureusement perdu son remplage. L'on note sa forme particulière, pratiquement sans piédroits, qui résulte du rapport inapproprié entre largeur et hauteur : cette forme évoque les fenêtres hautes de certaines églises, repoussées haut sous les lunettes des voûtes. Les formerets s'achèvent sur le glacis du mur-bahut qui forme le soubassements des fenêtres. Le même parti a été retenu pour l'abside. Ente ces cinq pans, une unique colonnette, celle correspondant aux ogives, retombe donc jusqu'au sol. Elle est flanquée par deux colonnettes très fines correspondant aux formerets et au réseau secondaire des fenêtres, dont les chapiteaux sont de plan rond et situés plus haut. Il n'y a que quatre fenêtres, du fait de l'existence du mur de l'abside du chœur côté nord. Sa surface est partiellement traitée comme une baie factice, mais la partie supérieure du remplage n'a pas été exécutée. La fenêtre à gauche de la baie d'axe est à deux lancettes aux têtes trilobées surmontées de trois trèfles ; il n'y a pas de chapiteau sur le meneau central. Les trois autres baies sont à deux lancettes ordinaires plus hautes, et surmontées d'un simple oculus rond. Si ce dessin est fort simple, les fenêtres sont d'une grande élégance grâce à l'application du système du réseau réticulé. Pour faire apparaître les meneaux plus minces, ils sont tous précédés par les colonnettes déjà mentionnées, et les arcs, trilobes et oculi sont tous agrémentés de fines moulures toriques. Si les trois baies du chevet comportent des vitraux du XIXe siècle d'une belle facture, le registre inférieur de la baie à droite de l'axe est obturée par des plaques de plâtre, et sur la baie au sud qui est à verre blanc, ce sont même les deux registres inférieurs. Conformément au titre de la chapelle, les vitraux illustrent des scènes de la vie de la Vierge : au nord, l'Éducation de la Vierge par sainte Anne ; au centre, l'Annonciation par l'archange Gabriel ; et à droite, la Visitation de la Vierge Marie (évangile de Luc 1, 39-45). Accompagnée de son père saint Joachim qui est représenté à droite, elle rend visite à sa cousine sainte Élisabeth, qui est enceinte de saint Jean-Baptiste. Son mari Zacharie se tient à gauche.

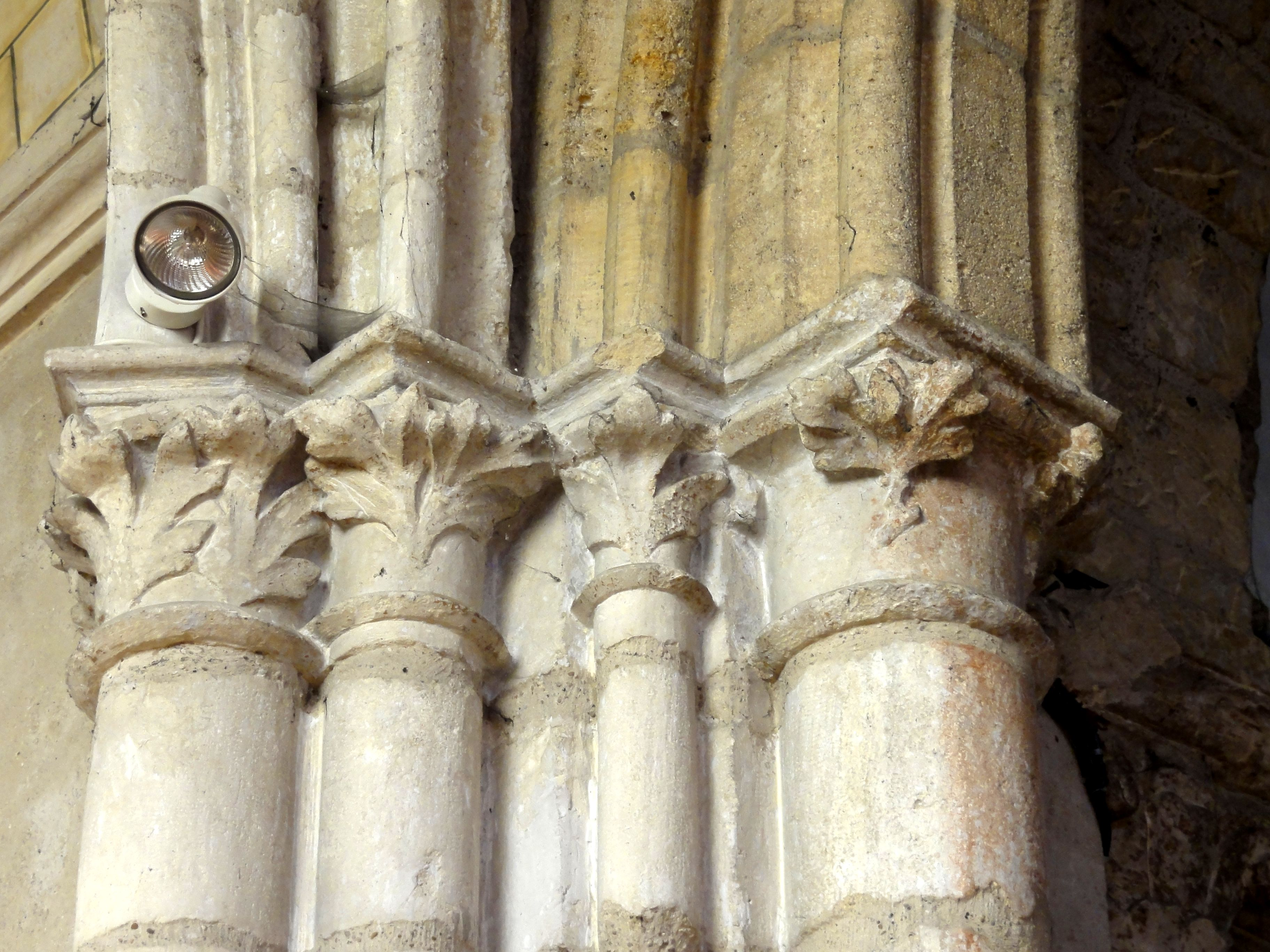
Chapiteaux.
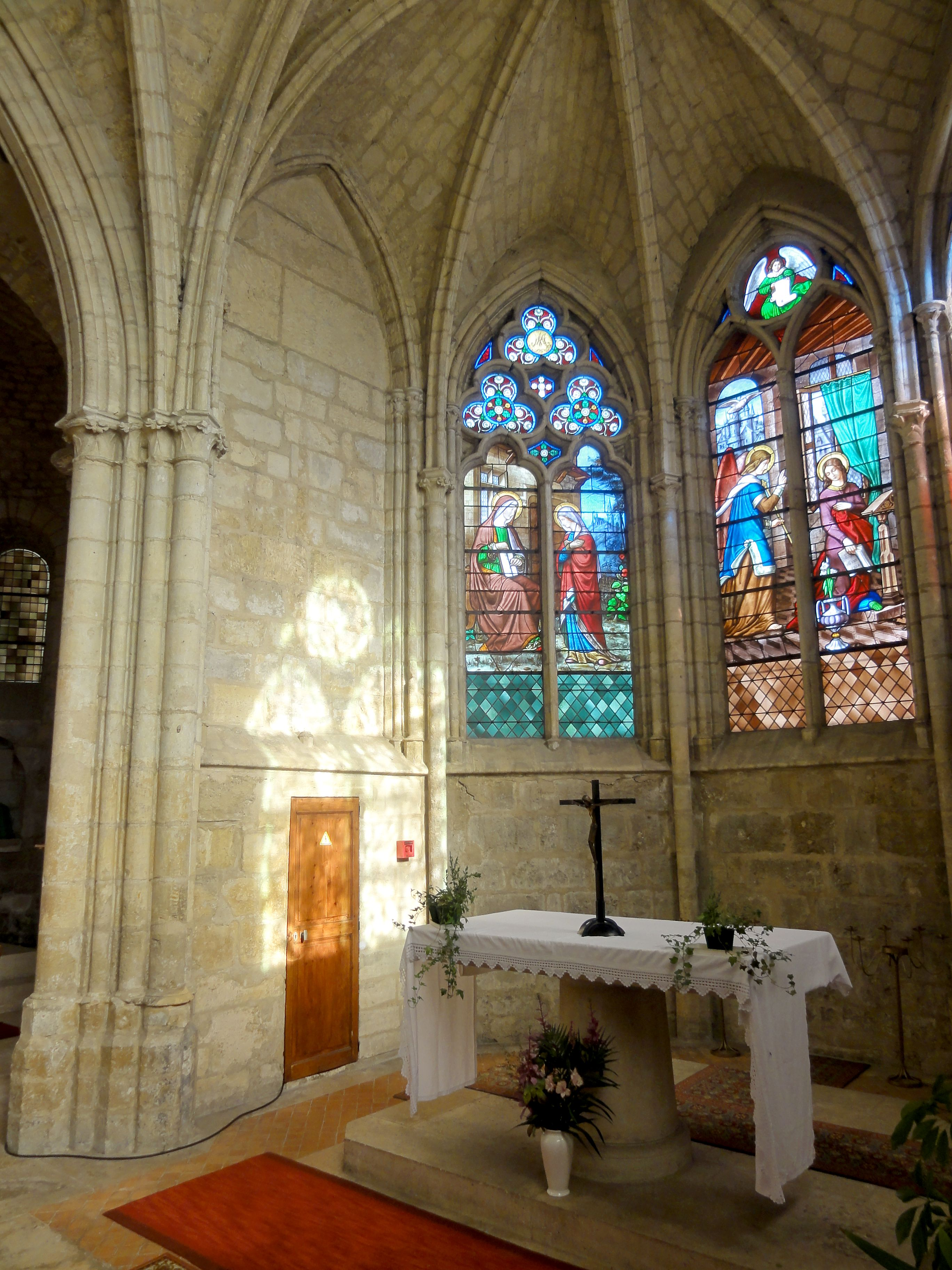
Vue vers le nord-est.
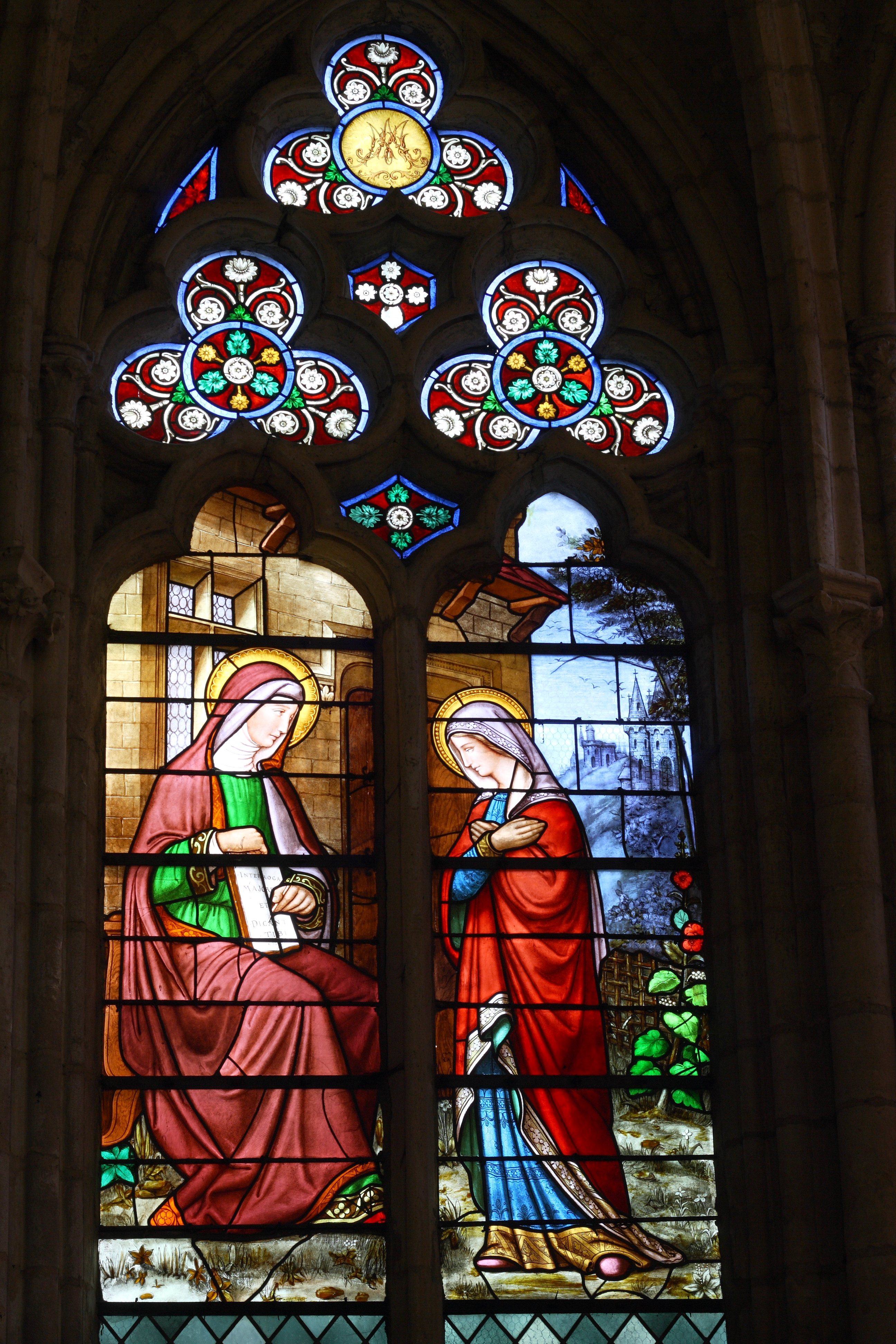
Éducation de la Vierge.
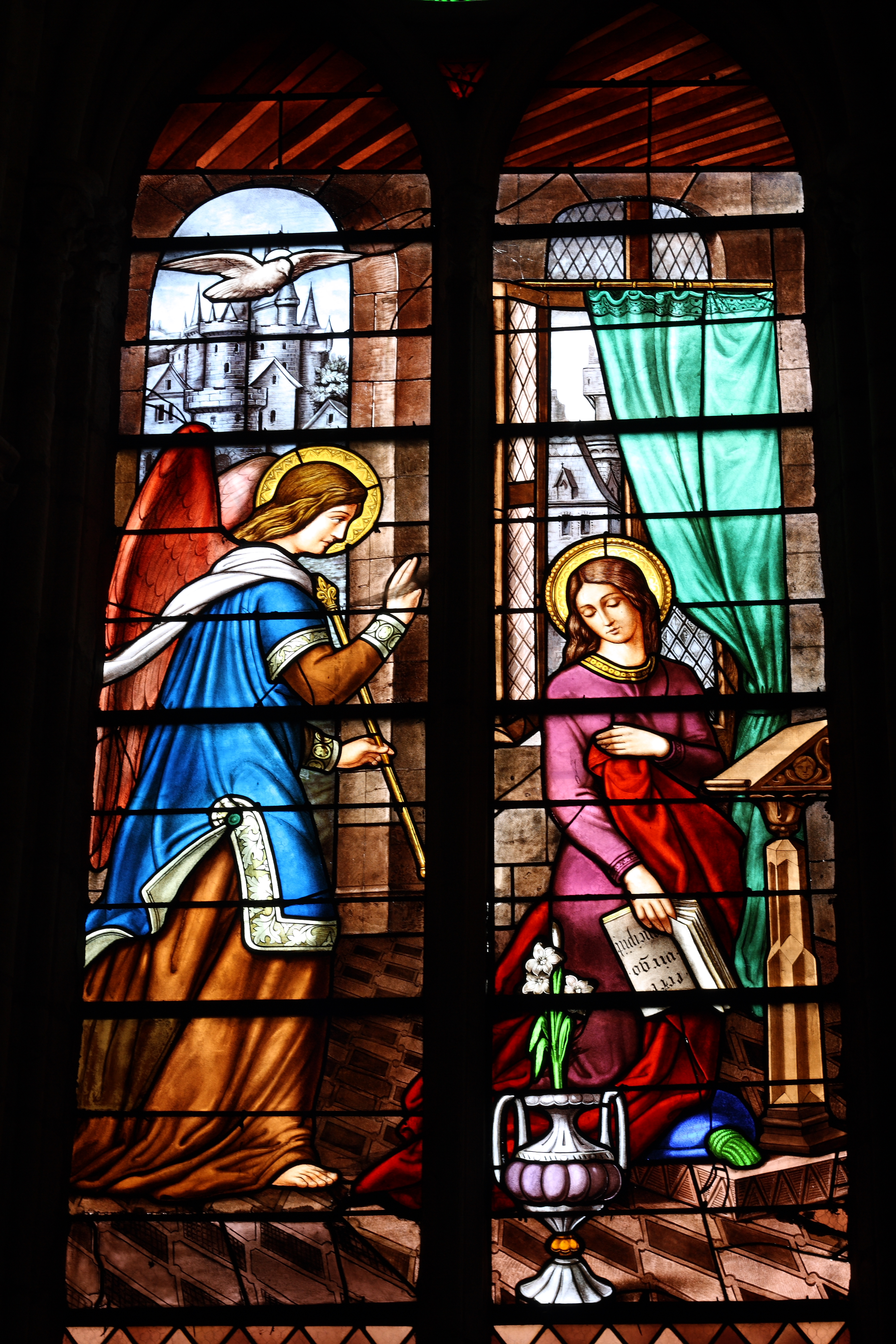
Annonciation de la Vierge.
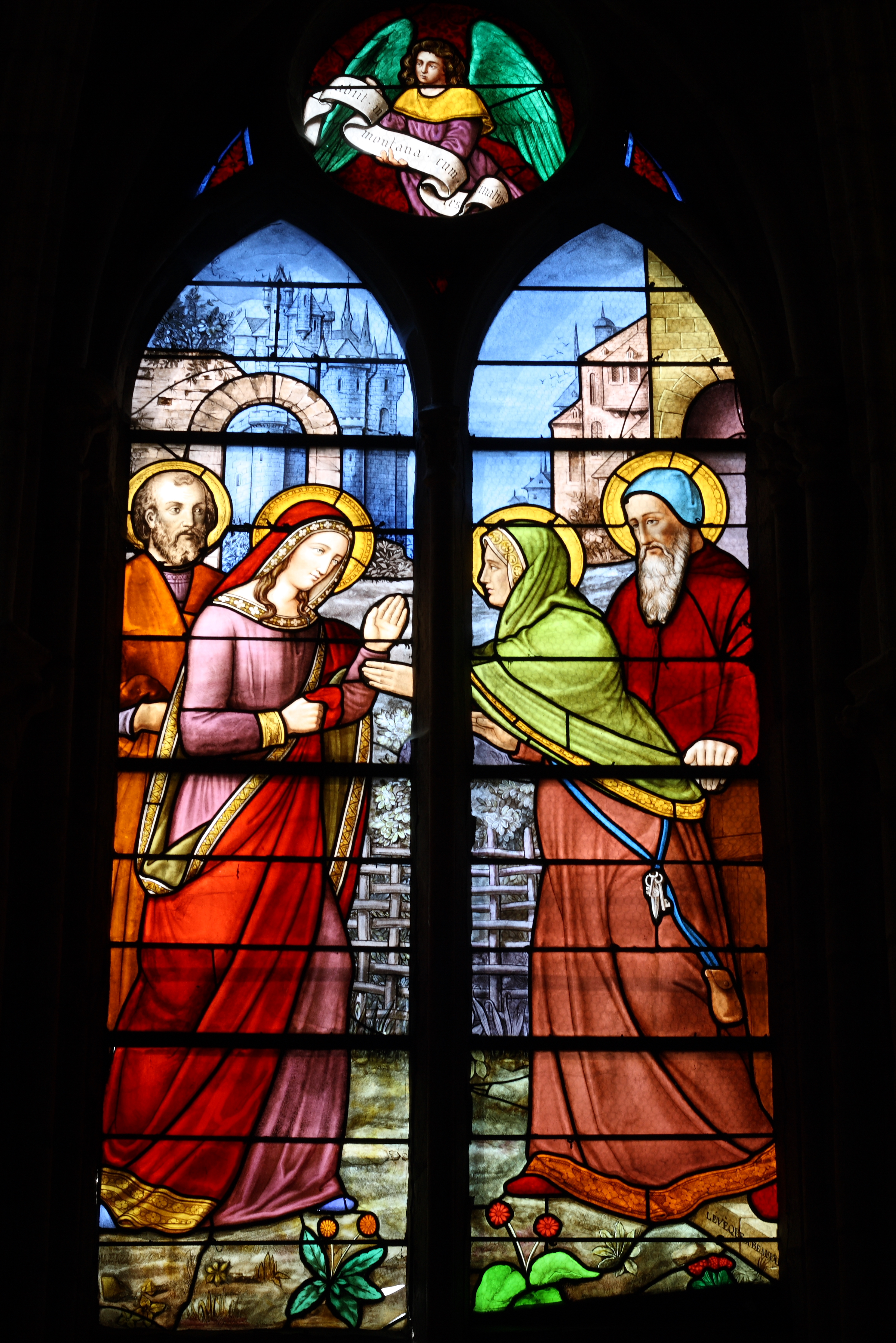
Visitation de la Vierge.
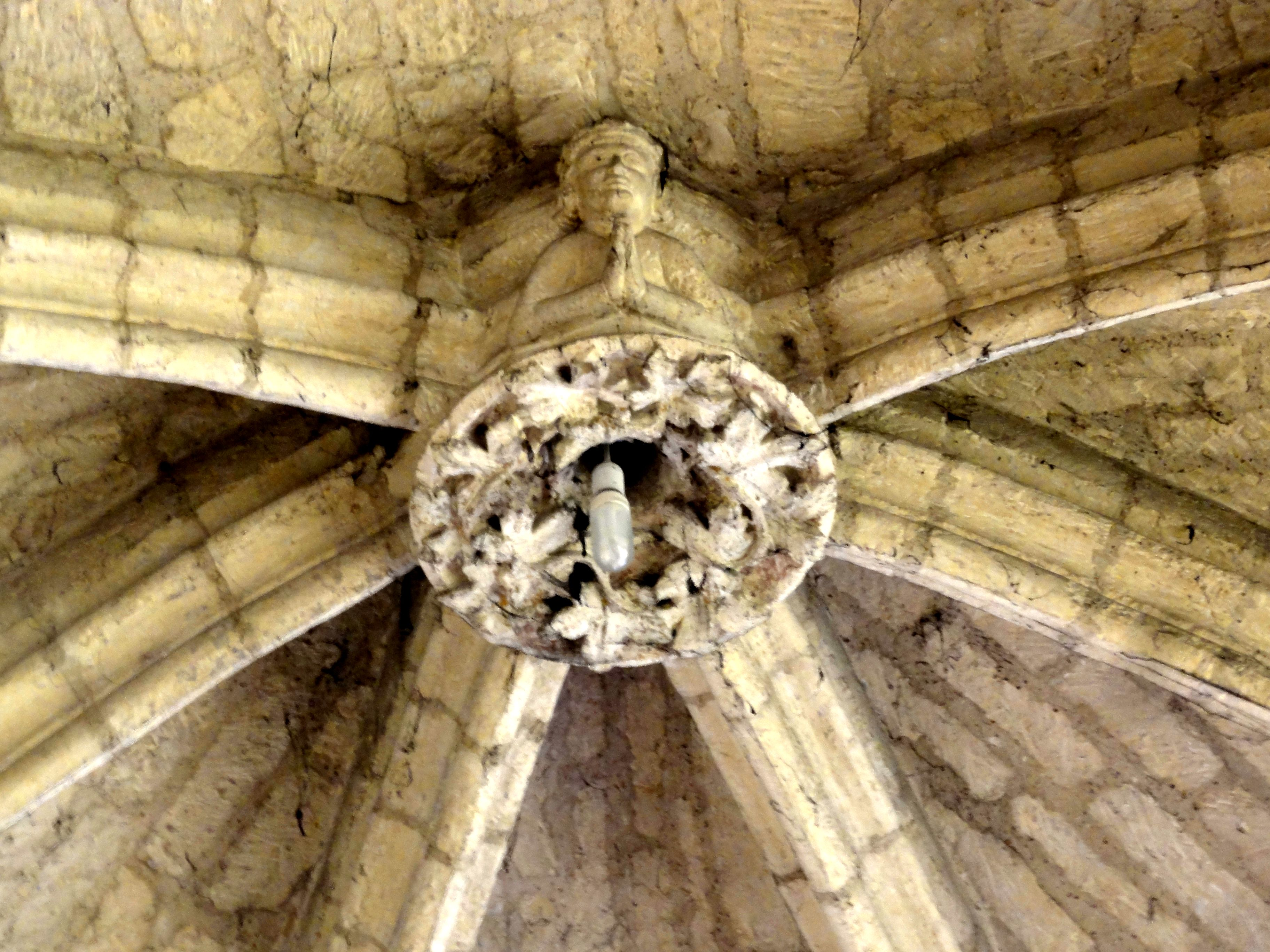
Clé de voûte.

## Mobilier
Parmi le très riche mobilier de l'église, dix éléments sont classés monuments historiques au titre des objets :
- La chaire à prêcher sculpté en bois de chêne par Collin Claude en 1708, et arborant des bas-reliefs de saint Côme et saint Damien sur la cuve[16] ;
- Un tableau peint en huile sur toile par Jules Alexandre Duval-Lecamus en 1852, ayant comme sujet saint Côme et saint Damien guérissant des malades et mesurant 325 cm sur 130 cm[17] ;
- Un tableau peint en huile sur toile peint d'après Guido Reni et / ou Pierre de Cortone au XVIIe siècle, ayant comme sujet Jésus guérissant un aveugle d'après l'Évangile selon Jean (IX, 1 à 12), et mesurant 230 cm sur 202 cm sans le cadre[18] ;
- Une statue en bois de la Vierge à l'Enfant haute de 125 cm et datant du XVIe siècle[19] ;
- Un Christ en croix en bois mesurant 103 cm de haut et datant du XVIIe siècle[20] ;
- Une statue en bois représentant saint Côme ou saint Damien, haute de 129 cm et datant du XVIe siècle[21] ;
- Une bannière de procession de 1865 environ, travail de broderie sur du velours uni, présentant un malade assis entre saint Côme et saint Damien[22] ;
- Un lustre en bronze décoré de rosettes et de plaquettes de cristal de roche sans enfilage, et datant du XVIIIe siècle[23] ;
- Un lustre en bronze décoré de plaquettes de cristal de roche avec enfilage mais incomplet, datant du XVIIIe siècle[24] ;
- Un lustre en bronze doré décoré de plaquettes de verre sans enfilage, et datant du XVIIIe siècle[25].

L'élément le plus emblématique et certainement le plus précieux du mobilier, la châsse des reliques des saints Côme et Damien, a été volée à la fin des années 1990. Elle était le but du pèlerinage annuel de l'Ordre des médecins de Paris, qui survit toutefois, comme après la démolition de la collégiale Saint-Damien à laquelle il était rattaché dès l'origine. Aujourd'hui, la bannière de procession mentionnée ci-dessus est seule à rappeler le lien avec l'ordre des médecins.

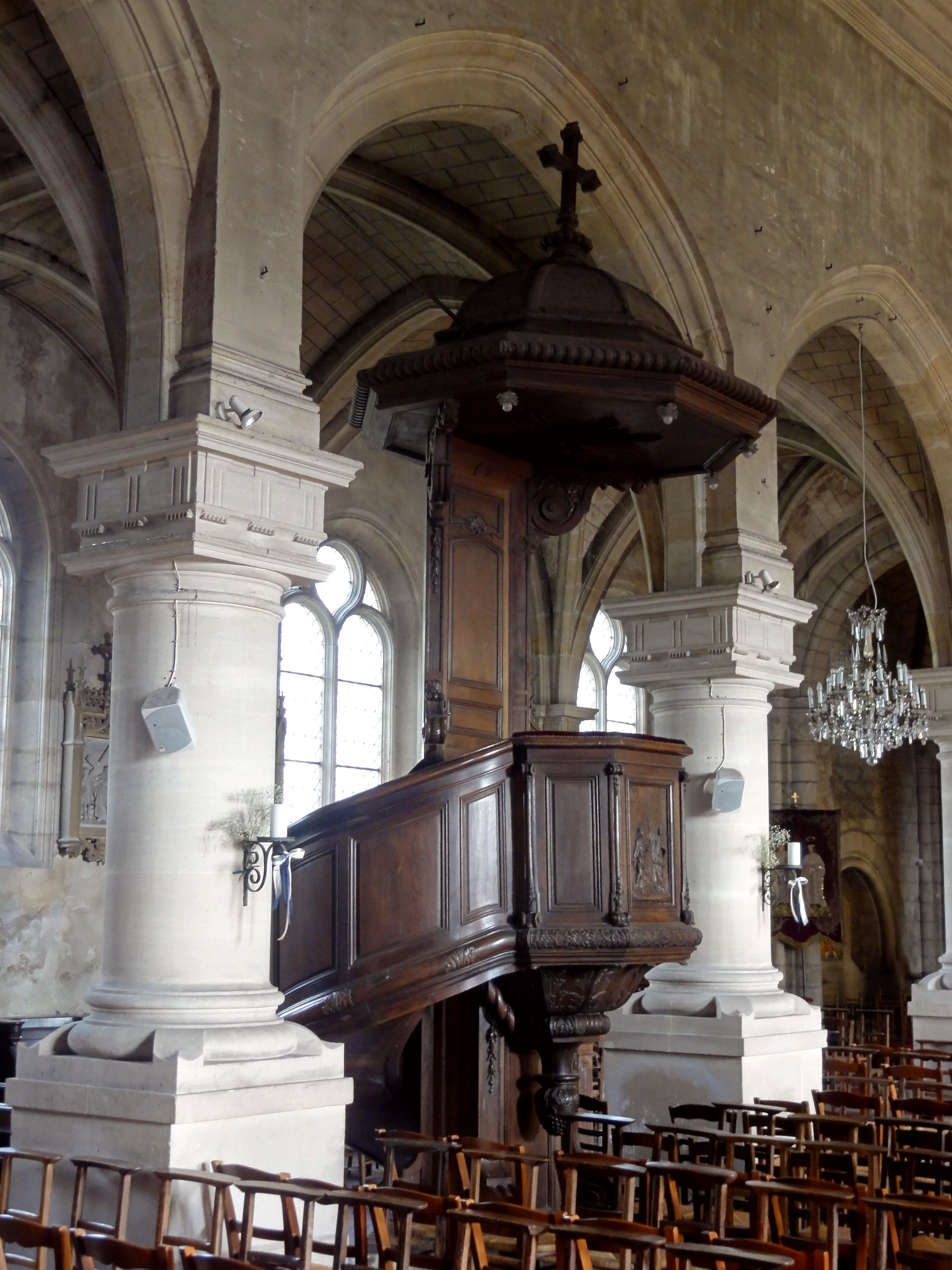
Chaire à prêcher.
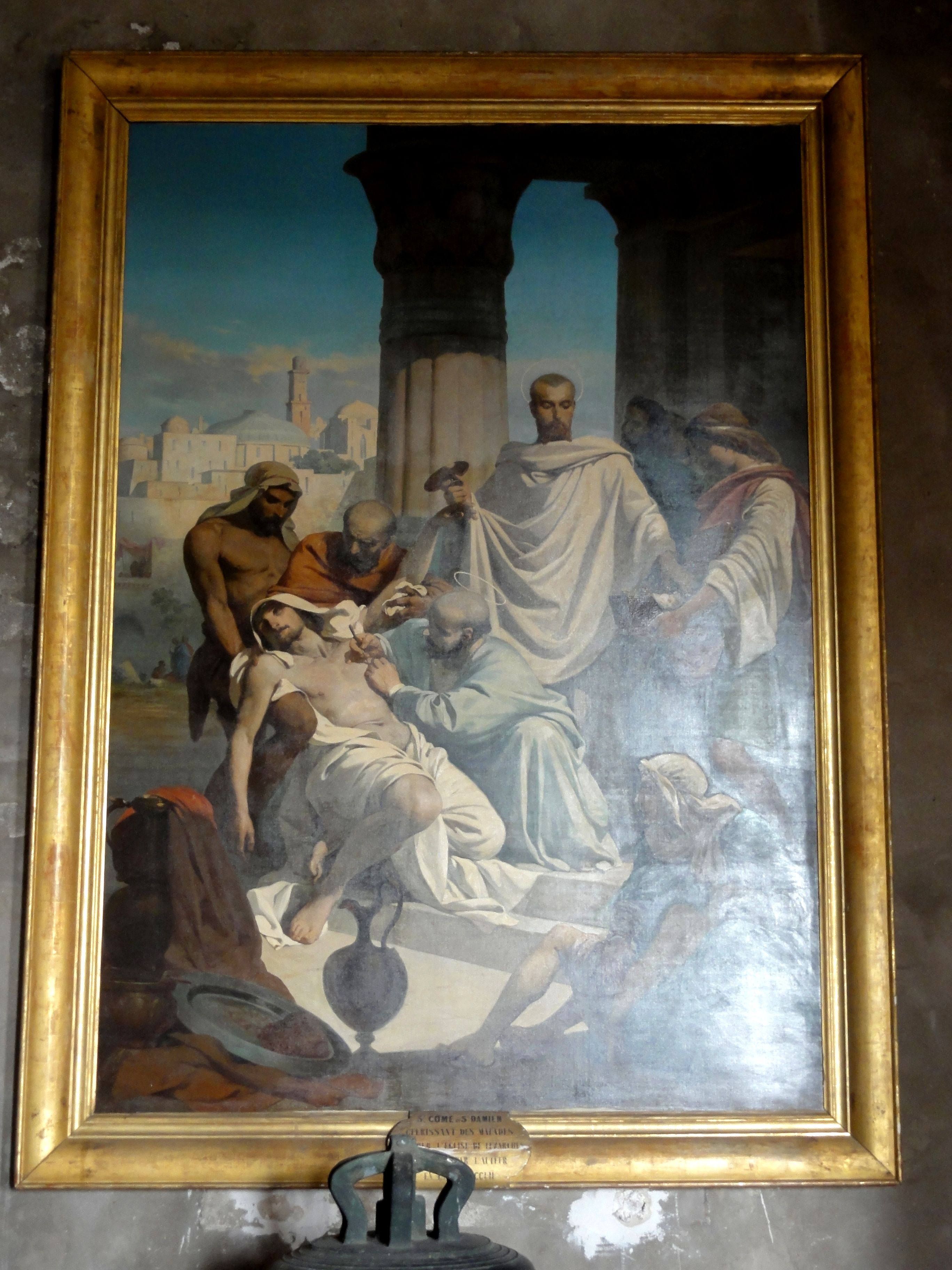
Saint Côme et saint Damien guérissant des malades.
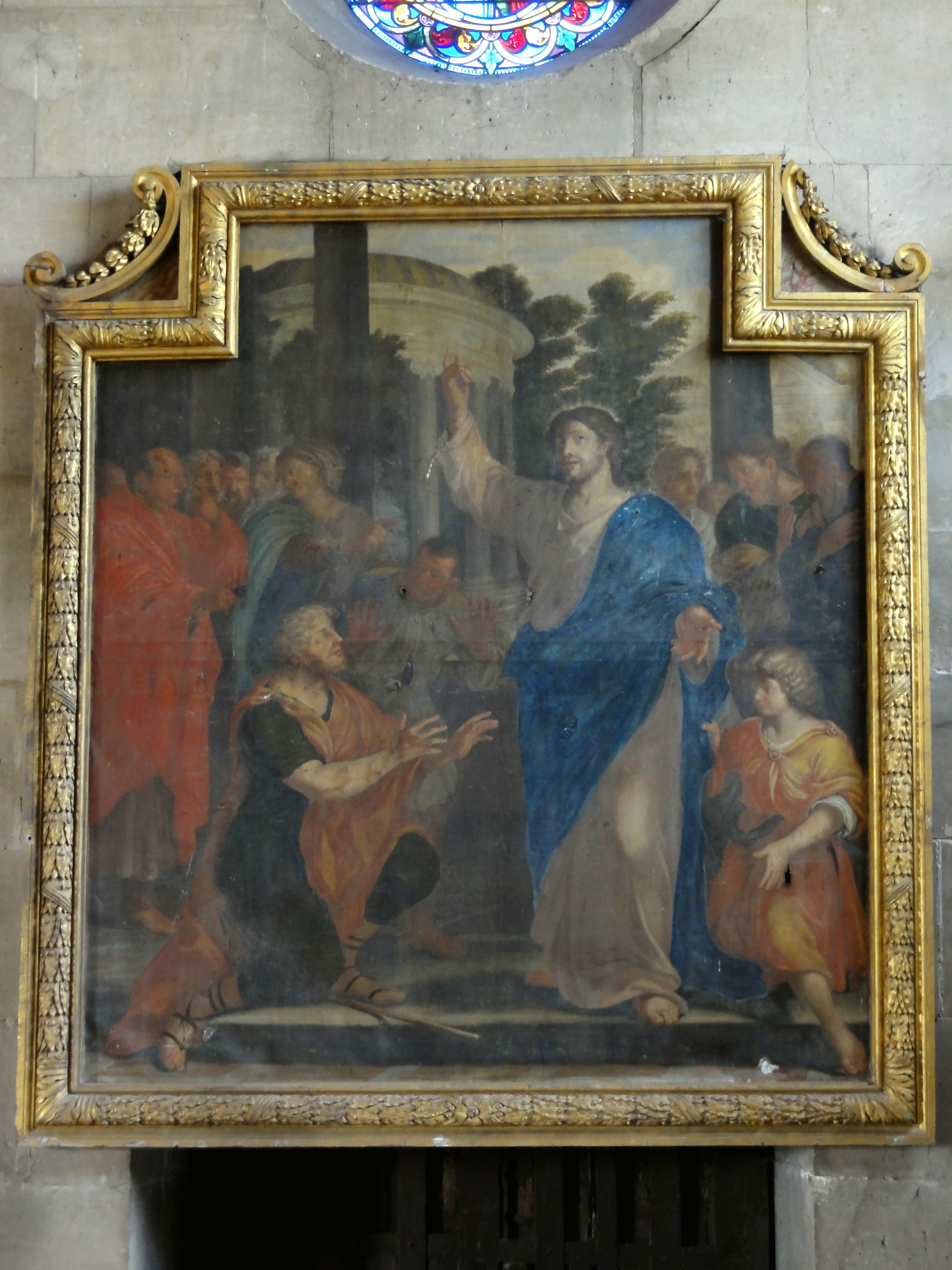
Jésus guérissant un aveugle.
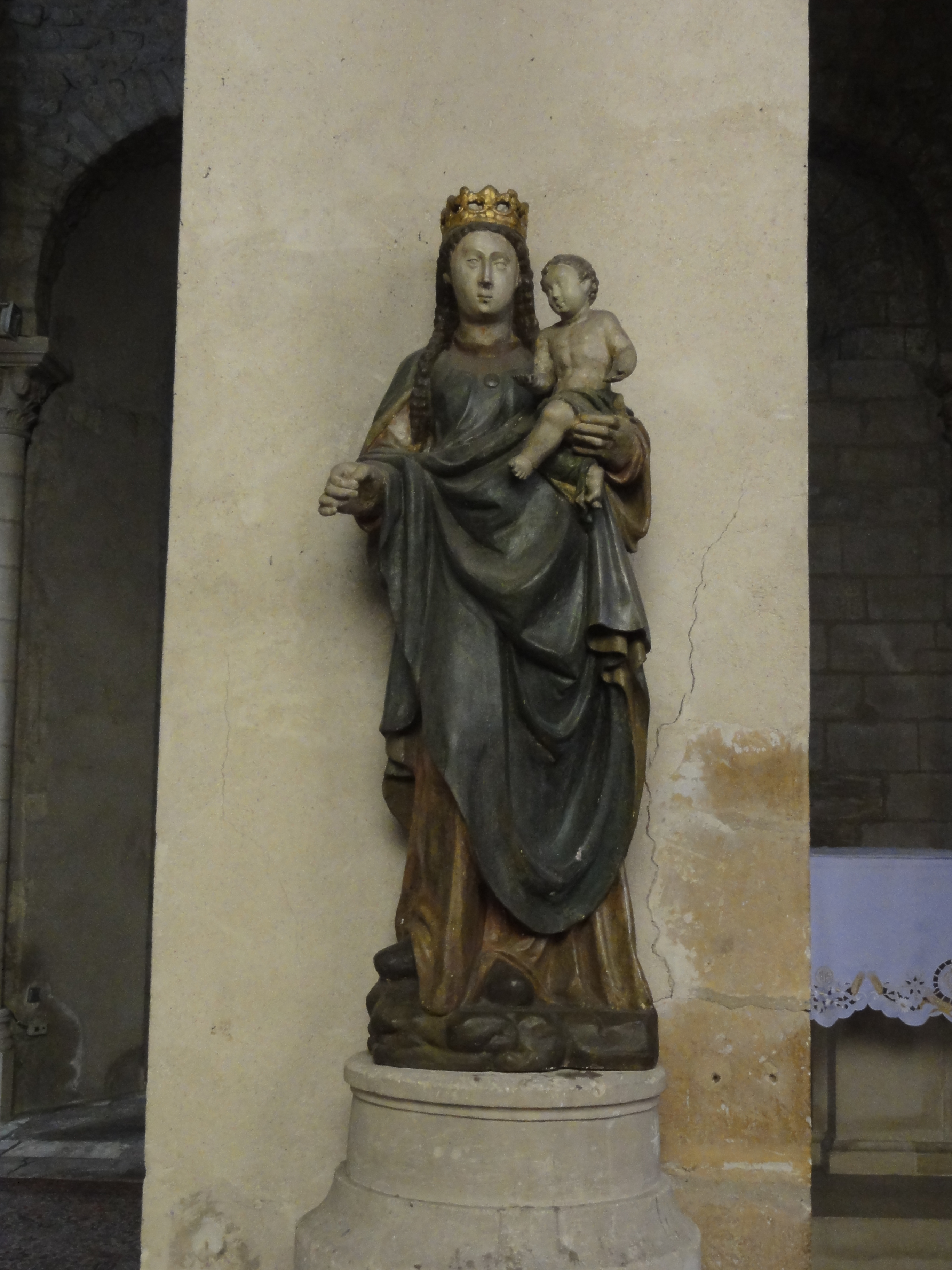
Vierge à l'Enfant.
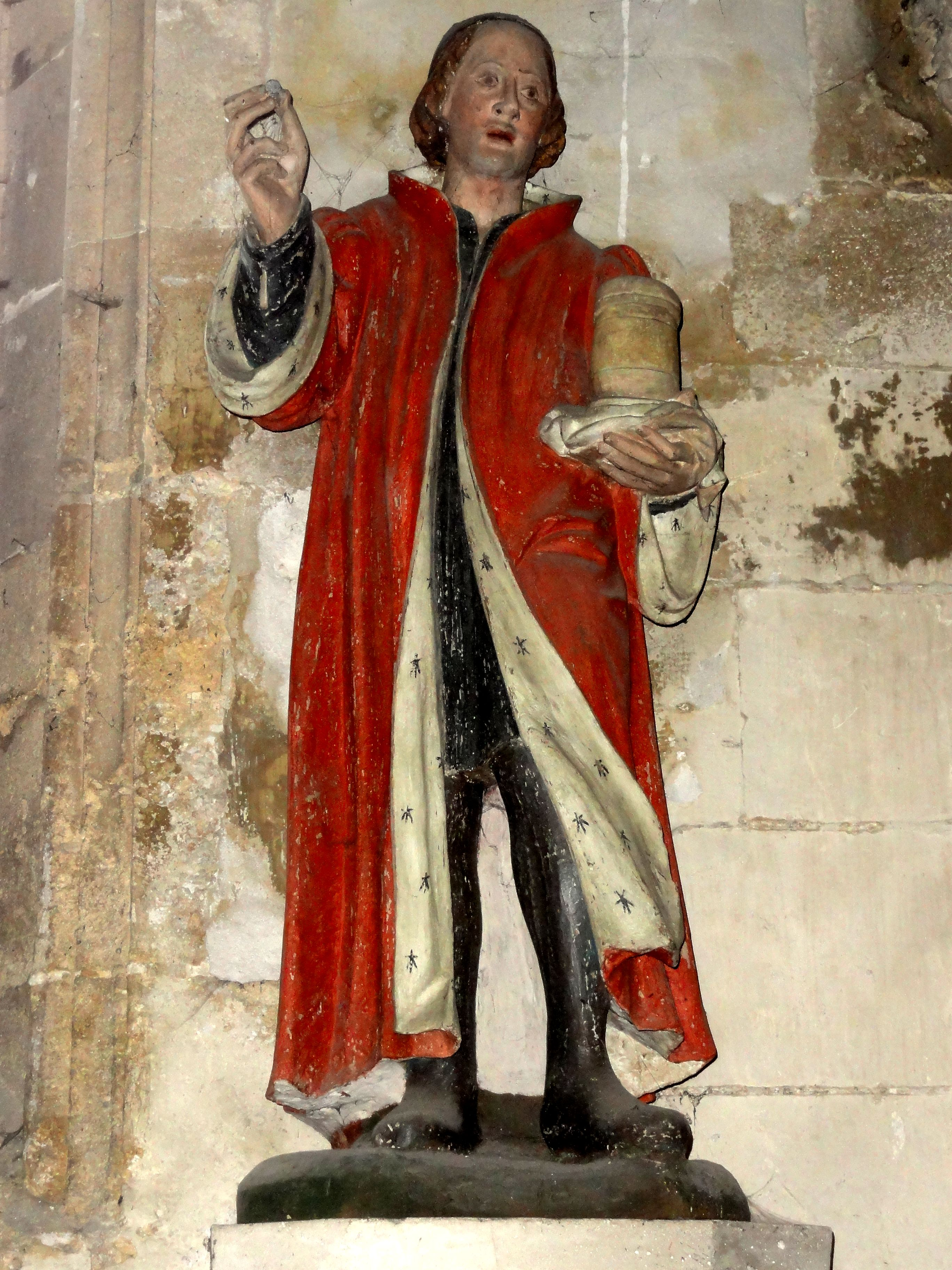
Statue de St Côme ou St Damien.
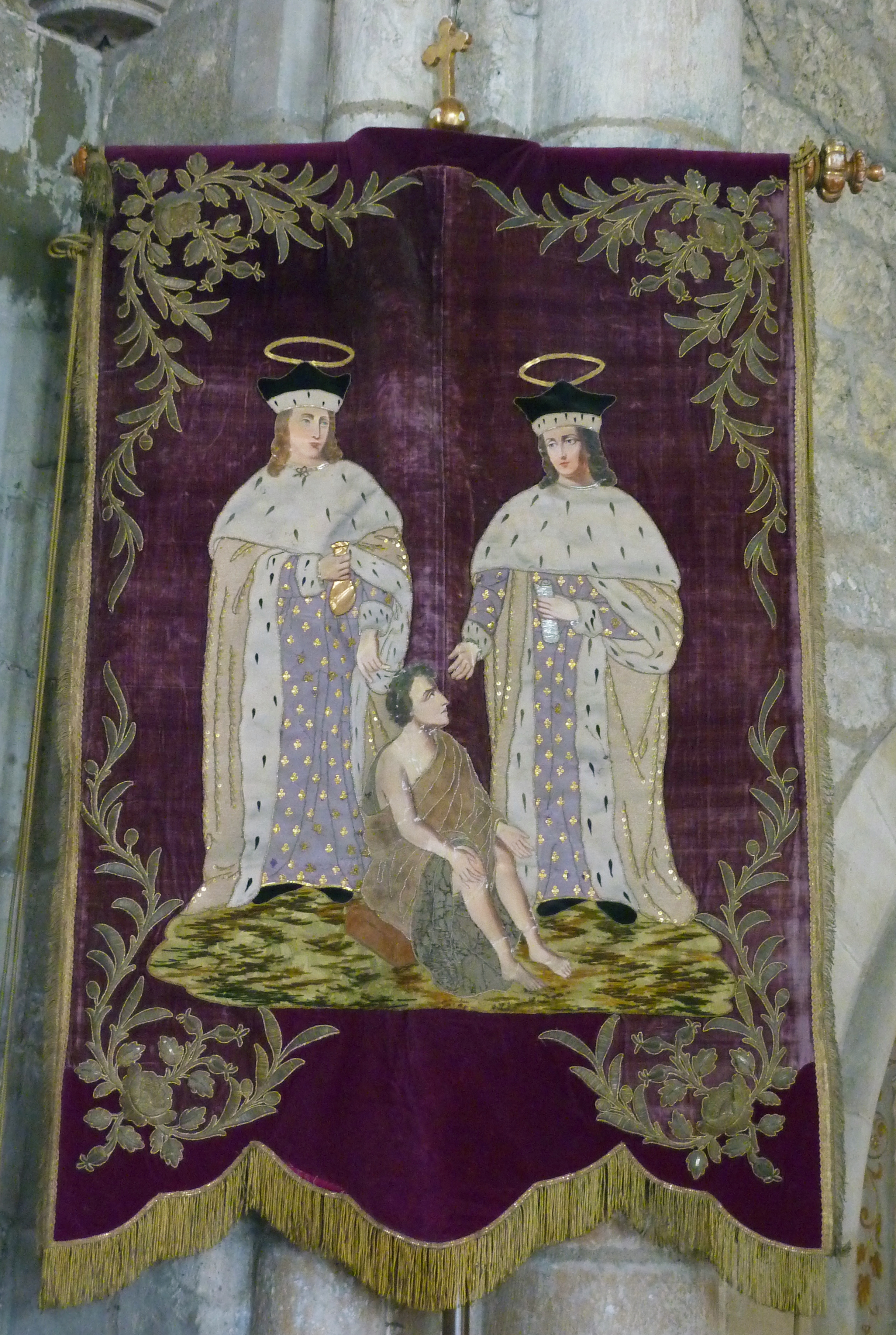
Bannière de procession.